# 加冷
加冷（英語/馬來語：Kallang，泰米爾語：காலாங்）是一座位於新加坡中部的新市鎮，以及新加坡55個規劃區之一，也是加冷/黃埔新鎮的主要構成部分。該區的發展以新加坡最長河流加冷河為中心。加冷規劃區位於大巴窯以南，芽籠西側，馬林百列西北方，濱海東以北，市中心之東北，梧槽、紐頓以東，諾維娜之東南。
歷史上，加冷曾有數個國家級地標，包括新加坡前國家體育場及新加坡首個專門建造的民用國際機場加冷機場。著名的“加冷獅吼”和“加冷人浪”就誕生於曾舉辦過18次新加坡國慶慶典及眾多文化和體育盛事的前國家體育場。為此，加冷在新加坡航天及體壇歷史上扮演舉足輕重的角色。
現今，加冷因惹蘭勿剎體育場和新加坡體育城而著稱；後者是結合新加坡新國家體育場與新加坡室內體育館的大型發展項目。新的國家體育場於2016年新加坡國慶日舉辦國慶慶典，而新加坡室內體育館時常舉辦世界級的音樂會和表演。

## 命名
該區最早以“Kilang”出現於1830年出版的新加坡地圖。1838年，區名則拼成“Kelang”。如今慣用的“Kallang”自1842年沿用至今，雖然某些地圖亦使用“Kalang”。
“Kallang”原指聚居於加冷河及新加坡河沿岸的海人，稱作“加冷人”（orang biduanda kallang）。斯坦福·萊佛士1819年登陸新加坡時有約500名加冷人。1824年，天猛公將加冷人遷移至今馬來西亞柔佛州蒲萊河一帶。當時約有100戶家庭。1847年，諸多加冷人死於天花。隔年，加冷人已幾乎絕種。
加冷地名也可能有其它來源。“Kallang”或許是馬來語kilang（意思為“工廠”）的錯誤拼寫，又或是源自galang（意思為“將船擺放在木板或滾筒上”）。加冷早期有許多工業廠房，並有數條河川流經此處，故名。
中文的“加冷”則是英語、馬來語“Kallang”的譯音；亦在少數情況下採用“嘉龍”、“加隆”。由於加冷煤氣廠曾經坐落於此，新加坡華僑也稱此地為“火城”。

## 地理

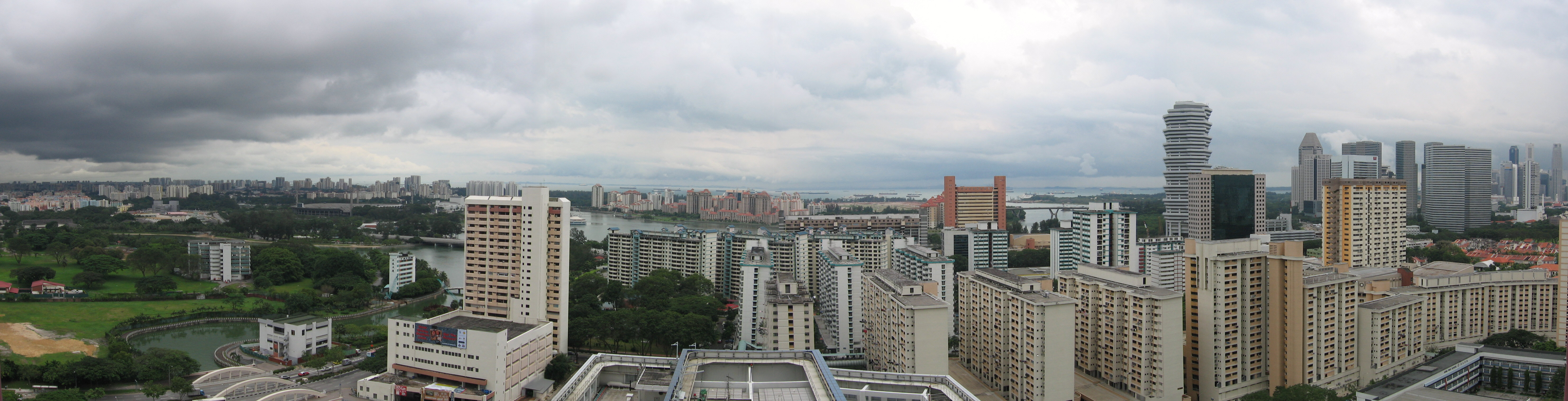
加冷全景圖。哥羅福位於圖下方，加冷盆地和丹戎禺的公寓位於圖上方，加冷河及梧槽河在圖左側，濱海中心位於圖右側，市中心在圖極右方。

### 位置

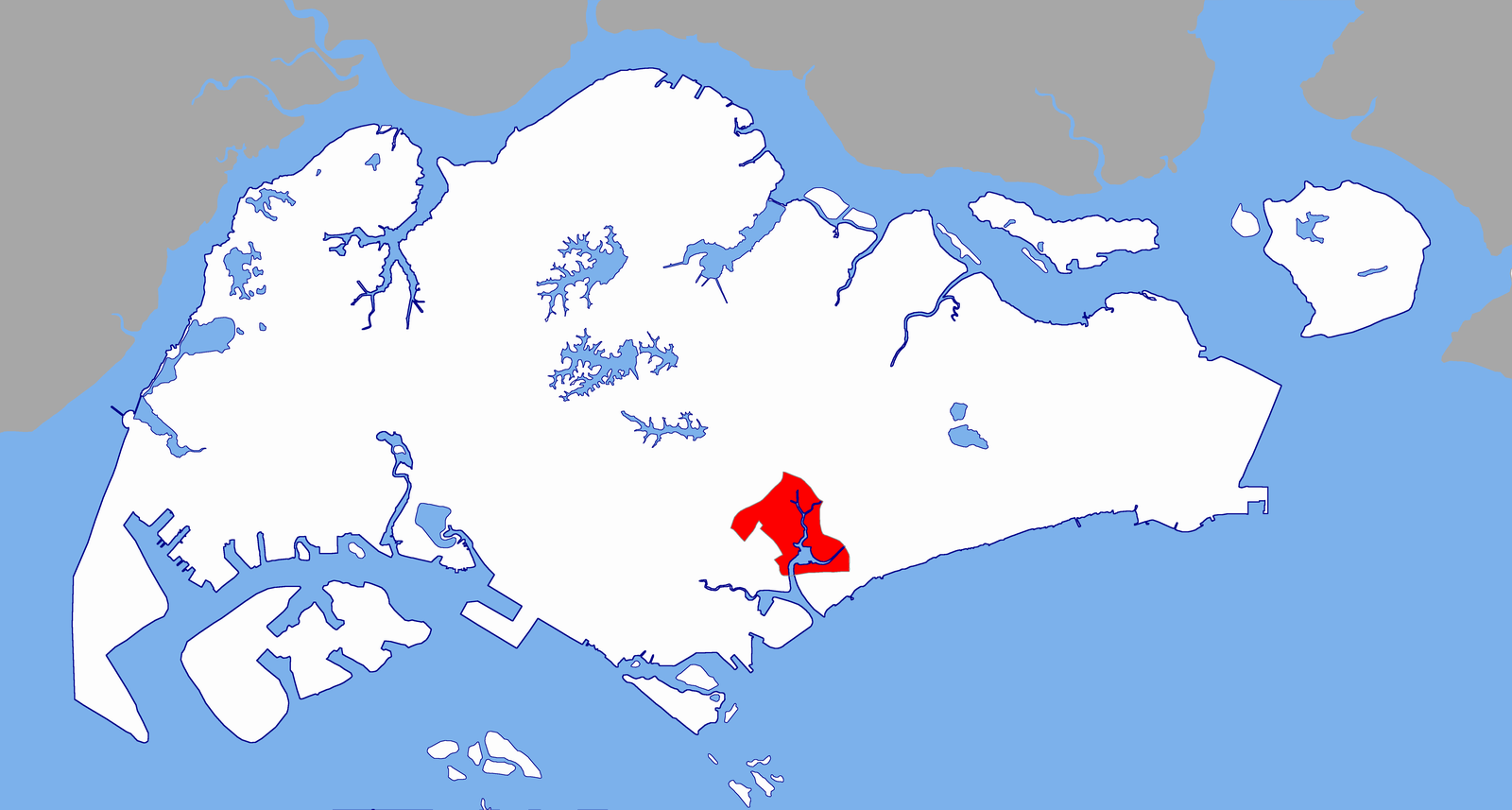
新加坡本島加冷規劃區。

加冷規劃區（Kallang Planning Area）毗鄰新加坡本島東南海岸，位於大巴窯以南，芽籠以西，馬林百列之西北，濱海東以北，市中心之東北，梧槽、紐頓以東，諾維娜之東南。從北開始，按反時針方向，加冷規劃區的邊界設定為泛島高速公路（正式縮寫為“PIE”）、中央高速公路（縮寫為“CTE”）、武吉知馬路、竹腳巷、諾森伯蘭路、格羅士特路、跑馬埔路、仰光路、實龍崗路、賽阿威路、惹蘭蘇丹、美芝路、奧菲亞路、東海岸公園大道（縮寫為“ECP”）、炮台路、蒙巴登路、沈氏大道。加冷規劃區是新加坡中部（Central Region）的一部分。
雖然加冷是新加坡市區重建局所定義的55個“規劃區”中的其中一個，新加坡建屋發展局所擬定的加冷/黃埔新鎮（Kallang/Whampoa New Town）仍包含位於諾維娜規劃區馬里士他分區內的黃埔住宅區。加冷/黃埔是新加坡唯一一個橫跨兩個規劃區的“新鎮”。

### 統計
佔地9.17平方公里，加冷規劃區在55個規劃區之中總面積位居第32位，於武吉班讓規劃區前，榜鵝規劃區後。加冷規劃區人口排名第18位，於女皇鎮規劃區前，榜鵝規劃區後。
佔地7.99平方公里，加冷/黃埔新鎮在23個新鎮之中總面積排名第9，於武吉巴督新鎮前，紅山新鎮後。

### 區劃
據新加坡市區重建局為城市規劃而設立的行政區劃，加冷規劃區共由九個“分區”（subzone）組成：
| 分區                        | 位置                                                                   | 著名地方 | 交通連接                           |
| --------------------------- | ---------------------------------------------------------------------- | --- | ---------------------------------- |
| 明地迷亞（Bendemeer）       | 加冷北部；實龍崗路、明地迷亞路、聖喬治路、聖邁克路附近區域             | 文慶地鐵站、宏文學校、明智小學、明智中學、北爍學校、加冷民眾俱樂部、加冷鄰里警崗、文慶消防崗、陶納郵政局、中央錫克廟、明地迷亞購物中心、廣惠肇留醫院、聖威菲立草場、聖威菲立壁球中心、聖威菲立網球中心、加冷綜合診療所（興建中） | 文慶地鐵站、巴士                   |
| 芽籠峇魯（Geylang Bahru）   | 芽籠峇魯周邊地區                                                       | 芽籠峇魯地鐵站、加冷盆地公共泳池、加隆貨倉總匯、新加坡人力部服務中心、惹蘭勿剎市鎮理事會總辦公室、新加坡考試與評鑑局總部、哥南亞逸民眾俱樂部、哥南亞逸鄰里警崗 | 芽籠峇魯地鐵站、巴士               |
| 甘榜武吉士（Kampong Bugis） | 加冷河河口區域                                                         | 芽籠1巷巴士終站、加冷河畔公園、獲保留的加冷機場相關建築物、獨立橋、Sri Manmatha Karuneshvarar興都廟、加冷煤氣廠（已拆除）、繁華世界遊樂場（已拆除）、芽籠室內體育館（已拆除） | 巴士                               |
| 丹戎禺（Tanjong Rhu）       | 加冷南部；新加坡體育城、丹戎禺路附近區域                               | 體育場地鐵站、蒙巴登地鐵站（局部）、德明政府中學、新加坡游泳俱樂部、新加坡體育城（新加坡新國家體育場、新加坡室內體育館、嘉龍威購物廣場）、新加坡體育理事會總部、嘉龍劇院、加冷娛樂中心、加冷跑道、加冷網球中心、加冷草場、加冷板球場、加冷投球中心、加冷壁球中心、加冷海上訓練中心、加冷水上運動中心、薛爾思橋、蒙巴登消防崗、百盛浪激濱海灣、加東民眾俱樂部、新加坡前國家體育場（已拆除）、加冷機場（已局部拆除）、勞動公園（已拆除）、加冷兵營（設施已重新發展）、加冷足球中心（建造計劃已敲定，工程尚未展開）、丹戎禺地鐵站（興建中）、加東公園地鐵站（興建中；局部） | 體育場地鐵站、蒙巴登地鐵站、巴士   |
| 加冷峇魯（Kallang Bahru）   | 加冷峇魯、加冷道、加冷坊周邊地區                                       | 明地迷亞地鐵站、新加坡郵政加冷運輸基地、Aperia Mall、維多利亞批發中心 | 明地迷亞地鐵站、巴士               |
| 哥羅福（Crawford）          | 加冷盆地西岸地區                                                       | 尼誥大道地鐵站、加冷河畔公園、黃金坊、甘榜格南民眾俱樂部、甘榜格南鄰里警崗、甘榜格南公園、哥羅福郵政局、濱海寶龍坊、濱海灣花園（濱海中花園）（局部）、聖約翰救護機構新加坡總部、鴻福中心、The Plaza、濱海灣市街賽道（局部）、哈賈·法蒂瑪回教堂、加冷水上探險組織（設施已重新發展） | 尼誥大道地鐵站、巴士               |
| 勞明達（Lavender）          | 勞明達街以西，惹蘭勿剎北部地區                                         | 勞明達地鐵站、花拉公園地鐵站（局部）、城市廣場購物中心、惹蘭勿剎體育場、惹蘭勿剎公共泳池、新加坡足球協會、惹蘭勿剎民眾俱樂部、人民協會總部、新加坡移民與關卡局大廈、城市廣場郵政局、新加坡印度人發展協會、斯里尼維沙柏魯瑪興都廟、慕斯達法中心、烏瑪帕拉瓦淡米爾語言中心、新世界遊樂場（已拆除） | 勞明達地鐵站、花拉公園地鐵站、巴士 |
| 文慶（Boon Keng）           | 文慶路上段地區                                                         | 加冷地鐵站、芽籠西民眾俱樂部 | 加冷地鐵站、巴士                   |
| 甘榜爪哇（Kampong Java）    | 加冷西部；馬里士他路、仰光路、奧雲路、多實路、德申宋路、劍橋路附近區域 | 小印度地鐵站（局部）、花拉公園地鐵站（局部）、新加坡陸路交通管理局總部、東陵警區總部、甘榜爪哇鄰里警局、經禧鄰里警崗、馬里士他草場、新加坡印度人協會、Singapore Khalsa Association、花拉公園草場、花拉公園網球中心、APS游泳學校、竹腳婦幼醫院、白橋民眾俱樂部、華苑小學、甘榜爪哇公園（已拆除） | 小印度地鐵站、花拉公園地鐵站、巴士 |

雖然位於舊機場路及達哥打彎附近的舊加冷機場住宅區（Old Kallang Airport Estate）因歷史理由常與加冷掛鉤，它屬於毗鄰的芽籠規劃區阿裕尼分區。
同樣的，被麥波申路、阿裕尼路、佩爾頓水道和泛島高速公路包圍的工業區稱作“加冷大道分區”（Kallang Way subzone）。雖然該分區的名稱有“加冷”字樣，它歸芽籠規劃區管轄。該地區曾屬於加冷巫金。
雖然花拉公園（今花拉公園草場）位於加冷規劃區內，同名的花拉公園分區是梧槽規劃區的組成部分。
雖然小印度分區和甘榜格南分區位於梧槽規劃區內，許多相關建築物都在加冷規劃區內。“小印度”與“甘榜格南”通常指文化區域，而這些文化區域比市區重建局所劃分的區要大。
大巴窯8巷分區前稱為“加冷分區”（Kallang subzone），因位於加冷河兩端而得名。該分區之後以臨近一條同名道路更名，隸屬大巴窯規劃區。

### 地质

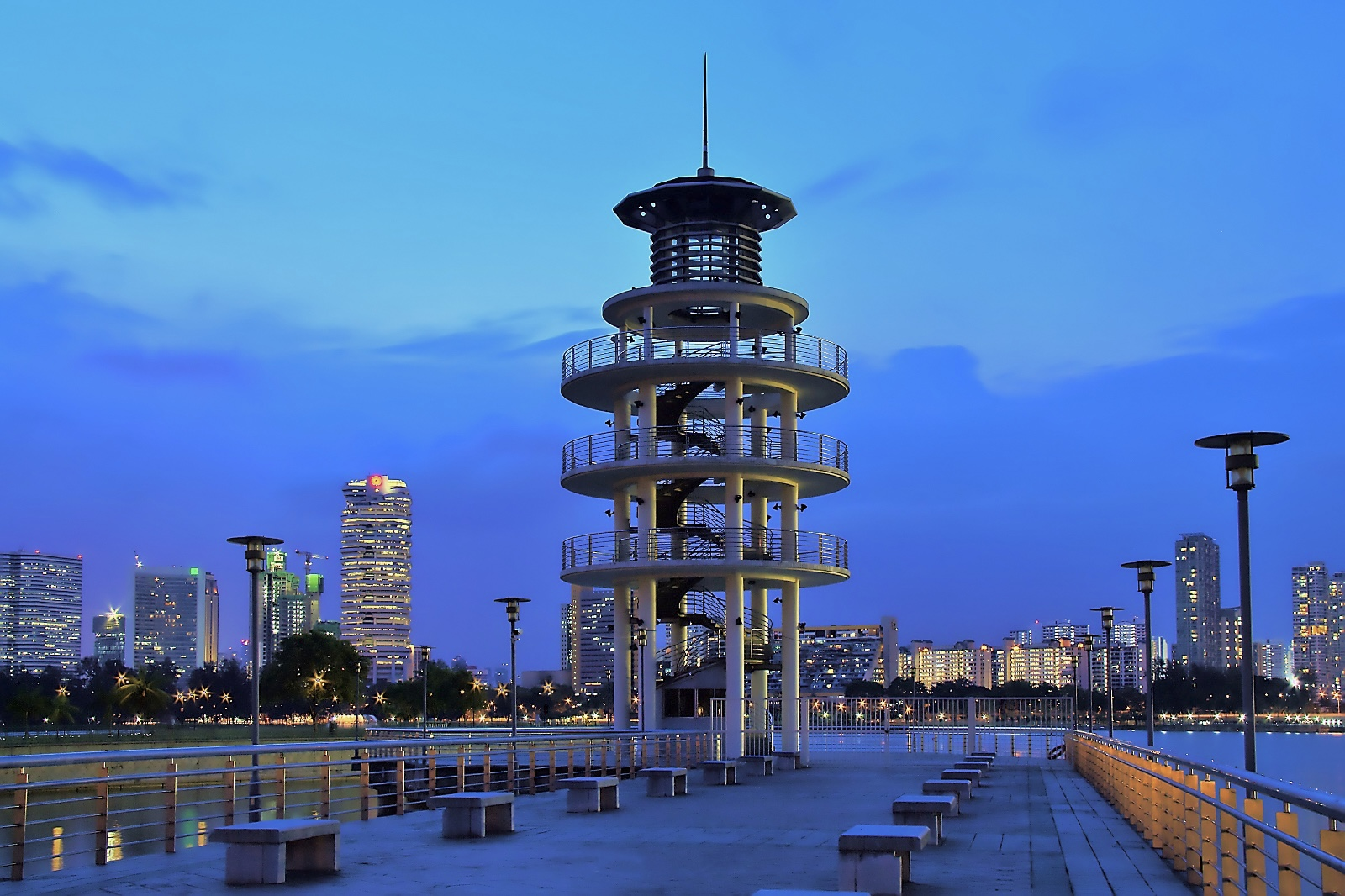
位於丹戎禺的瞭望台，俯瞰加冷盆地和市中心。

加冷的地質構造主要屬於加冷組（Kallang Formation），由沉積組成的衝擊層、過渡土層和海洋黏土構成。 除齊名的加冷外，加冷組遍布新加坡各地，尤其集中於河谷、河口與海岸區域。

### 地形
加冷不高於海拔15米，地形平坦。
雖然不坐落在加冷規劃區內，武吉加冷（Bukit Kallang）是新加坡中央集水區的一座山坡，海拔97米。武吉加冷位於貝雅士上段蓄水池東南方，TreeTop Walk吊橋以西，曾屬於烏魯加冷巫金的管轄範圍內。新加坡公用事業局管理的武吉加冷水務池（Bukit Kalang Service Reservoir）及加冷河的源頭都在武吉加冷附近。

### 水體

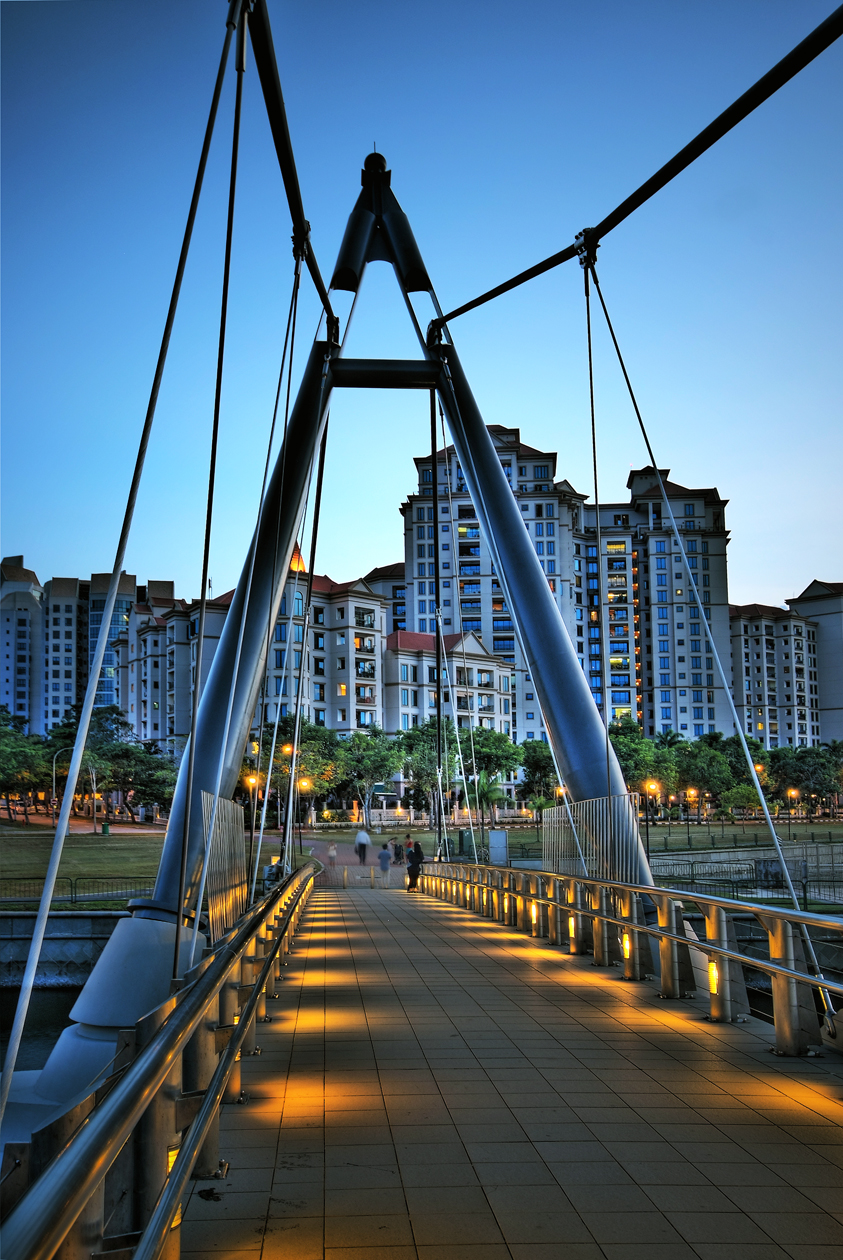
丹戎禺人行橋橫跨芽籠河，銜接丹戎禺路的私人住宅區和新加坡體育城。

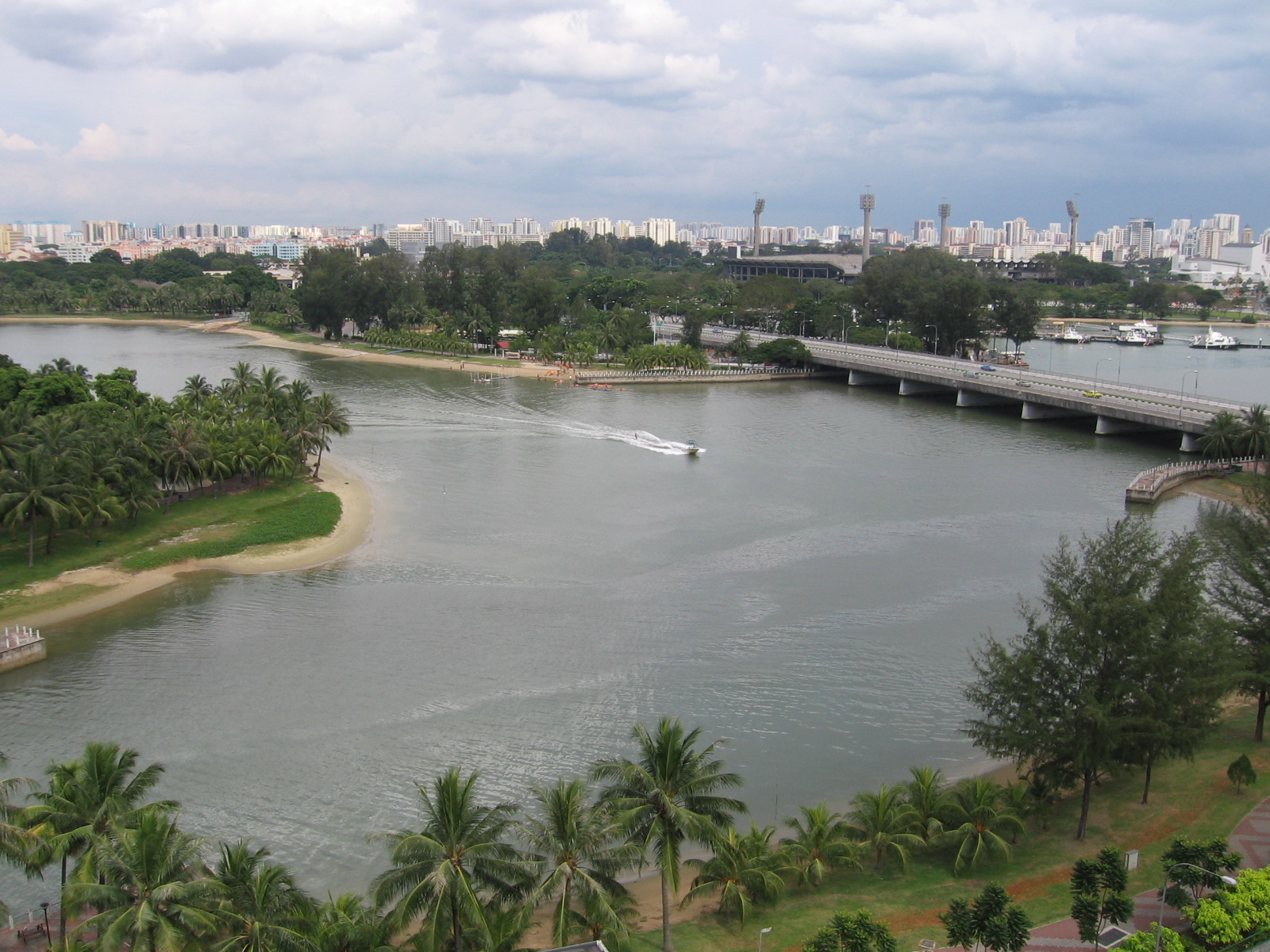
位於加冷盆地的加冷河與梧槽河河口，攝於2005年12月。 新加坡前國家體育場在圖右上方，加冷河畔公園在圖下方。

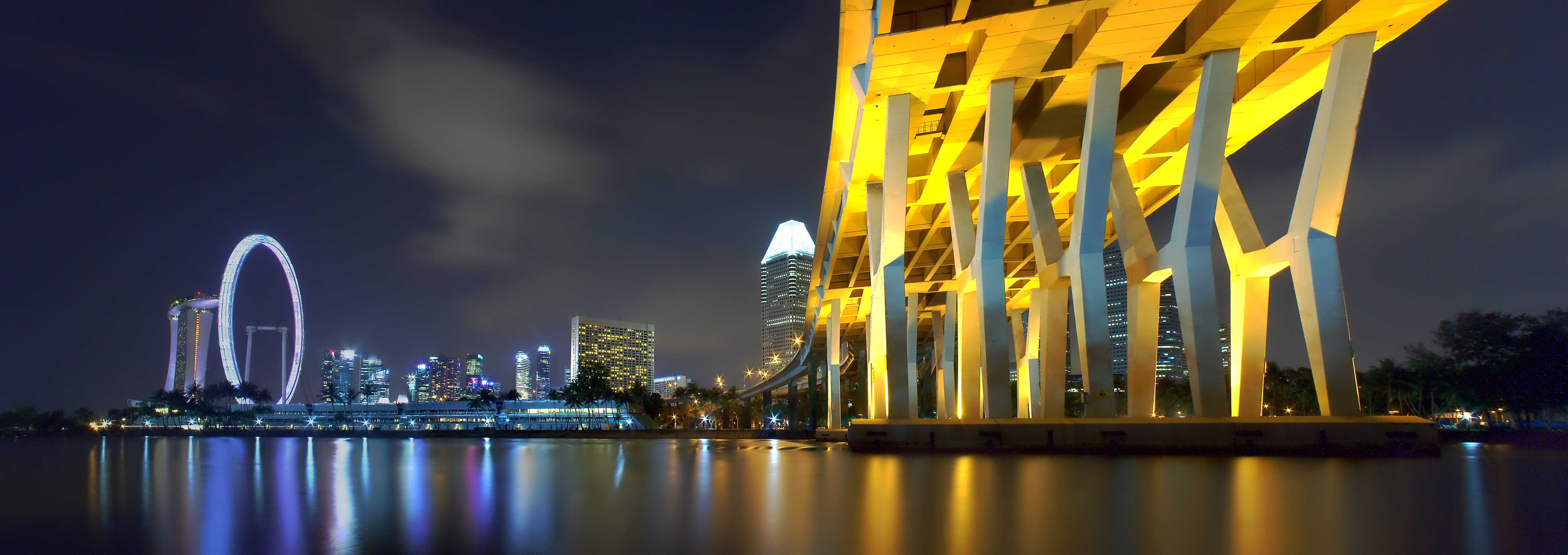
夜間的薛爾斯橋，俯瞰新加坡中區。

加冷河（Kallang River）是貫穿加冷的主要河流。加冷河的源頭是貝雅士蓄下段水池（Lower Peirce Reservoir；舊稱“加冷河蓄水池”，於1922年更名），河口則位於加冷盆地獨立橋一帶。長約10公里，加冷河是新加坡最長的河流，流經碧山、宏茂橋等地。
加冷盆地（Kallang Basin；又作“加冷內灣”）是位於加冷的封閉式海灣，是水上運動的熱門地點。新加坡體育城就坐落在加冷盆地東岸。1977年，新加坡政府在加冷盆地及新加坡河展開為期十年的水道清潔工程，造就了今日的干淨水道。加冷盆地區域原是新加坡本島東南海岸線的一部分；加冷河、芽籠河及梧槽河曾於此流入新加坡海峽。 新加坡共和國海軍部隊其中一艘勿洛級掃雷艇稱為“加冷號”（RSS Kallang）；這一系列艦艇均以新加坡沿岸地方命名。
其它位於加冷的水體包括芽籠河（Geylang River）、梧槽河（Rochor River）、梧槽溝渠（Rochor Canal）、濱海水道（Marina Channel）、黄埔河（Sungei Whampoa）以及佩爾頓水道（Pelton Canal）。黃埔河與佩爾頓水道是加冷河的支流。前述的水體與臨近的新加坡河和濱海灣共同組成總面積相當於新加坡本島面積六分之一大的濱海蓄水池（Marina Reservoir）。
根據新加坡公用事業局，加冷涵蓋武吉知馬排水集水區、芽籠排水集水區、史丹福濱海排水集水區和加冷排水集水區部分區域。加冷排水集水區只覆蓋加冷規劃區一小部分；它仍包含屬於大巴窯規劃區、實龍崗規劃區、碧山規劃區、宏茂橋規劃區、中央集水區規劃區及武吉班讓規劃區的部分地區。
由於加冷一帶河流密集，該區建有許多橋樑。其中著名的橋包括獨立橋（Merdeka Bridge）、薛爾思橋（Benjamin Sheares Bridge；新加坡最高且最長的橋，在跨越加冷盆地處為29米高的最高點）和丹戎禺人行橋（Tanjong Rhu Footbridge；新加坡首座吊橋）。

## 歷史

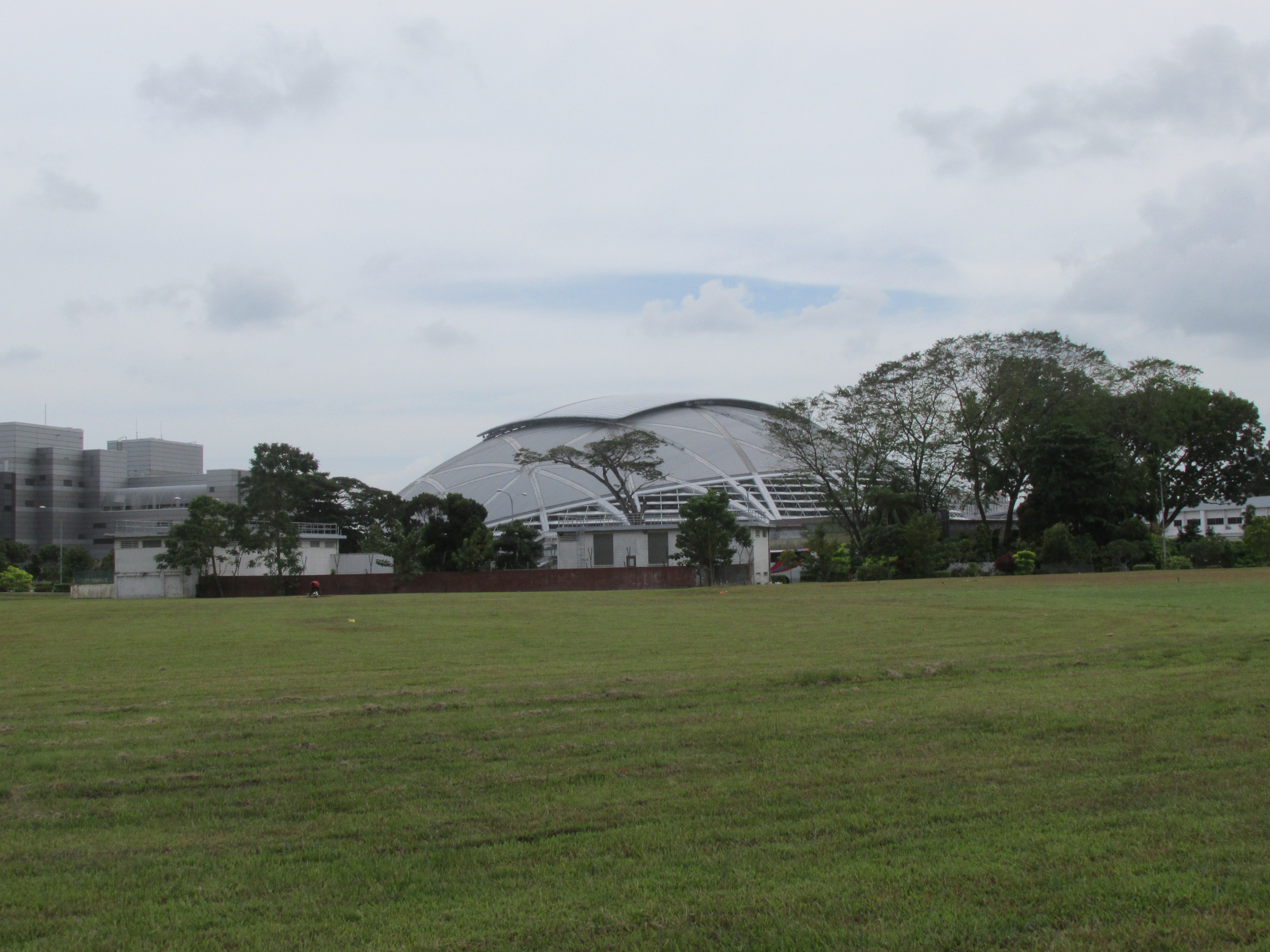
芽籠路旁的草場是繁華世界遊樂場的舊址。 新加坡新國家體育場為背景。

### 邊界
今日的加冷規劃區（Kallang Planning Area）是新加坡市區重建局為城市規劃而設立的區劃。在成立“規劃區”（planning area）之前，新加坡被分為兩種行政區：郊區的“巫金”（mukim；意思類似於“鄉”）及城裡的“市鎮”（town subdivision）。曾有兩個巫金擁有“加冷”字樣：加冷（Kallang）和烏魯加冷（Ulu Kallang）。

#### 加冷巫金
加冷巫金（Kallang mukim）的邊界為巴耶利峇路上段、巴耶利峇路、芽籠路、加冷河、實龍崗路與實龍崗路上段。曾屬於加冷巫金的地區現為實龍崗規劃區、大巴窯規劃區、芽籠規劃區和加冷規劃區的一部分。現屬於加冷規劃區的區域則曾隸屬大巴窯巫金、芽籠巫金、加冷巫金和數個市鎮。今日的加冷規劃區因此與舊時的加冷巫金有邊界上的差異。

#### 烏魯加冷巫金
烏魯加冷巫金（Ulu Kallang mukim）位於加冷河上游的廣闊地區。“烏魯”是馬來語，有“偏僻”、“上游”、“源頭”等意思。烏魯加冷因位於加冷河上游，並缺乏城市發展而得名。該巫金內有貝雅士下段蓄水池和貝雅士上段蓄水池。烏魯加冷位於烏魯班丹巫金之東北，東陵巫金之西北、大巴窯巫金與宏茂橋巫金西面，南實里達巫金之西南，萬禮巫金之東南，武吉知馬巫金以東。曾是烏魯加冷巫金的地區現被分配至中央集水區規劃區、武吉知馬規劃區與碧山規劃區；其中，中央集水區仍是新加坡最欠缺發展的地方之一。某些地圖亦將該巫金標示為“加冷上段”（Upper Kallang）。

### 土地

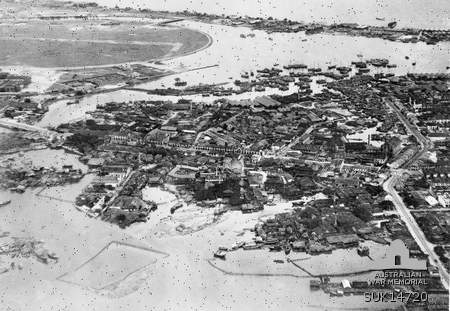
加冷機場及加冷盆地的航拍照片，攝於1945年日軍投降後。該年代的加冷盆地比現今的面積要大許多。

加冷現今的地貌是多個階段的填海工程的結果。填海造地前，新加坡本島的東南海岸線原在今丹戎禺路（Tanjong Rhu Road；“Tanjong”是馬來語“海角”之意）與美芝路（Beach Road；意思為“海灘路”）附近的加冷盆地區域。
1931年8月，公共工程部（Public Works Department）受命領導加冷盆地東部的填海工程，以為建造加冷機場做準備。共339英畝紅樹林沼澤地受工程影響。工程花費9百萬叻幣。填海工程1932年5月展開，1936年10月結束。
1932年6月，位於美芝路的填海工程展開。該工程的目地是為在美芝路南面，史丹福路至梧槽河之間，建造一幅濱水地段。
1963年至1971年間，新加坡建屋發展局在加冷盆地北部進行大型填海工程。源自於大巴窯山丘的土被拋擲於加冷盆地的大片沼澤地。填海造地前，加冷盆地的覆蓋範圍甚廣，最大面積可達今天的明地迷亞路一帶；加冷河流域也曾存在著數個小島嶼。
1966年至1975年間，建屋發展局率領的東海岸填海工程在加冷南部的丹戎禺及鄰近的馬林百列增設新土地。1979年，第六階段工程將丹戎禺海岸向南延伸，形成今日的濱海東。

### 社區
加冷是新加坡最早的定居點之一。在現代化之前，許多村莊坐落於加冷盆地地區，包括Kampong Kallang Pasir，Kampong Kallang Pokok，Kampong Kallang Laut，Kampong Kallang Batin，Kampong Kallang Rokok，Kampong Bugis，Kampong Soo Poo（亦是加冷路附近現已拆除的一條街道）和Kampong Koo Chye。
今天仍可見這些早期村落的遺產。馬東澤令吉（Padang Jeringau）與甘榜武吉士（Kampong Bugis）等路都直接以已不復存在的村子命名。
1950年代，新加坡因人口迅速增長而出現了住房短缺的情況，大部分人住在衛生條件欠佳的環境下。當市中心變得擁堵不堪之際，英殖民政府決定在市區外圍建設新住宅區。據《海峽時報》於1955年3月11日報導，其中一個計劃是將加冷打造成類似於倫敦的海德公園。此住宅區今天稱為“舊加冷機場區”，位於舊機場路和達哥打彎一帶。

### 重要事件

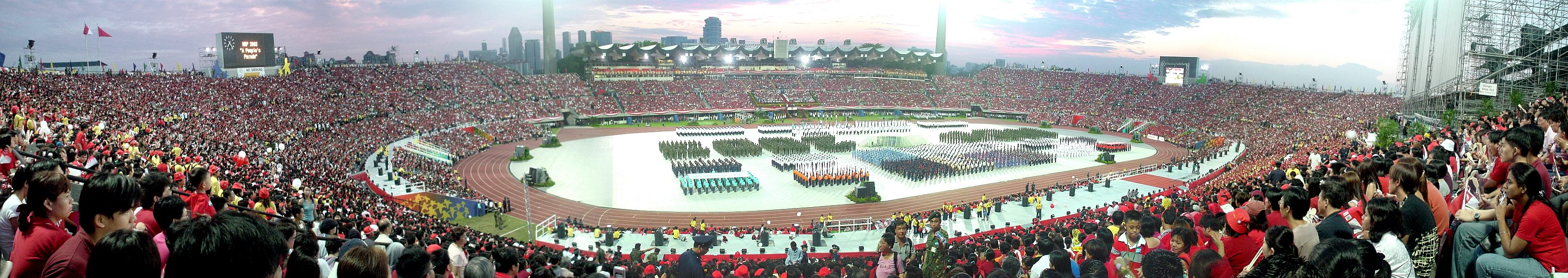
2003年新加坡國慶慶典預演，於新加坡前國家體育場舉辦。

1919年12月4日，新加坡史上首架飛機降落於花拉公園草場。該維克斯·維米型飛機由飛行員羅斯·史密斯駕駛，在飛往澳大利亞達爾文途中降落於新加坡，掀開了新加坡航天篇章。
1942年2月17日，英屬印度陸軍在花拉公園草場於一場名為“花拉公園演講”的集會中正式向藤原岩市率領的日本軍投降。莫漢星隨後宣布成立第一印度國民軍並公開號召自願者加入抵抗英屬印度政權，以爭取印度脫離大英帝國獨立。
1946年6月29日，一架英國皇家空軍代號“達科達”的道格拉斯DC-3飛機（Douglas DC-3 “Dakota”）因雷雨天氣而在加冷機場墜毀。機上20人全部罹難。達哥打彎（Dakota Crescent）和達哥打弄（Dakota Close）於1957年命名以紀念此災難。
1954年3月13日，一架洛克希德L-749A星座飛機於加冷機場嘗試降落時墜毀。機上33人罹難。
1955年8月15日，人民行動黨在花拉公園草場造勢，向英殖民政府要求新加坡自治權。
1956年3月18日，約2萬人聚集在加冷機場大廈參加由時任首席部長大衛·馬紹爾召開的獨立集會，結果演變成暴亂，造成約50起傷亡案例。該暴亂負面影響了馬紹爾在英殖民政府眼裡的形象，使得新加坡獨立進程受阻，馬紹爾最終辭去首席部長一職。
1964年新加坡種族騷亂於1964年7月21日在加冷路與馬東澤令吉交界處附近爆發。此事件被評為“新加坡戰後史上最糟、最長的騷亂”。
1970年2月23日，時任財政部長吳慶瑞於新加坡前國家體育場埋下一個時間囊。儘管歷經三年時間搜尋，該時間囊未被尋獲。2016年5月15日，一個新的時間囊被置入新加坡體育城的地底。它將於2040年被取出。
前國家體育場是1973年、1983年和1993年東南亞運動會的開幕式與閉幕式會場。
前國家體育場曾於1976年、1980年、1985年、1986年、1988年、1989年、1991年、1992年、1994年、1996年、1997年、1998年、1999年、2001年、2002年、2003年、2004年和2006年共舉辦18次新加坡國慶慶典。

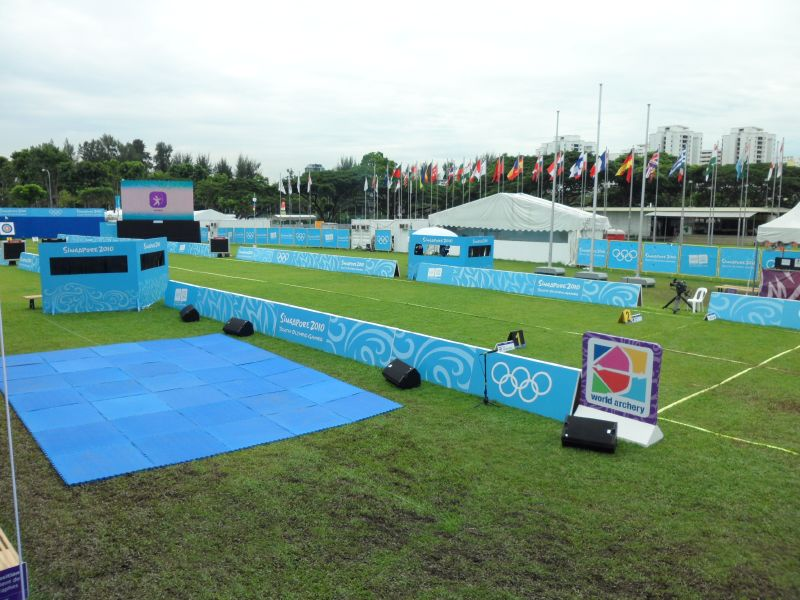
加冷草場在2010年夏季青年奧林匹克運動會中舉辦的射箭賽事。

2004年4月20日，尼誥大道因新加坡地鐵環線工程而坍塌。尼誥大道與周邊地區塌陷，煤氣、水源及電力中斷，影響臨近的新達城和濱海灣一帶。黃金坊的租戶和居民被迫疏散。地鐵環線比原先計劃遲一年竣工，尼誥大道地鐵站的位置往南移動100米，寶門廊地鐵站與體育場地鐵站之間的軌道被重新調整。共四人在事故中喪命。
加冷草場、加冷網球中心和惹蘭勿剎體育場在2010年夏季青年奧林匹克運動會中分別舉辦射箭、網球及足球賽事。
2015年東南亞運動會的開幕式及閉幕式在新加坡新國家體育場舉行。多項賽事亦在位於加冷的各個體育地點舉辦。
2016年8月9日，新國家體育場舉辦了2016年國慶慶典。這是新國家體育場落成後舉辦的首個國慶慶典，也是國慶慶典相隔十年後再次重返加冷。

### 萊佛士登陸
現代新加坡開拓者斯坦福·萊佛士（Stamford Raffles）1819年首次登陸新加坡的確切位置存在爭議。雖然新加坡河沿岸的萊佛士登陸點是最廣為接受的登陸地點，但有資料顯示事實並非如此。據Cho Clan Archives記載，萊佛士很可能在加冷盆地，今加冷河畔公園內，初次登陸新加坡。

## 地標

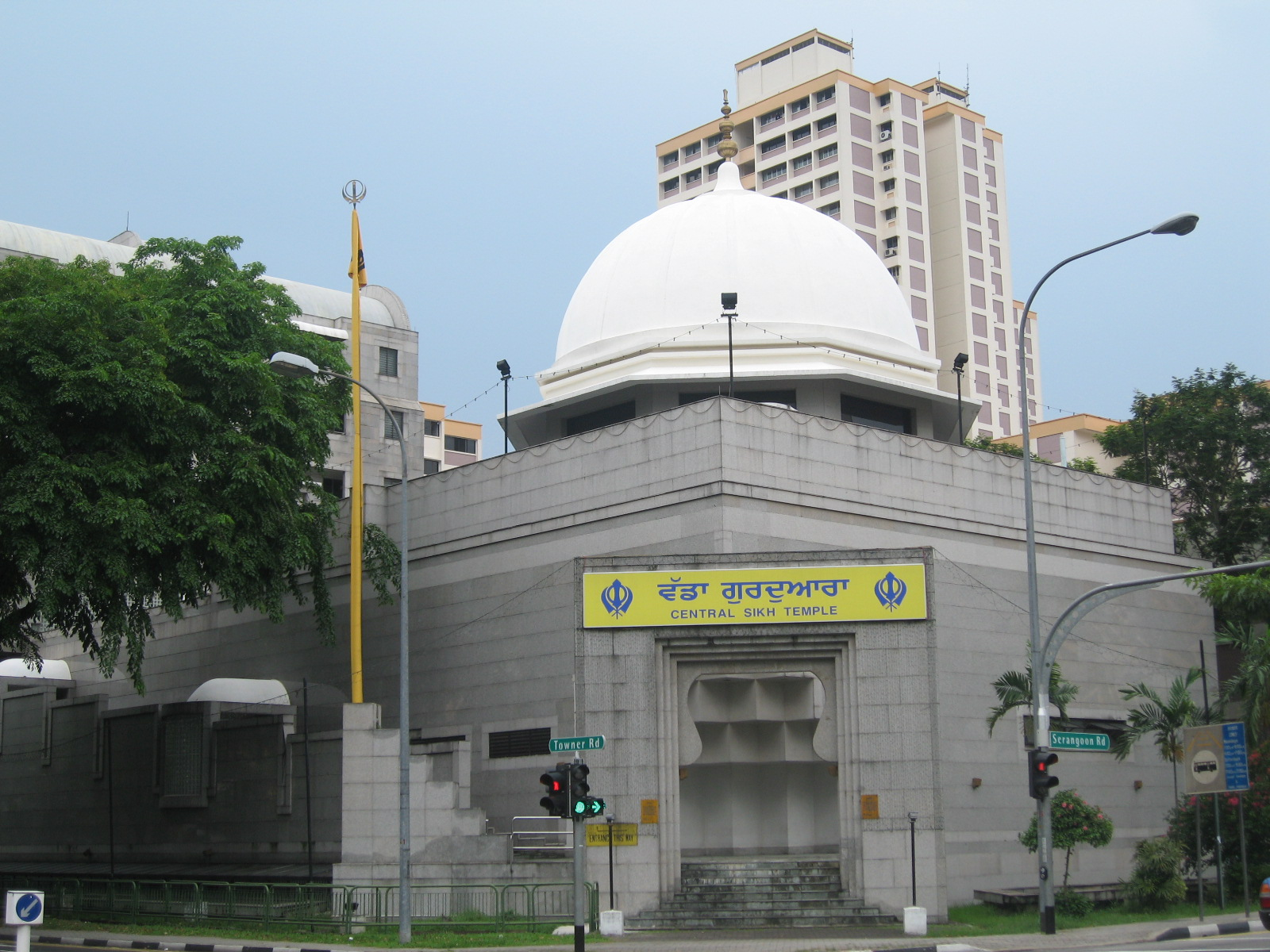
實龍崗路與陶納路交界處的中央錫克廟。

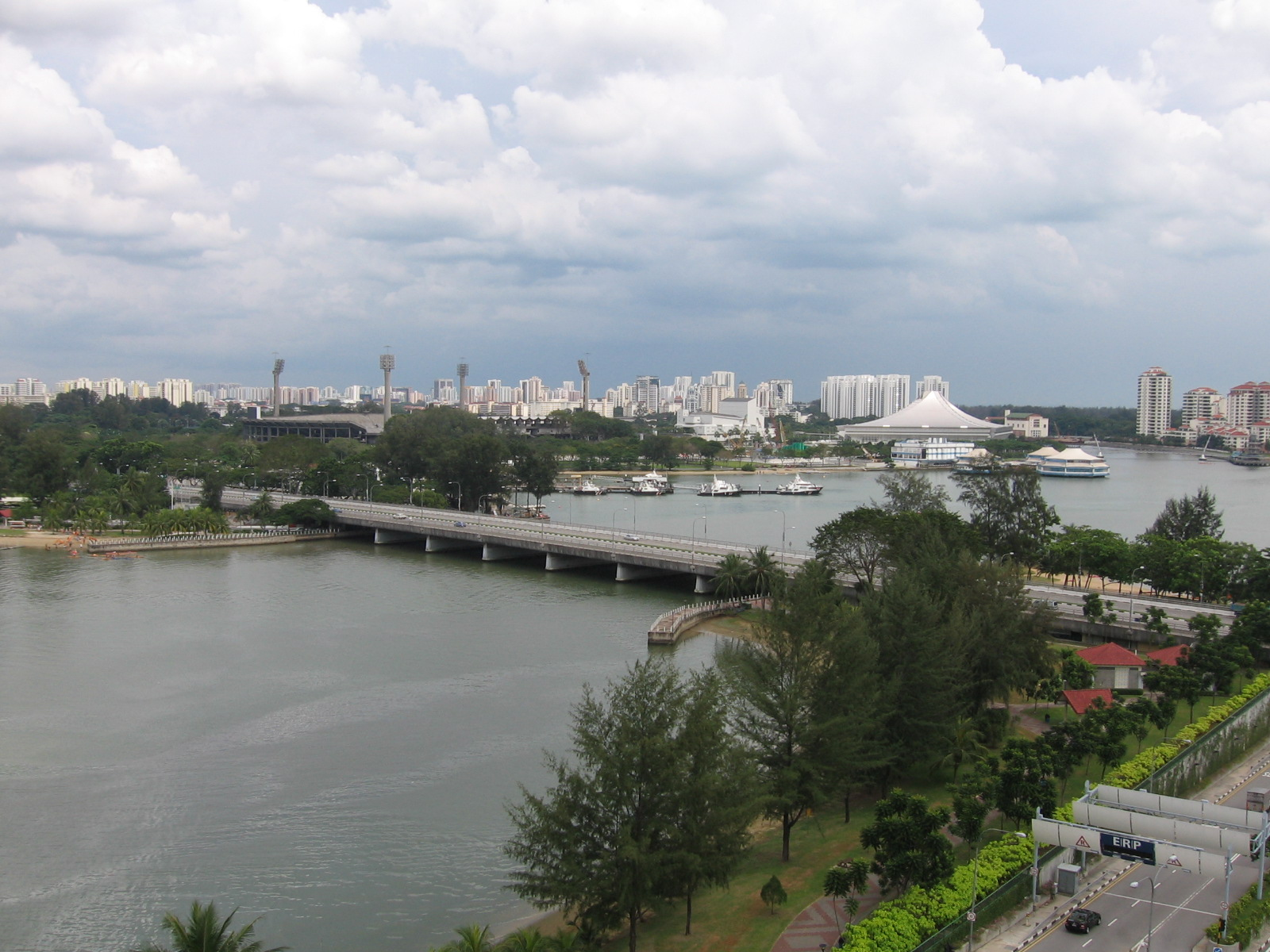
橫跨加冷盆地的尼誥大道獨立橋。 新加坡前國家體育場和新加坡室內體育館在不遠處，芽籠與馬林百列的建築物為背景。

加冷有數個新加坡國家文物局設定的“歷史古蹟”。它們包括陶納路的中央錫克廟（Central Sikh Temple）、加冷路的加冷煤氣廠（Kallang Gasworks）、尼誥大道的獨立橋（Merdeka Bridge）、馬里士他路的馬里士他草場（Balestier Plain）、體育場連路的加冷機場（Kallang Airport）、羅德蘭路的花拉公園草場（Farrer Park Field），以及德威路的惹蘭勿剎體育場（Jalan Besar Stadium）。
新加坡市區重建局在新加坡各處增設“文化保護區”，其中幾個位於加冷。它們包括前加冷機場文化保護區和惹蘭勿剎文化保護區；區內具歷史、建築風格與文化價值的建築物獲得保留。芽籠文化保護區亦延伸至加冷，大致包含沈氏大道和芽籠1巷之間的芽籠路旁的店屋。

### 現代地標
加冷最著名的現代地標或許是綜合新加坡新國家體育場（National Stadium）、新加坡室內體育館（Singapore Indoor Stadium）與多座體育設施為一體的新加坡體育城（Singapore Sports Hub）。耗資約13億新元建造，新加坡體育城是眾多國家級和國際級體壇、文化與娛樂盛事的舉辦場所。
獨立橋（Merdeka Bridge）在加冷河及梧槽河河口一帶橫跨加冷盆地。原名“加冷橋”，它是新加坡1950年代嚮往獨立的象徵。1956年至1966年間，橋的兩端原有一對石獅；石獅現擺放在新加坡武裝部隊軍事訓練學院。
加冷河畔依然保存一座歷史悠久的閩南人廟宇「水江廟」，主祀「大普公」。
加冷機場（Kallang Airport）是新加坡首個專門建造的民用國際機場，於1937年至1955年間運作。被譽為當時“大英帝國最好的機場”，它也獲知名飛行員阿梅莉亞·埃爾哈特稱讚為“東方航天界的奇蹟”。
坐落於美芝路的黃金坊（Golden Mile Complex）是加冷的突出地標。這是新加坡政府首批城市更新項目之一，將商業和住宅空間合併為一棟建築物。著名英格蘭建築評論家雷納·班納姆稱其為“一棟示例性的巨型建築”。由於黃金坊是泰國人聚集地，古稱作“小泰國”。黃金坊周邊地區名為“Golden Mile”，是一幅高樓林立的商業地段。
中央錫克廟（Central Sikh Temple）是新加坡首個錫克廟，成立於1912年。位於陶納路的廟宇於1986年11月正式啟用。
位於實龍崗路的前新中國汽水廠（National Aerated Water Company）將獲保留，與未來的住宅項目結合。

### 早期地標

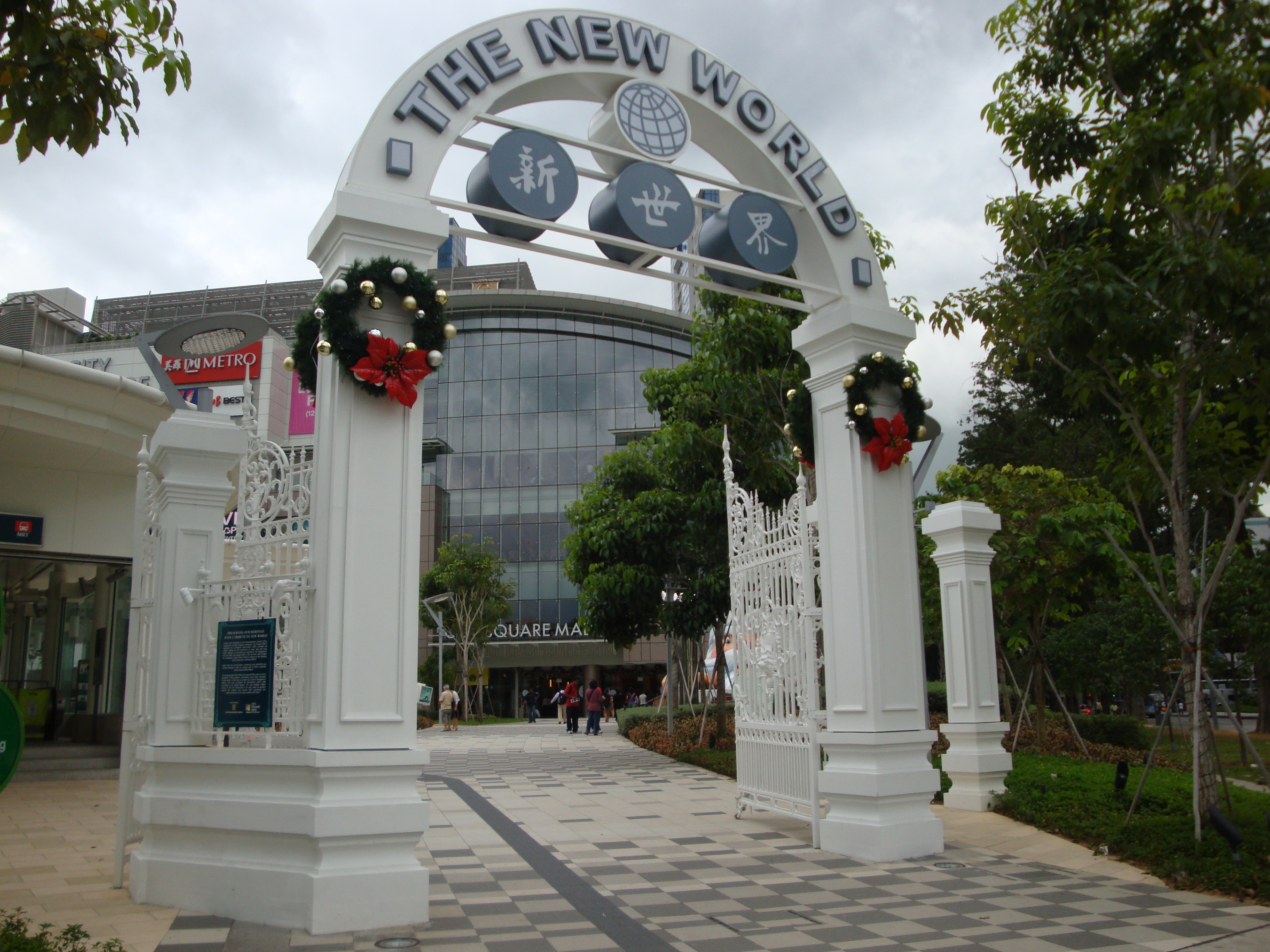
前新世界遊樂場的大門，現佇立在城市廣場購物中心前。

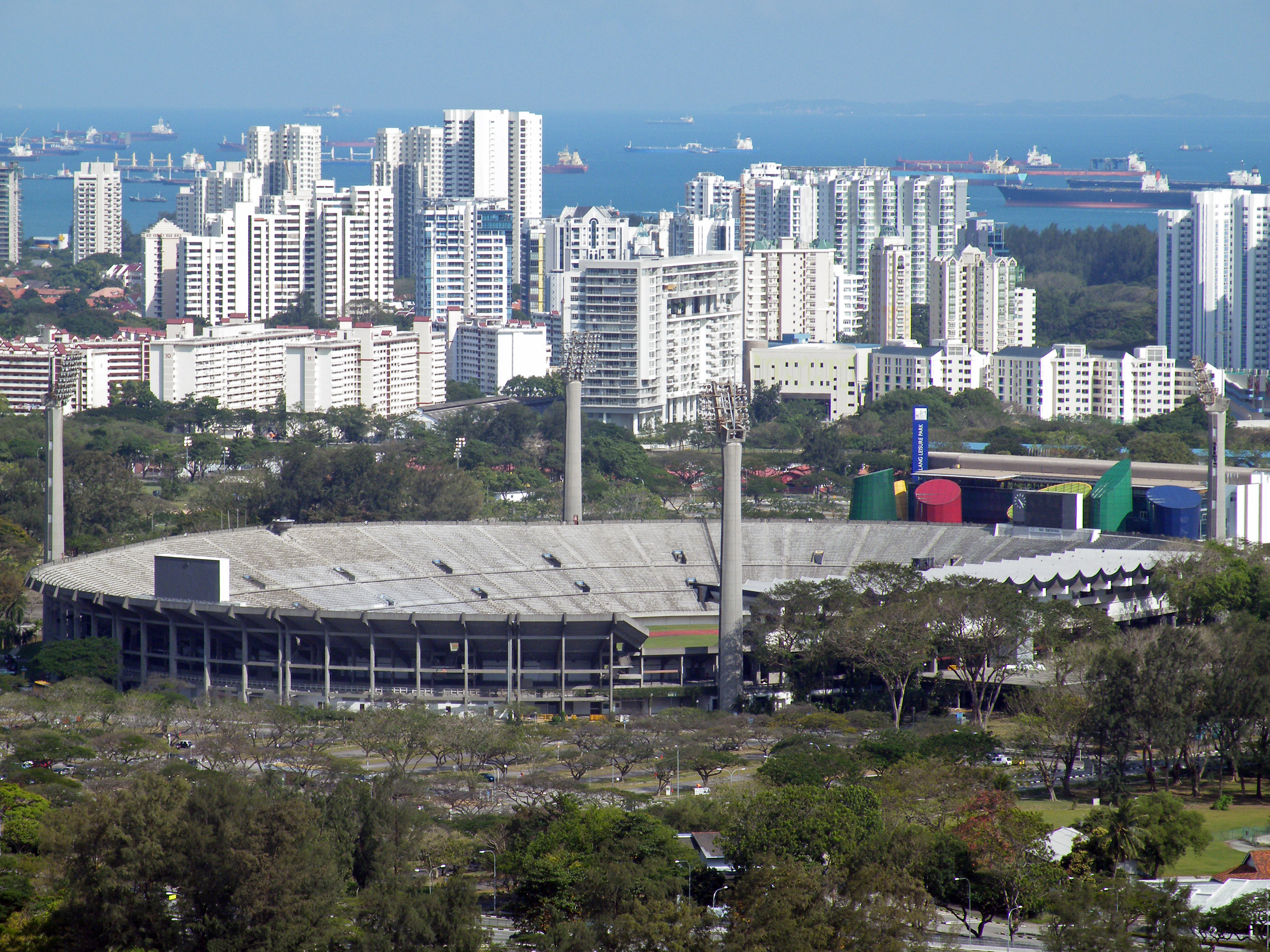
攝於2009年的新加坡前國家體育場。加冷娛樂中心位於圖的右側，甘榜加由路的住宅區在不遠處，新加坡海峽為背景。

加冷煤氣廠（Kallang Gasworks）是新加坡首個煤氣生產設施，專為街燈供應煤氣而建造。除兩次世界大戰期間暫停運作之外，它不間斷地服務長達130年。1998年3月23日，加冷煤氣廠正式停用，被位於三巴旺的聖諾哥煤氣廠取而代之。今日，一件名為“加冷精神”的雕塑就坐落在加冷河畔公園內，以紀念該煤氣廠。
建於前加冷機場跑道一帶的勞動公園（Kallang Park）是一座匯集兒童娛樂設施、新加坡中華總商會捐贈的一座噴水池以及加冷歡樂園遊樂場（Wonderland）的大型公園。它是首個重新發展舊機場區域的項目，由時任新加坡國家發展部部長王永元提議建造。
加冷也是新加坡著名的三個遊樂場所在地。它們是新世界（New World Amusement Park）、繁華世界（Gay World Amusement Park）和加冷歡樂園遊樂場。新世界坐落在今城市廣場購物中心一帶；繁華世界位於由芽籠路、沈氏大道、加冷機場大道及加冷機場通道圍繞著的草場；加冷歡樂園設於舊勞動公園內。
加冷最廣為人知的歷史地標或許是新加坡前國家體育場（Former National Stadium），曾佇立於今新加坡體育城所在地。前國家體育場舉辦過多項文化、體壇和國家級活動，包括18屆新加坡國慶慶典（National Day Parade）。它是“加冷獅吼”（Kallang Roar）與“加冷人浪”（Kallang Wave）的誕生地，亦是Singapore FA足球隊的主場。現今新加坡體育城內的購物商場命名為“嘉龍威”（即加冷人浪英文“Kallang Wave”的譯音）。

## 政治

### 現今管轄權
在新加坡國會裡，代表加冷的有三個選區。目前的選區劃分為2015年新加坡大選的選區。加冷絕大部分是惹蘭勿剎集選區（Jalan Besar Group Representation Constituency）的組成部分；甘榜爪哇分區部分被列入丹戎巴葛集選區（Tanjong Pagar Group Representation Constituency）；整個丹戎禺分區屬蒙巴登單選區（Mountbatten Single Member Constituency）。前述的選區由新加坡執政黨人民行動黨贏得。
惹蘭勿剎市鎮理事會（Jalan Besar Town Council）負責管理惹蘭勿剎集選區；丹戎巴葛市鎮理事會（Tanjong Pagar Town Council）管理丹戎巴葛集選區；蒙巴登單選區的日常管理由馬林百列市鎮理事會（Marine Parade Town Council）負責。惹蘭勿剎市鎮理事會總部設於加冷，地址為芽籠峇魯70號。

### 過去管轄權
2011年至2015年間，加冷絕大部分隸屬摩棉-加冷集選區（Moulmein-Kallang Group Representation Constituency），由時任新加坡通訊及新聞部部長雅國和時任新加坡交通部部長呂德耀共同率領。由黃埔河、實龍崗路、馬里士他路以及中央高速公路包圍的地區為黃埔單選區（Whampoa Single Member Constituency）的一部分。丹戎禺則被列入蒙巴登單選區。摩棉-加冷集選區與黃埔單選區由摩棉-加冷市鎮理事會（Moulmein-Kallang Town Council）管轄，其總部設於現惹蘭勿剎市鎮理事會所在地。
1959年至1991年間，加冷大部分地區組成加冷單選區（Kallang Single Member Constituency），國會議員包括時任新加坡外交部部長和新加坡國家發展部部長的丹那巴南。歷史上曾橫跨加冷的選區有芽籠西單選區（Geylang West Single Member Constituency）、惹蘭勿剎單選區（Jalan Besar Single Member Constituency）與哥南亞逸單選區（Kolam Ayer Single Member Constituency）。

## 經濟

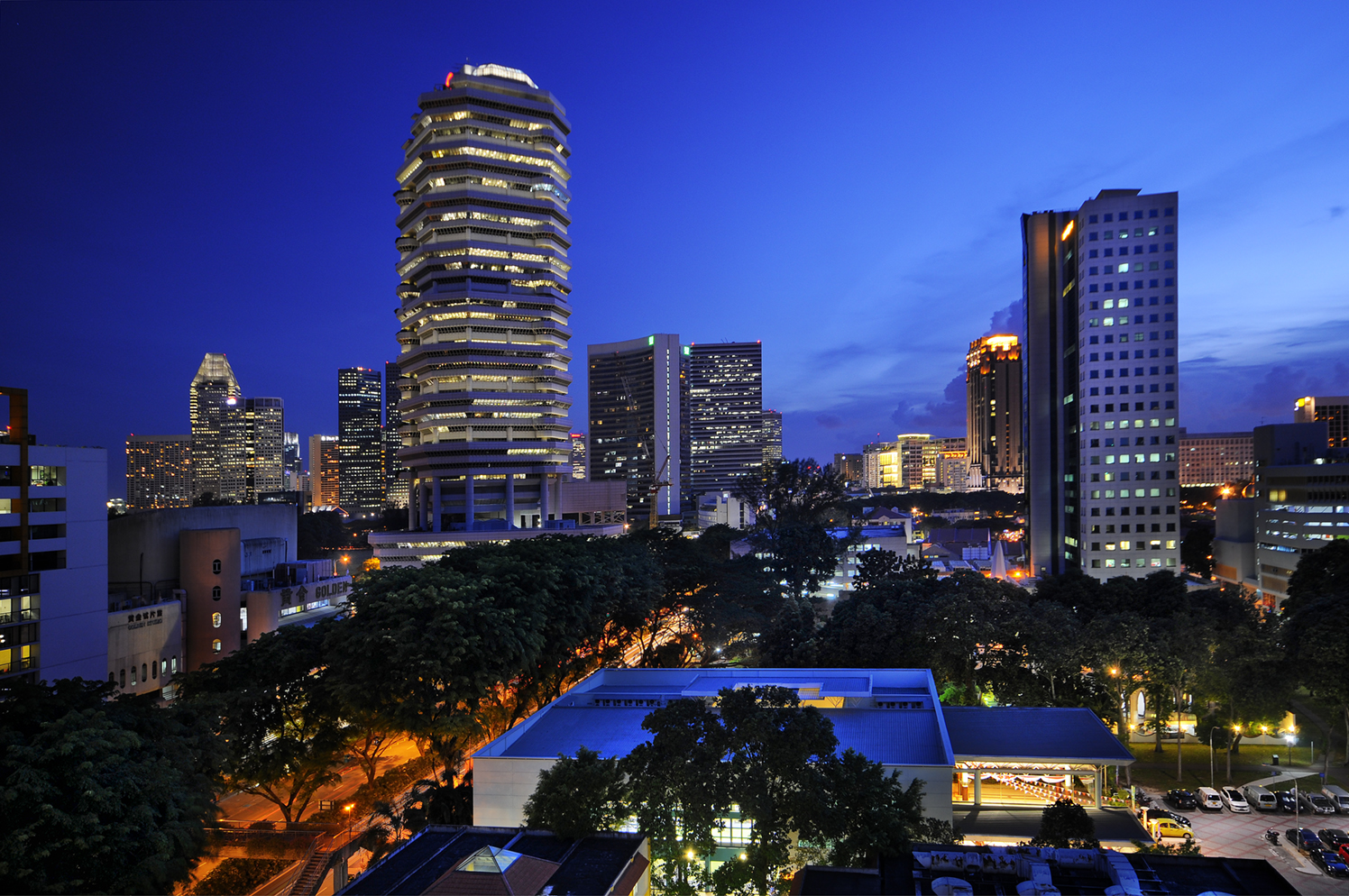
美芝路的商業地段，可見鴻福中心及新加坡中區的發展。

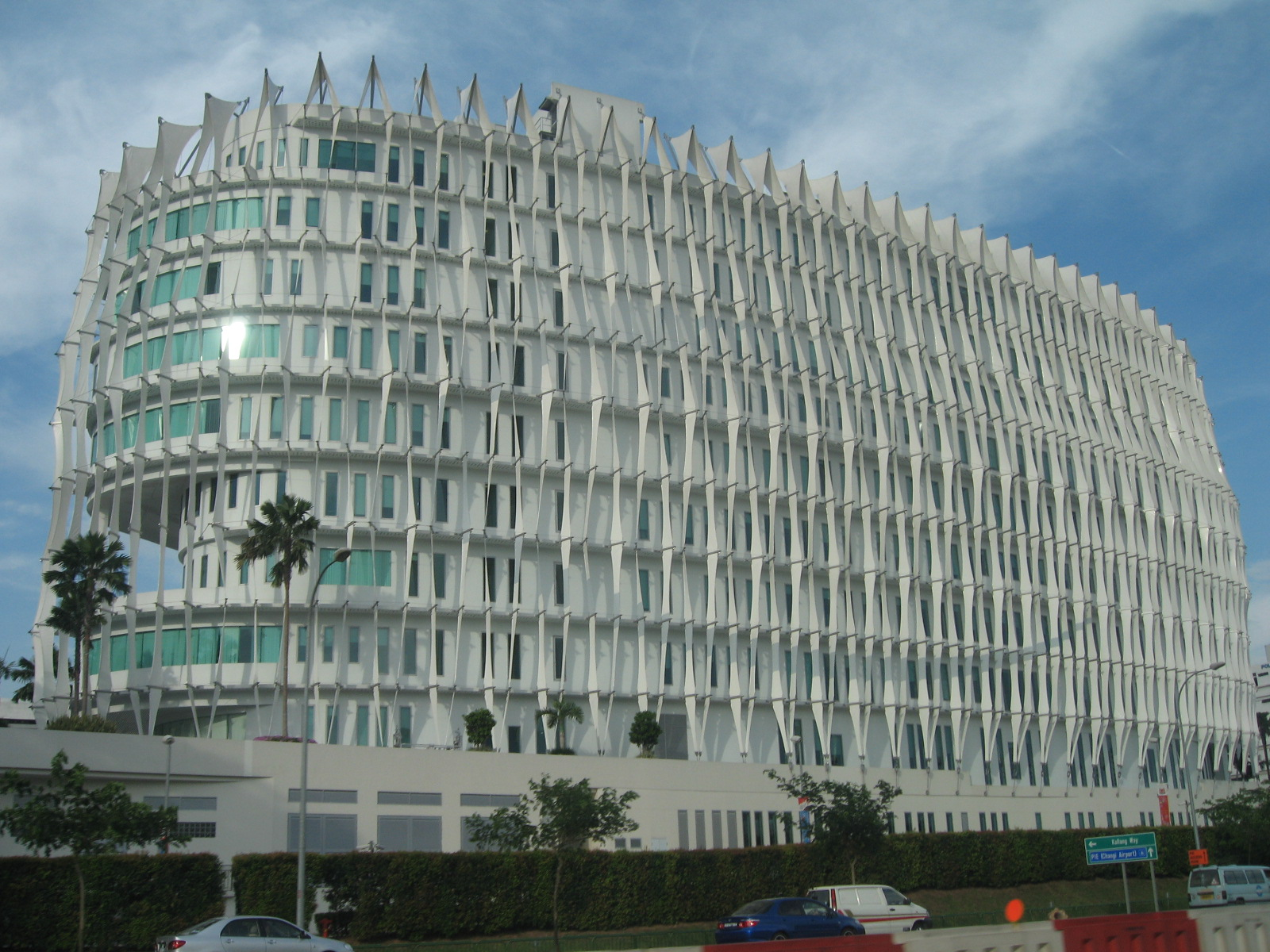
英飛凌科技位於加冷段的大樓。

### 商業
加冷有別於其它新加坡新鎮的是它沒有市鎮中心。加冷的商業活動主要匯集於新加坡體育城，以及勞明達分區和哥羅福分區。
新加坡體育城周邊地區有兩家購物商場：加冷娛樂中心（Leisure Park Kallang）與嘉龍威購物廣場（Kallang Wave Mall），以及一個文化設施：嘉龍劇院（Kallang Theatre）。除零售店面外，加冷娛樂中心亦有一家電影院、溜冰場和保齡球館。其它位於加冷的購物商場包括坐落於吉真那路的城市廣場購物中心（City Square Mall）、在賽阿威路的慕斯達法中心（Mustafa Centre）和位於加冷道的Aperia Mall。
近幾年，美芝路和惹蘭蘇丹一帶出現許多商業發展項目，如：鴻福中心（The Concourse）和City Gate。這與加冷地處新加坡中區邊緣地帶的優越地理位置有關。
因新加坡中區的高額租金，加冷成為熱門辦公地點，特別是加冷道、勞明達街和美芝路地區。在加冷設有辦公樓的著名國際企業有德國運輸業製造商大陸集團、美國科技公司美光科技、日本消費品製造商獅王、美國餐飲巨頭百勝餐飲集團、法國能源管理及優化解決方案提供商施耐德電氣及新加坡水工業公司凱發。

### 工業
加冷是許多輕工業園的所在地。諸多重工業廠房已搬離此區，以便發展住宅與商業項目。現今，加冷的工業園區主要集中於加冷道、加冷峇魯、加冷坊、加冷交叉路和加冷大道一帶。現存在數個將加冷的工業區改造成混合用途項目的計劃，包括建造名為“Kallang iPark”的園區。
現代化發展前，加冷曾是造船業的蓬勃地區。這是因為加冷地處沿海地帶，並有數條河流流經此地。船廠可在今文慶路上段和惹蘭百納安克巴（Jalan Benaan Kapal；馬來語“造船路”之意）附近找到。後者曾是新加坡首個專門建造的海洋工業區，但該區現已重新發展為結合體育與休閒設施的區域。芽籠河對岸曾是數個知名造船公司的工廠所在位置；约翰·艾萨克·桑尼克罗夫特公司和Singapore Slipway的廠房就設在丹戎禺海岸。

## 基礎設施

### 教育
下列學府位於加冷：

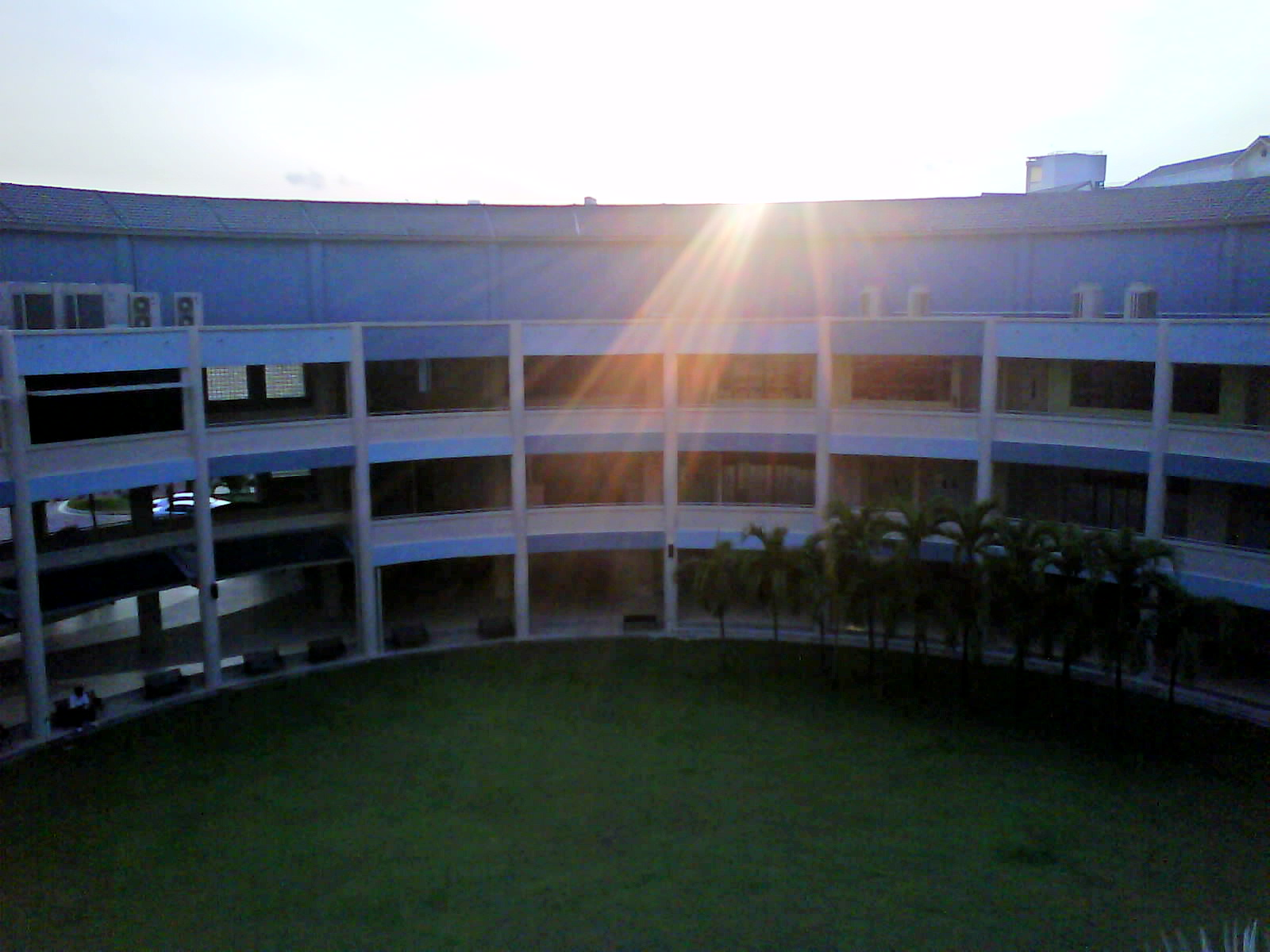
日落時分位於丹戎禺路的德明政府中學校舍。

- 德明政府中學（Dunman High School）
- 明智中學（Bendemeer Secondary School）
- 宏文學校（Hong Wen School）
- 明智小學（Bendemeer Primary School）
- 華苑小學（Farrer Park Primary School）
- 北爍學校（NorthLight School）
- 烏瑪帕拉瓦淡米爾語言中心（Umar Pulavar Tamil Language Centre）

芽籠峇魯巷3號常被新加坡教育部用作學校臨時地點。它曾是維多利亞學校（Victoria School）、四德女子中學（Cedar Girls' Secondary School）、聖若瑟書院附小（SJI Junior）以及加東修道院女校（CHIJ Katong Convent）的臨時校園。該址目前是新加坡考試與評鑑局的總部。
現北爍學校所在地原是工藝教育學院的馬里士他校園。

### 醫療
下列醫院位於加冷：

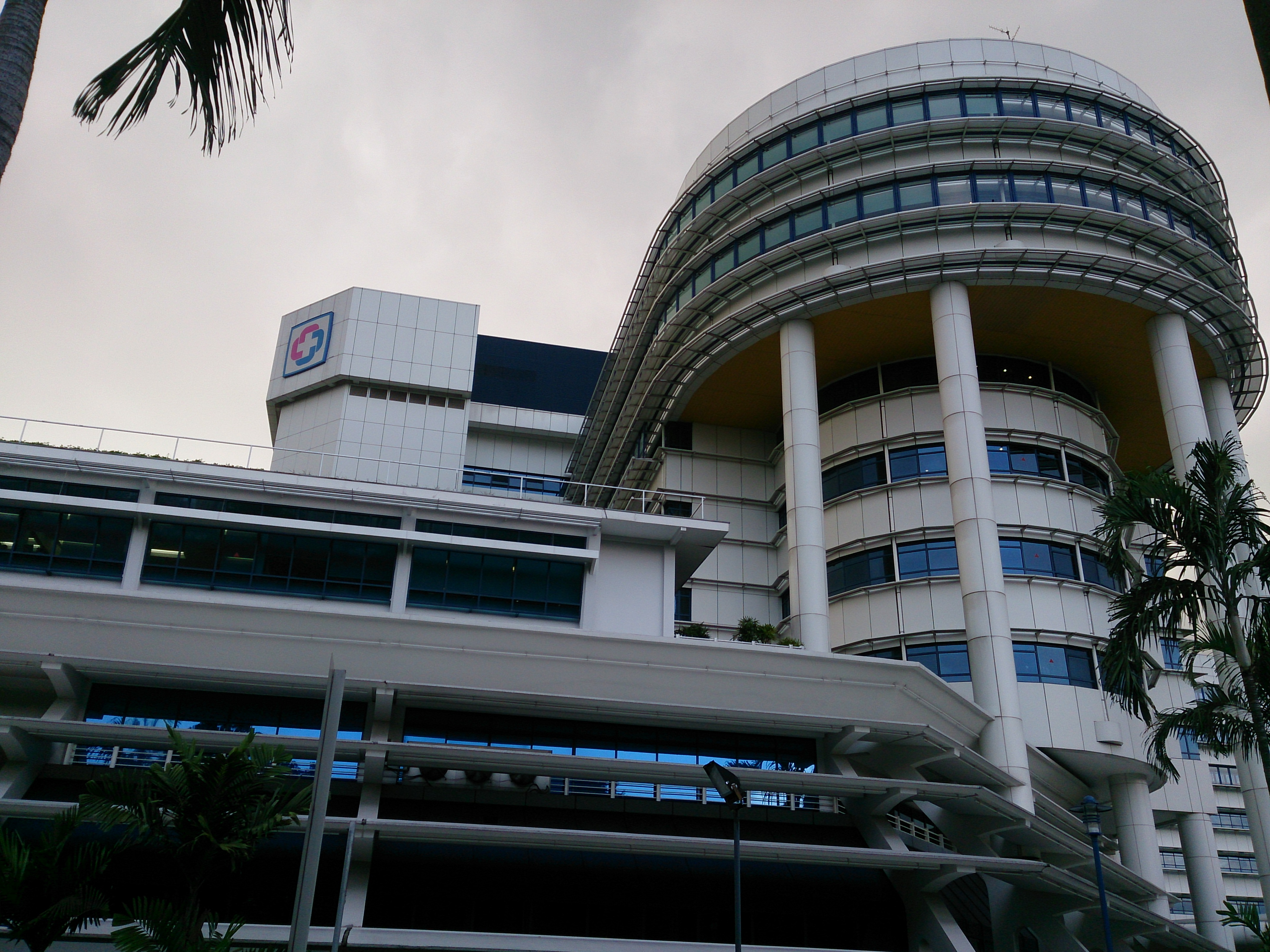
竹腳婦幼醫院設在甘榜爪哇分區內。

- 竹腳婦幼醫院（KK Women's and Children's Hospital）
- 廣惠肇留醫院（Kwong Wai Shiu Hospital）

新加坡衛生部宣布將於加冷興建新綜合診療所，預計2020年落成。綜合診療所將與慢性疾病單位同樣設於一座樓高十層的大樓內，是新加坡首個匯集綜合診療所與長期護理設施為一體的醫療發展項目。

### 社區空間

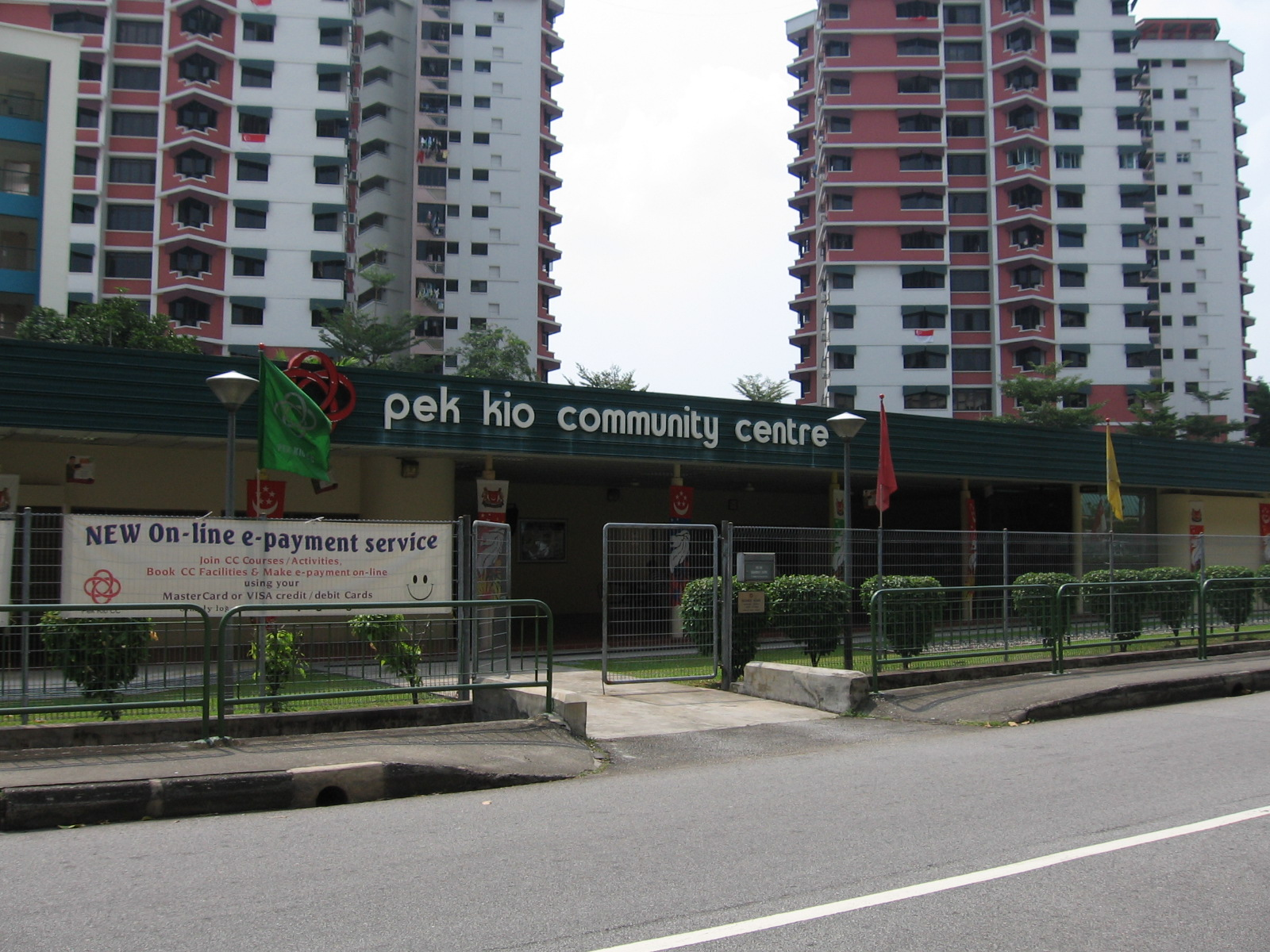
格羅士特路的舊白橋民眾俱樂部。

由人民協會管理，各“民眾俱樂部”或“民眾聯絡所”服務約1萬5千戶家庭。
下列民眾俱樂部位於加冷：
- 芽籠西民眾俱樂部（Geylang West Community Club）
- 惹蘭勿剎民眾俱樂部（Jalan Besar Community Club）
- 加冷民眾俱樂部（Kallang Community Club）
- 甘榜格南民眾俱樂部（Kampong Glam Community Club）
- 加東民眾聯絡所（Katong Community Centre）
- 哥南亞逸民眾俱樂部（Kolam Ayer Community Club）
- 百盛浪激濱海灣（PAssion WaVe @ Marina Bay）
- 白橋民眾聯絡所（Pek Kio Community Centre）

人民協會總部亦設在加冷，位於喬治王道9號，惹蘭勿剎體育場側。

### 公園

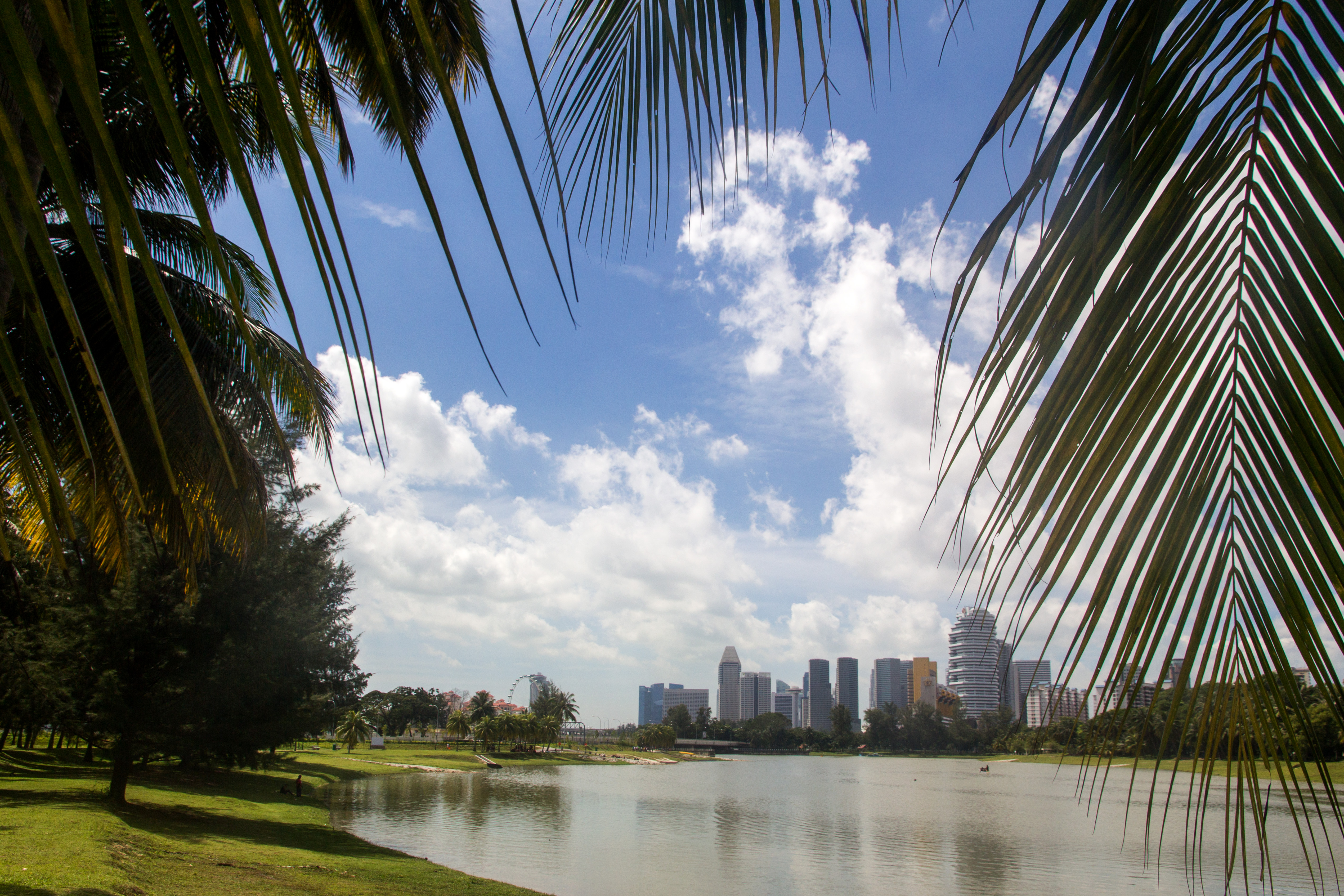
加冷河兩岸的加冷河畔公園，俯瞰新加坡中區。

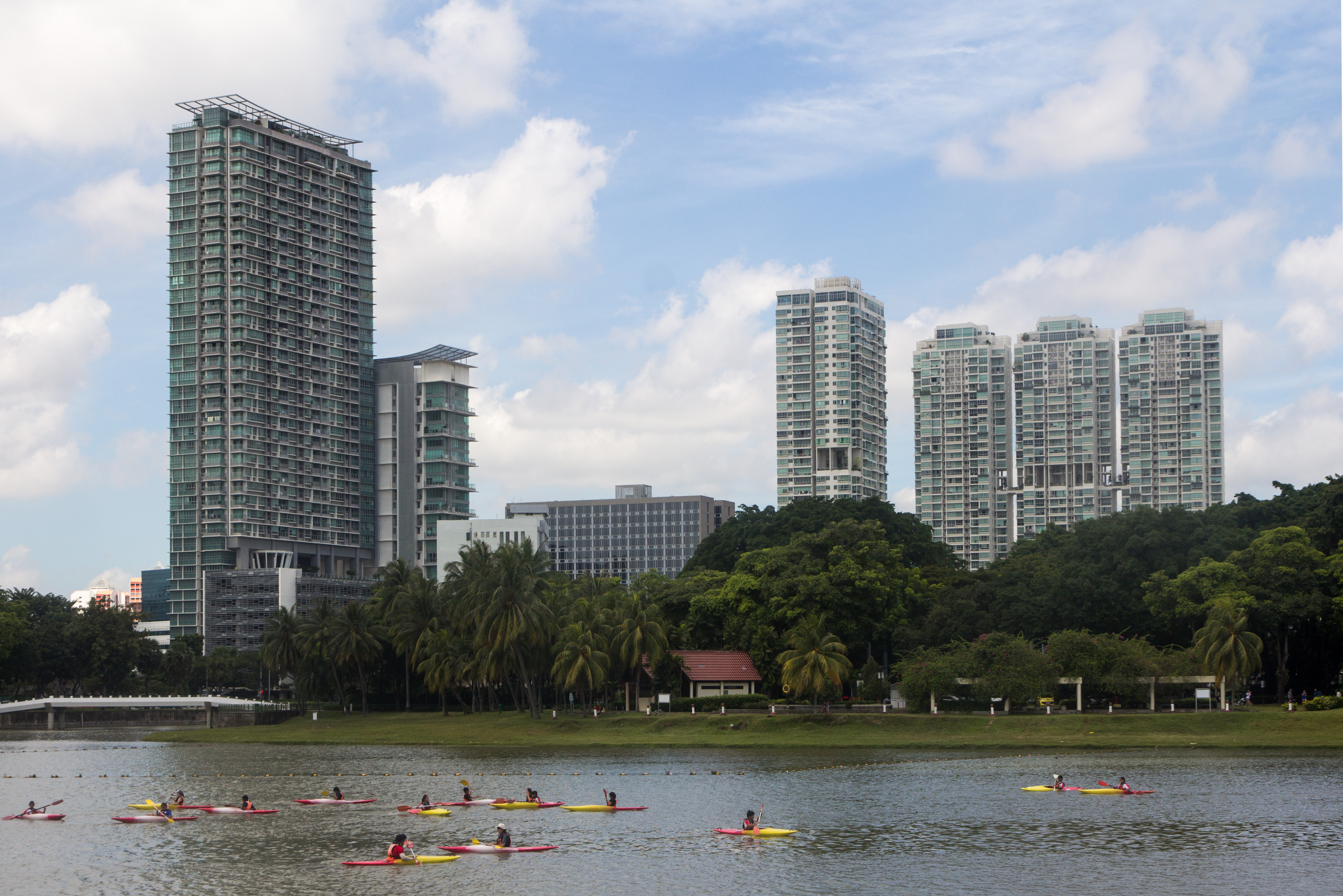
加冷河及加冷盆地是水上運動的熱門地點。勞明達分區與哥羅福分區為圖的背景。

加冷河畔公園（Kallang Riverside Park）位於加冷河與梧槽河河口。加冷河兩岸的公園部分由新加坡國家公園局管理，梧槽河西岸的部分則被併入濱海灣花園（濱海中花園）。
濱海寶龍坊（Marina Promenade）坐落於加冷盆地及滨海水道西岸，連接加冷河畔公園和濱海中心。它是濱海中花園的一部分。
加冷公園連道（Kallang Park Connector）是新加坡公園連道網絡的一部分，由新加坡國家公園局管理。加冷公園連道大致沿著加冷河，銜接碧山路至沈氏道。它於1955年建成，是首個“公園連道”。 碧山–宏茂橋公園和加冷河畔公園位於加冷公園連道兩端。該公園連道總長7.87公里，繼海岸公園連道和裕廊公園連道後為全國第三長。新加坡政府有意在加冷公園連道與馬路的交界處建造天橋或地下通道以更好地銜接加冷河上游及下游地帶。
其它途經加冷的公園連道有芽籠公園連道（Geylang Park Connector）、佩爾頓水道公園連道（Pelton Canal Park Connector）、黃埔公園連道（Whampoa Park Connector）和丹戎禺走道（Tanjong Rhu Promenade）。
東海岸公園（East Coast Park）是新加坡東南部的大型海岸公園，從馬林百列延伸至淡濱尼。該公園也服務加冷地區，由炮台路銜接兩地。
位於甘榜爪哇分區內的甘榜爪哇公園（Kampong Java Park）曾坐落於武吉知馬路與加文納路交界處，竹腳婦幼醫院旁。該公園已於2018年8月永久性關閉以為南北交通廊道建造工程騰出空間。

### 治安

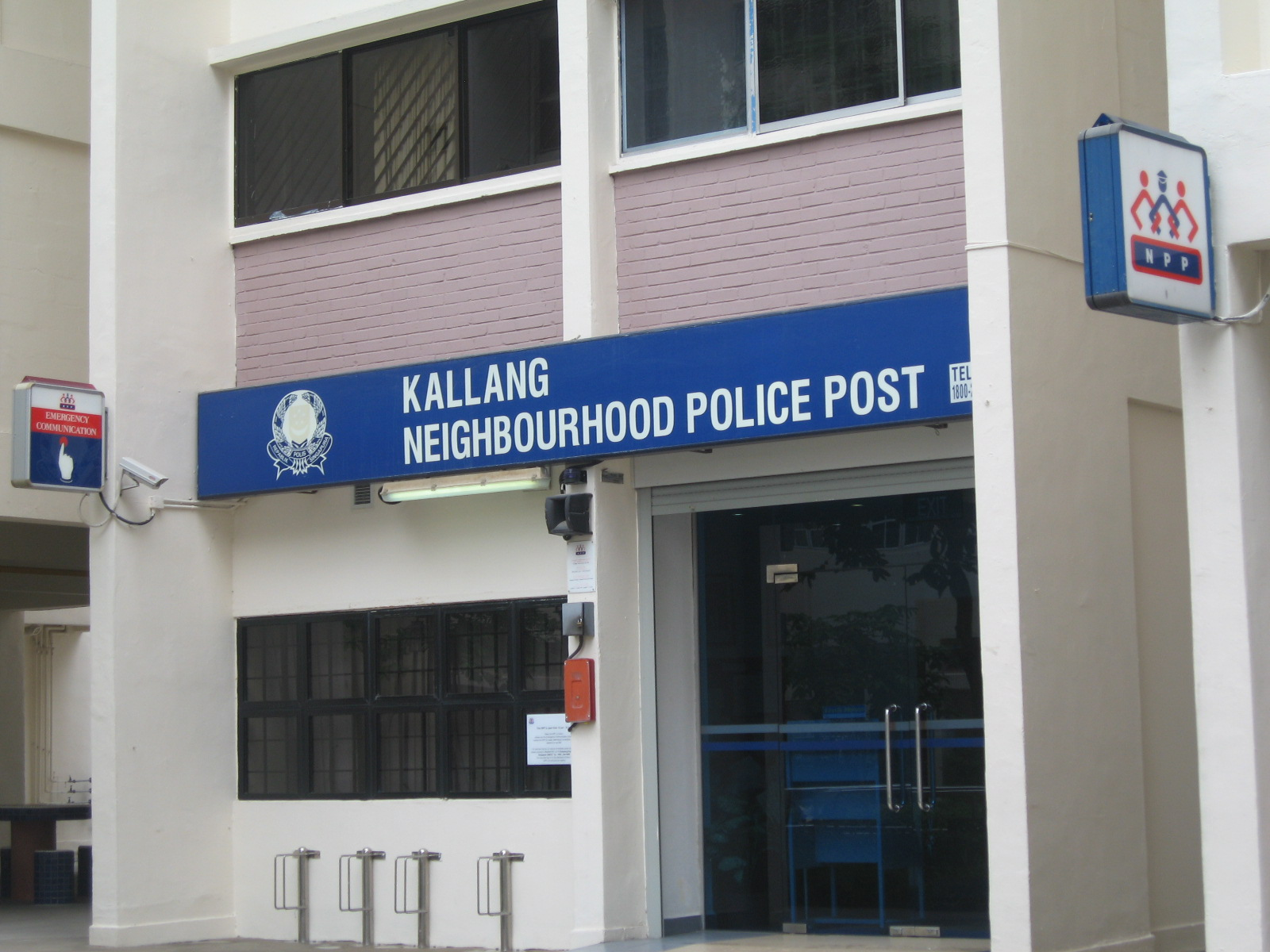
加冷鄰里警崗面向文慶地鐵站A出口的的外側，於2018年翻新前拍攝。

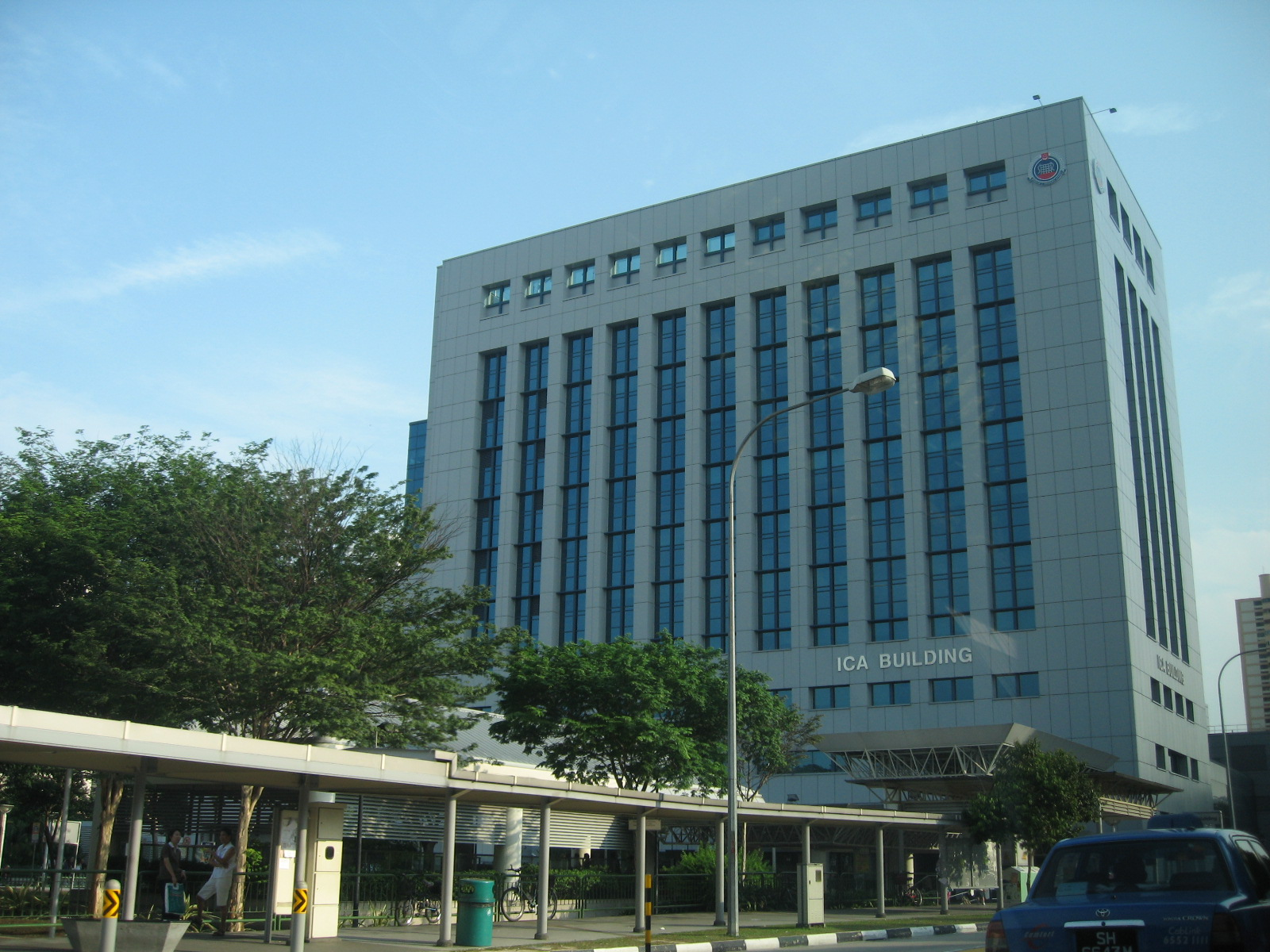
加冷路與加冷徑交界處的新加坡移民與關卡局大廈。

維持加冷的治安是新加坡警察部隊屬下三個警區的職責，它們是：中央警區、勿洛警區和東陵警區。其中，東陵警區總部位於加冷的甘榜爪哇路。
下列警局位於加冷：
- 經禧鄰里警崗（Cairnhill Neighbourhood Police Post）
- 加冷鄰里警崗（Kallang Neighbourhood Police Post）
- 甘榜格南鄰里警崗（Kampong Glam Neighbourhood Police Post）
- 甘榜爪哇鄰里警局（Kampong Java Neighbourhood Police Centre）
- 哥南亞逸鄰里警崗（Kolam Ayer Neighbourhood Police Post）

1970年至2007年間，位於加冷盆地東北岸體育場巷的加冷區域基地（Kallang Regional Base）是警察海岸衛隊的總部所在地。因濱海堤壩建設工程影響，所有運作已遷移至布拉尼島上的布拉尼區域基地。
新加坡移民與關卡局的總部設於加冷路，勞明達地鐵站旁。

### 消防
新加坡民防部隊在加冷共設有兩個消防單位：
- 文慶消防崗（Boon Keng Fire Post）
- 蒙巴登消防崗（Mountbatten Fire Post）

位於甘榜阿蘭路的蒙巴登消防崗於2001年6月啟用，是新加坡首個消防崗。
目前建造中的加冷消防局（Kallang Fire Station）將坐落於基里瑪弄，預計2019年竣工。它將有助於大幅度提升加冷一帶的緊急應變能力，包括新加坡體育城地區，以及濱海灣和加冷河濱水地帶。
舊實龍崗消防局於1952年建造，2001年結束運作。它位於實龍崗路1370號，明地迷亞分區內。
英殖民時期，新加坡的消防服務是Singapore Fire Brigade的職責。1909年之時，新加坡已設有3座消防局，包括現已拆除的加冷消防局（不應該與同名的新加冷消防局混淆）。

### 郵政
有三個由新加坡郵政管理的郵政局位於加冷：
- 城市廣場郵政局（City Square Post Office）
- 哥羅福郵政局（Crawford Post Office）
- 陶納郵政局（Towner Post Office）

新加坡郵政的加冷運輸基地（Kallang Delivery Base）佇立在惹蘭崙巴加冷。

## 住宅

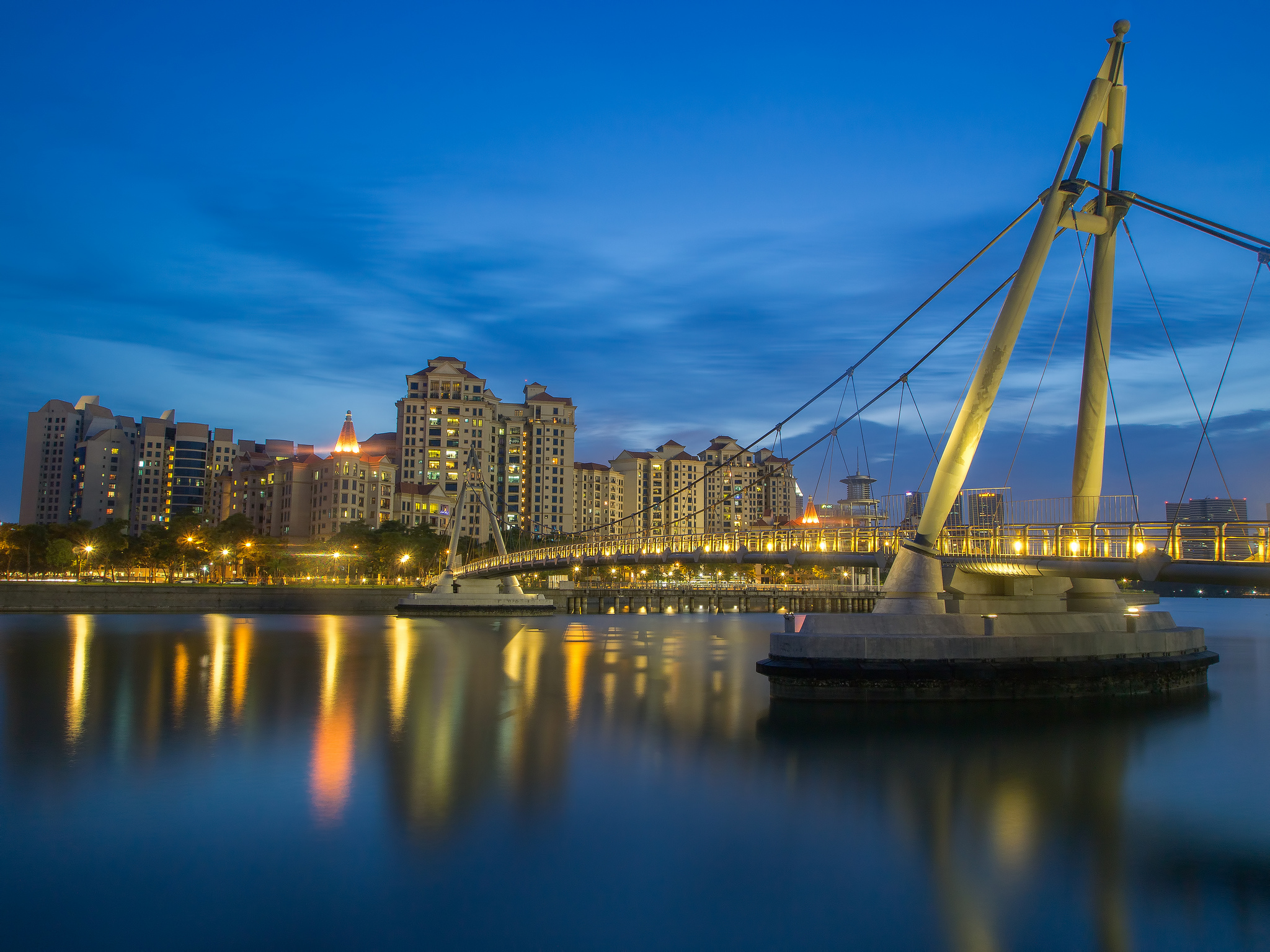
黃昏時分的丹戎禺路公寓。圖右側為跨越芽籠河的丹戎禺人行橋。

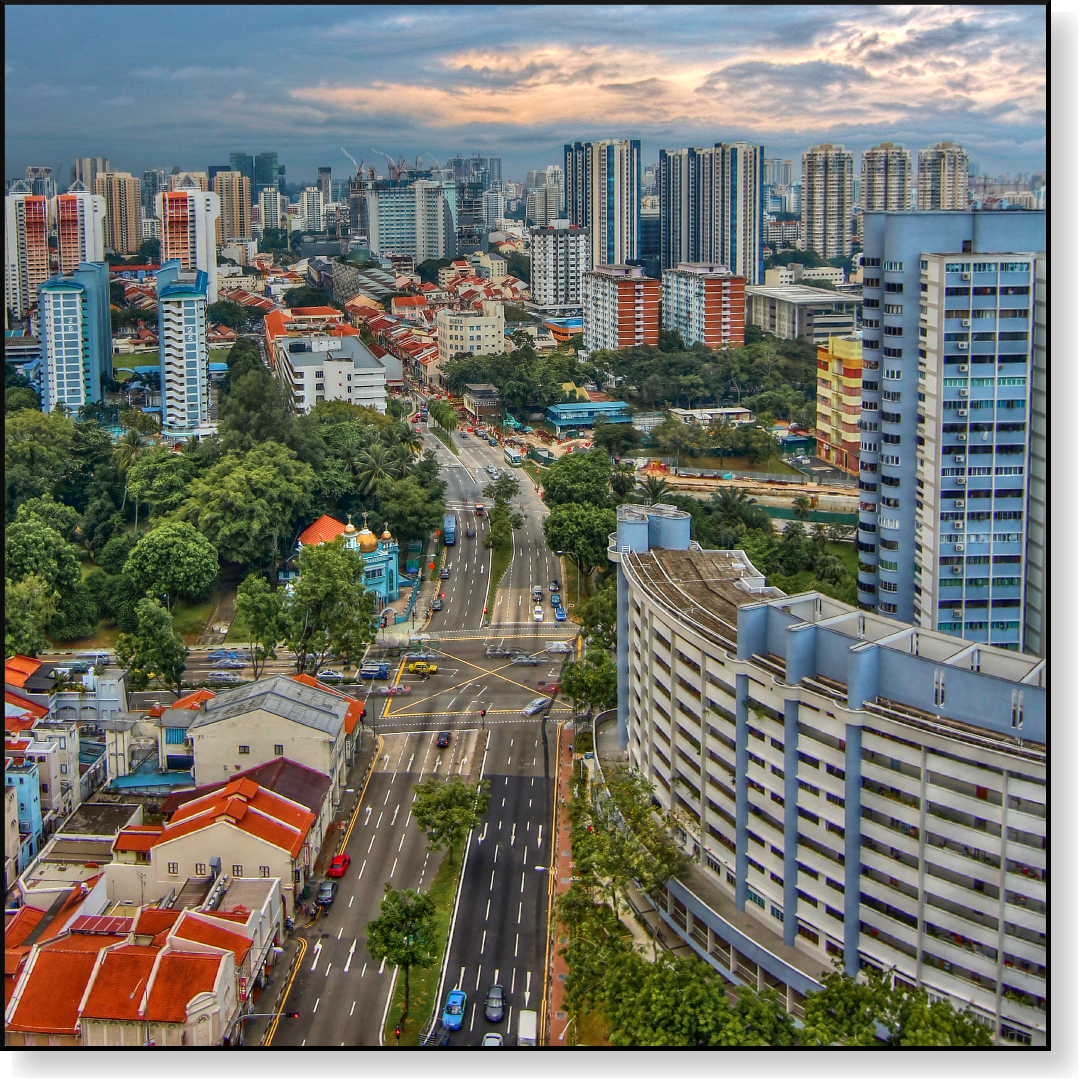
坐落於惹蘭蘇丹的新加坡建屋發展局組屋。

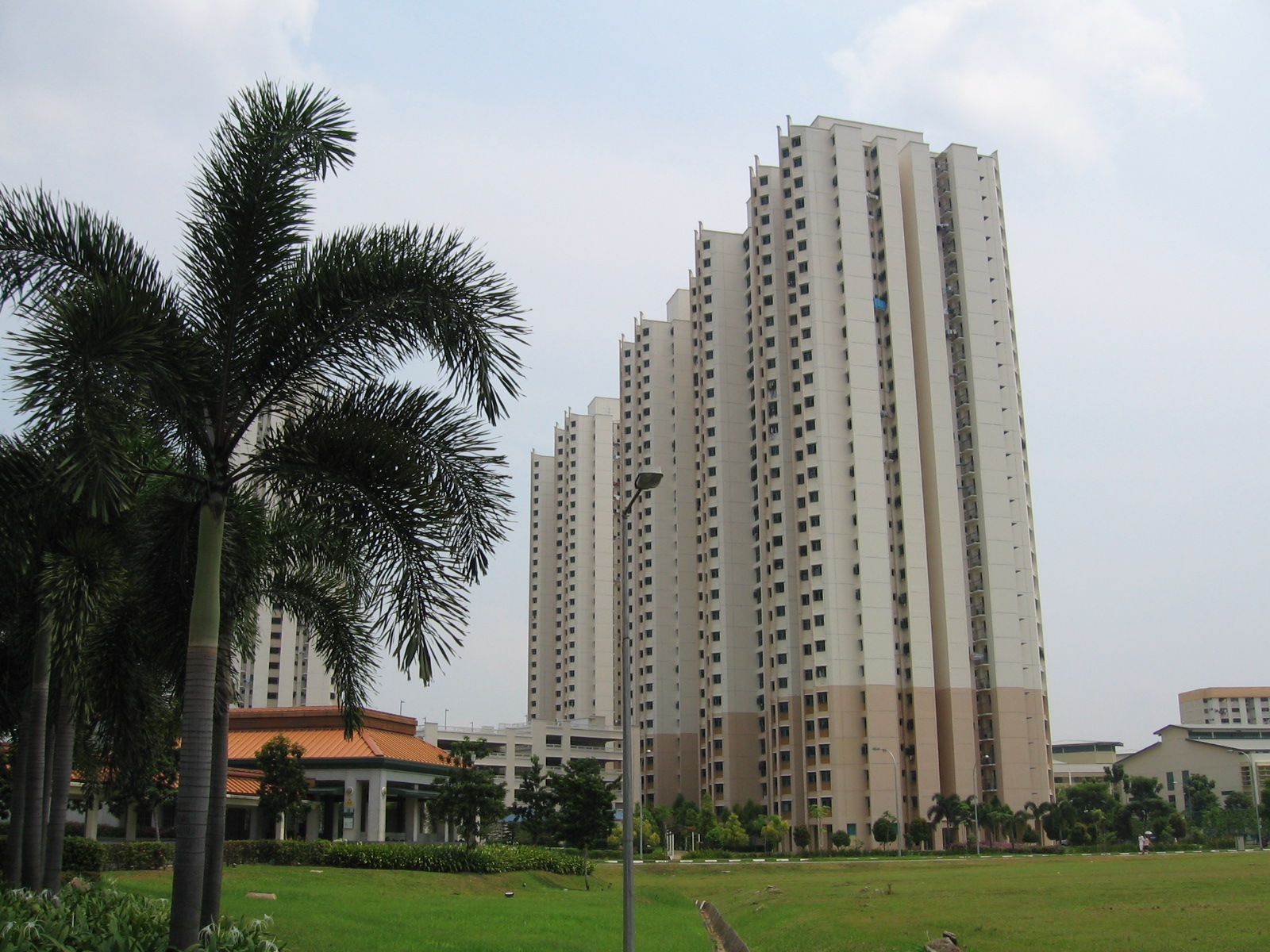
Farrer Park View住宅小區。

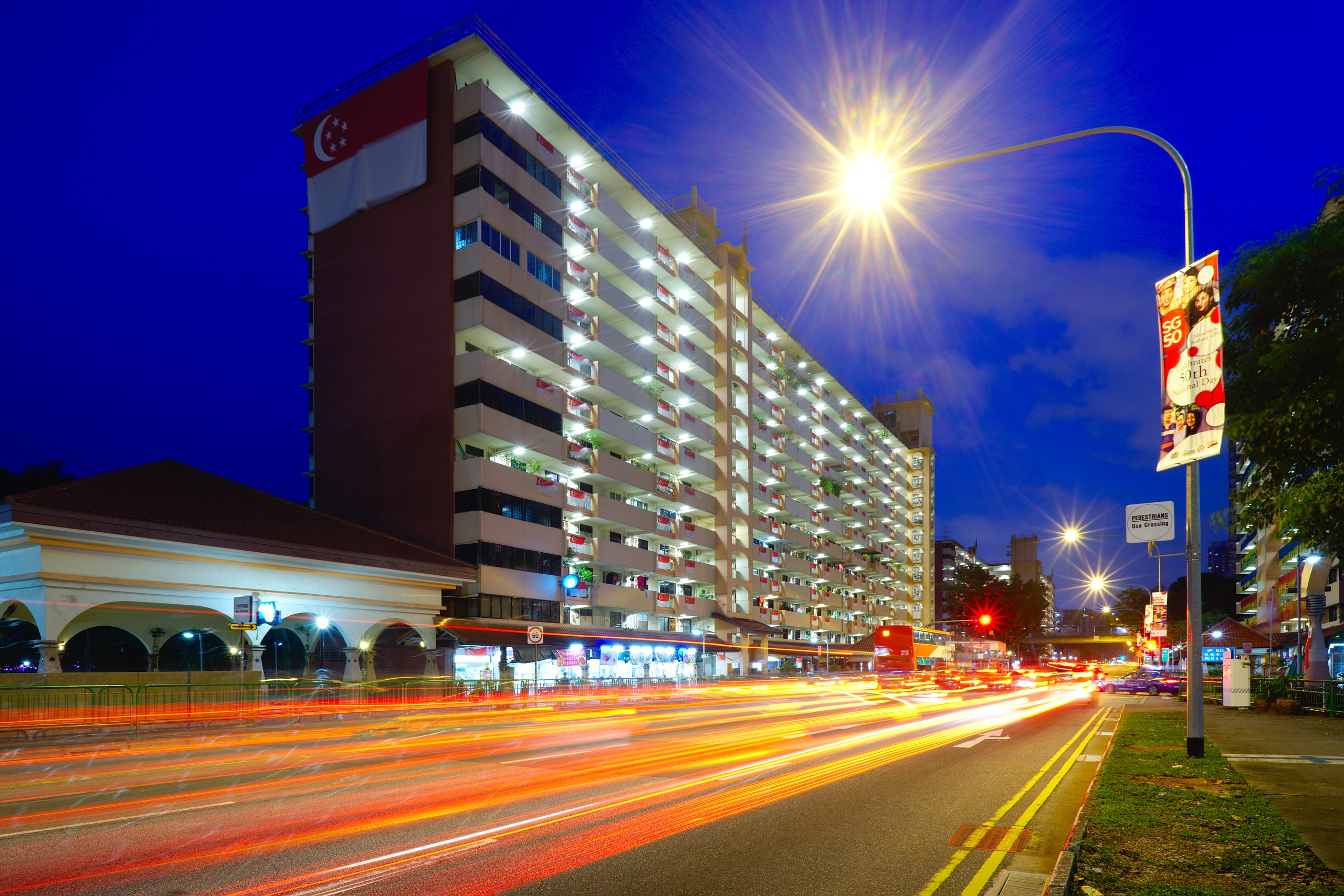
Bendemeer Court住宅小區。

因加冷地處新加坡中區外圍的優越地理位置，它的城市規劃策略與土地使用政策故不同於專為住宅用途而建的新鎮（如：巴西立、蔡厝港）。加冷的住宅區顯得零散，不如其它新鎮般密集。加冷的住宅用地通常夾於商業、工業或休閒用地之間，形成了不連貫的市鎮佈局。
加冷是加冷/黃埔新鎮（Kallang/Whampoa New Town）的主要構成部分。該新鎮是新加坡唯一一個橫跨兩個規劃區（即加冷和諾維娜）的新鎮。加冷原被新加坡建屋發展局定義為“小區”（estate），但之後經重組後獲升格為“新鎮”（new town）。
加冷早期的公共住房由建屋發展局於1970年代和1980年代建造。一些較老舊的組屋在選擇性整體重建計劃下將被重新發展。
樓高30餘層的新組屋現已屬於加冷天際線的一部分，而更多的新住房也將建於此。值得關注的是舊加冷機場區的重建計劃；該區現有數棟空置的組屋，不久後將被拆除。位於明地迷亞路和文慶路上段的新住宅項目亦是加冷的熱門選擇。
租金方面，加冷/黃埔為新加坡所有新鎮中第四高。相比2120新元的全國平均價格，加冷/黃埔的四房式組屋租金中位數價格為2500新元。
除了建屋發展局建設的公共住房（組屋）外，提供高檔住宅選擇的私人公寓集中於加冷南部的丹戎禺分區。該分區毗鄰新加坡中區與濱海灣花園（濱海東花園）。位於明地迷亞分區內的聖邁克路及蒙士頓巷一帶也有私人公寓小區。
坐落於加冷河河口的甘榜武吉士分區將被打造為活躍通勤、減少用車的住宅區。它將成為結合行人走道、腳踏車道網絡和濱水住宅為一體的新概念住宅區。約4千個新住宅單位將在2030年完工。加冷煤氣廠舊址的土壤修復工程已於2018年11月展開，預計2022年7月完成。
以下建屋發展局建造的住宅小區位於加冷：
- Beach Road Gardens
- Bendemeer Court
- Bendemeer Light
- Bendemeer Ville
- Boon Keng Ville
- City View @ Boon Keng
- Crawford Court
- Di Tanjong Rhu
- Dorset View
- Farrer Park Gardens
- Farrer Park View
- Geylang Bahru Riverpoint
- Geylang Bahru Ville
- Golden Beach Vista
- Kallang Heights
- Kallang Residences （興建中）
- Kallang Trivista
- Kent Ville
- Lavender Gardens
- McNair Spring
- McNair Towers
- Saint George's East Gardens
- Saint George's Towers
- Saint George's West Gardens
- South River View
- The River Vista @ Kallang
- Towner Heights
- Upper Boon Keng Riverview

## 交通

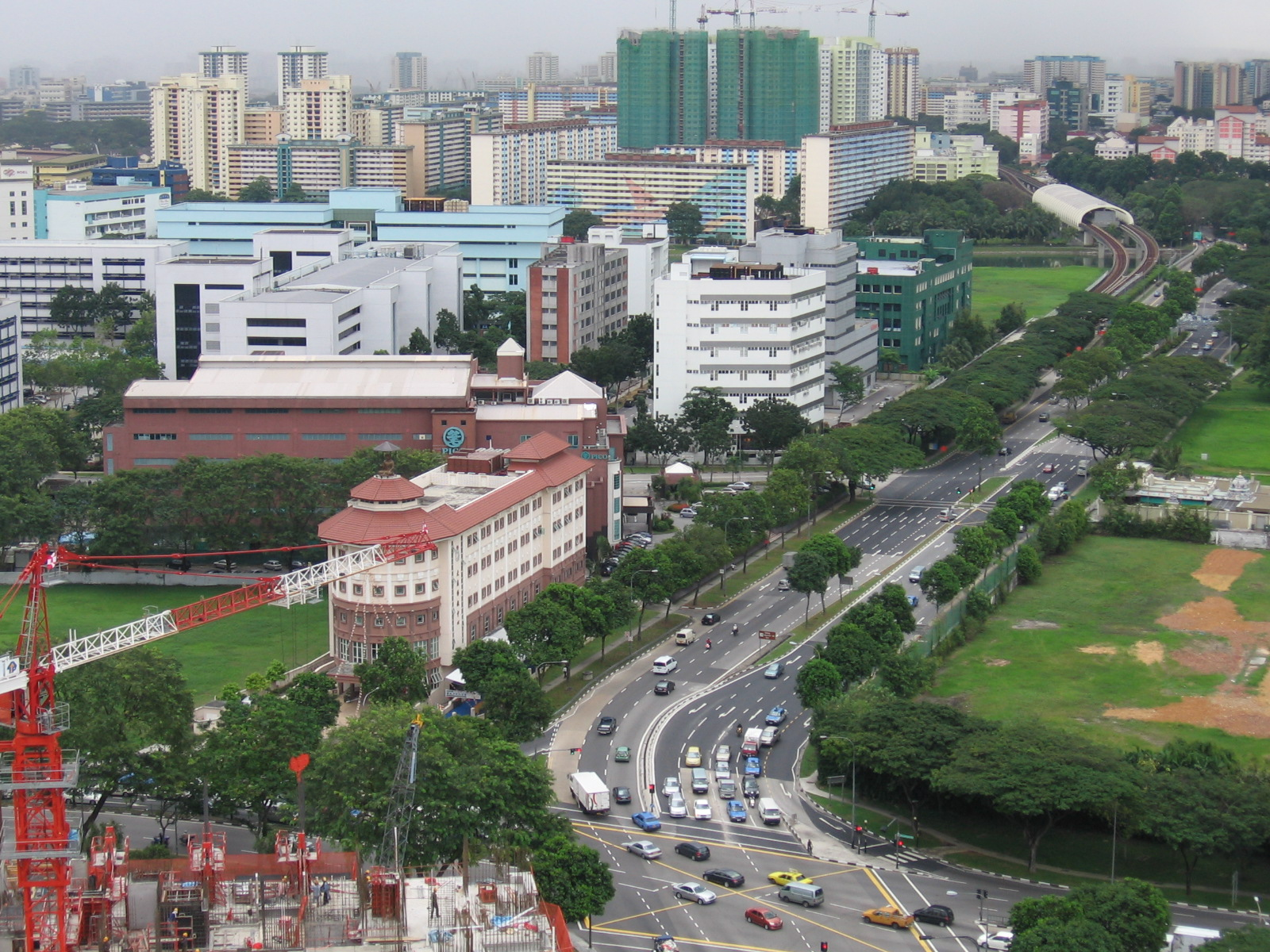
加冷路。加冷地鐵站在不遠處。

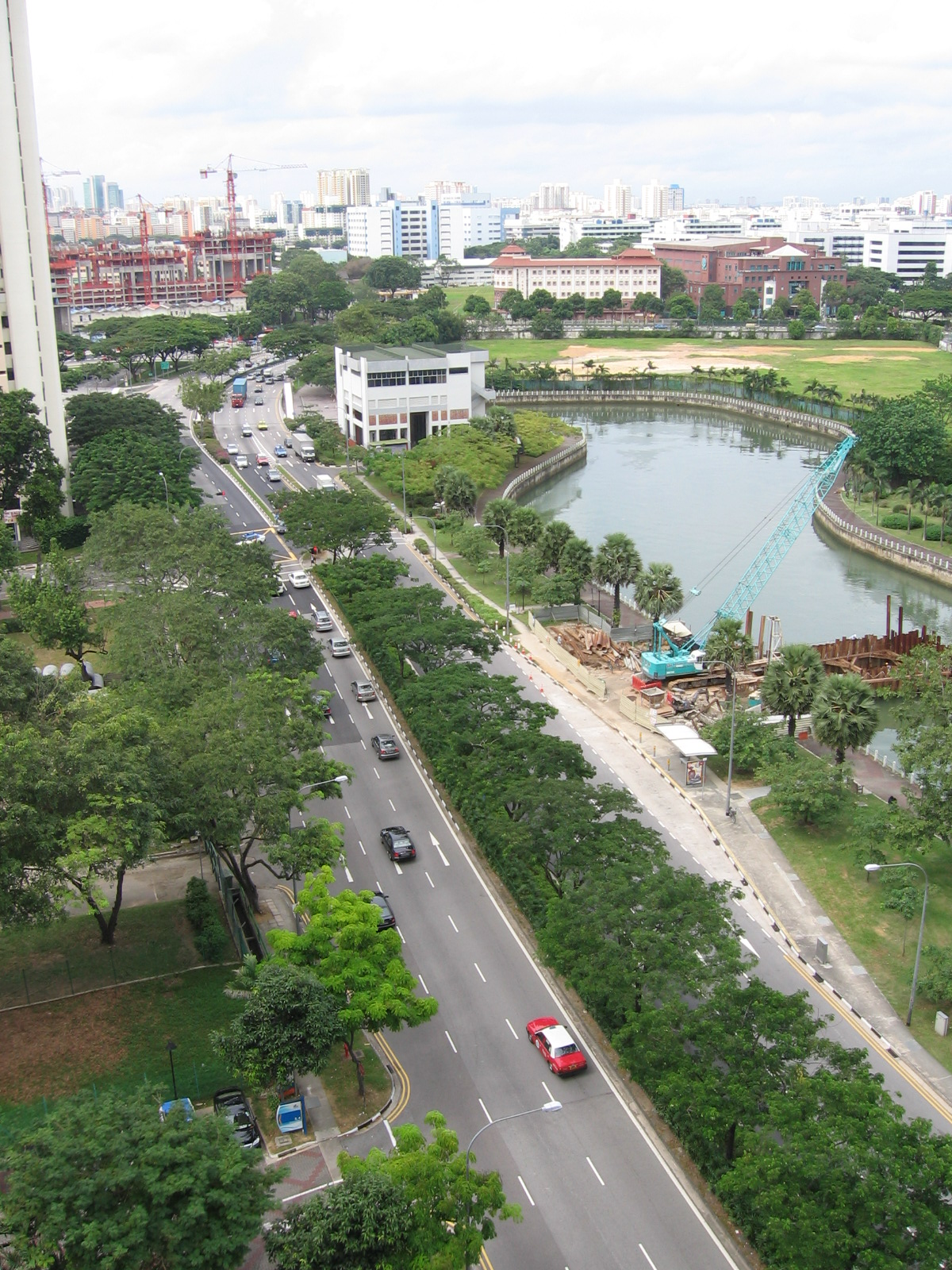
位於梧槽河西岸的哥羅福街。

加冷位置優越，地處新加坡中區旁，由其發展完善的道路與公共交通系統可見。新加坡陸路交通管理局總部坐落在甘榜爪哇分區內的翰莎路。

### 道路
與某些住宅密集的新鎮不同，加冷的街道並非主要以數字命名。“加冷”字樣存在於一些道路名稱，如：加冷路（Kallang Road）、加冷峇魯（Kallang Bahru）、加冷登雅（Kallang Tengah）、加冷段（Kallang Sector）、加冷布丁路（Kallang Pudding Road）、加冷徑（Kallang Walk）、惹蘭崙巴加冷（Jalan Lembah Kallang）等。擁有“加冷”名稱的立交橋是加冷峇魯立交橋（Kallang Bahru Flyover）和加冷大道立交橋（Kallang Way Flyover）。含“加冷”名稱的現已拆除的道路包括加冷弄（Kallang Close）與加冷廣場（Kallang Square）。
位於聖安德烈村對面有一系列街道以寶石命名：蒙士頓巷（Moonstone Lane；“Moonstone”即月光石）、奧柏彎（Opal Crescent；“Opal”即蛋白石）、多珀路（Topaz Road；“Topaz”即黄玉）等；明地迷亞分區些許道路以聖人命名：聖邁克路、聖喬治路、聖巴那巴士巷等；甘榜爪哇分區內某些街道取名自英國各地：多實路（Dorset Road；“Dorset”即英國多塞特郡）、肯特路、劍橋路等；一些路名源自舊村落：甘榜武吉士、馬東澤令吉；某些道路名稱與舊加冷機場有關：舊機場路、達哥打彎（Dakota Crescent；“Dakota”是英國皇家空軍一架常降落於加冷機場的軍用飛機的代號）、加冷機場大道、舊航站巷（指受保留的加冷機場航站樓）等；新加坡體育城內的道路均以新加坡國家體育場命名：體育場林蔭道、體育場徑、體育場坊等；舊加冷機場區些許道路以馬來語編號：惹蘭沙都（Jalan Satu；“Satu”為馬來語“一”之意）、惹蘭安拔（Jalan Empat；“Empat”為“四”之意）、惹蘭安南（Jalan Enam；“Enam”為“六”之意）等；勞明達分區一些街道名稱源於英國與法國著名將軍，以及重要戰區的名字：茂德路、美智路、捷利歌路、富蘭德廣場、松美路等。

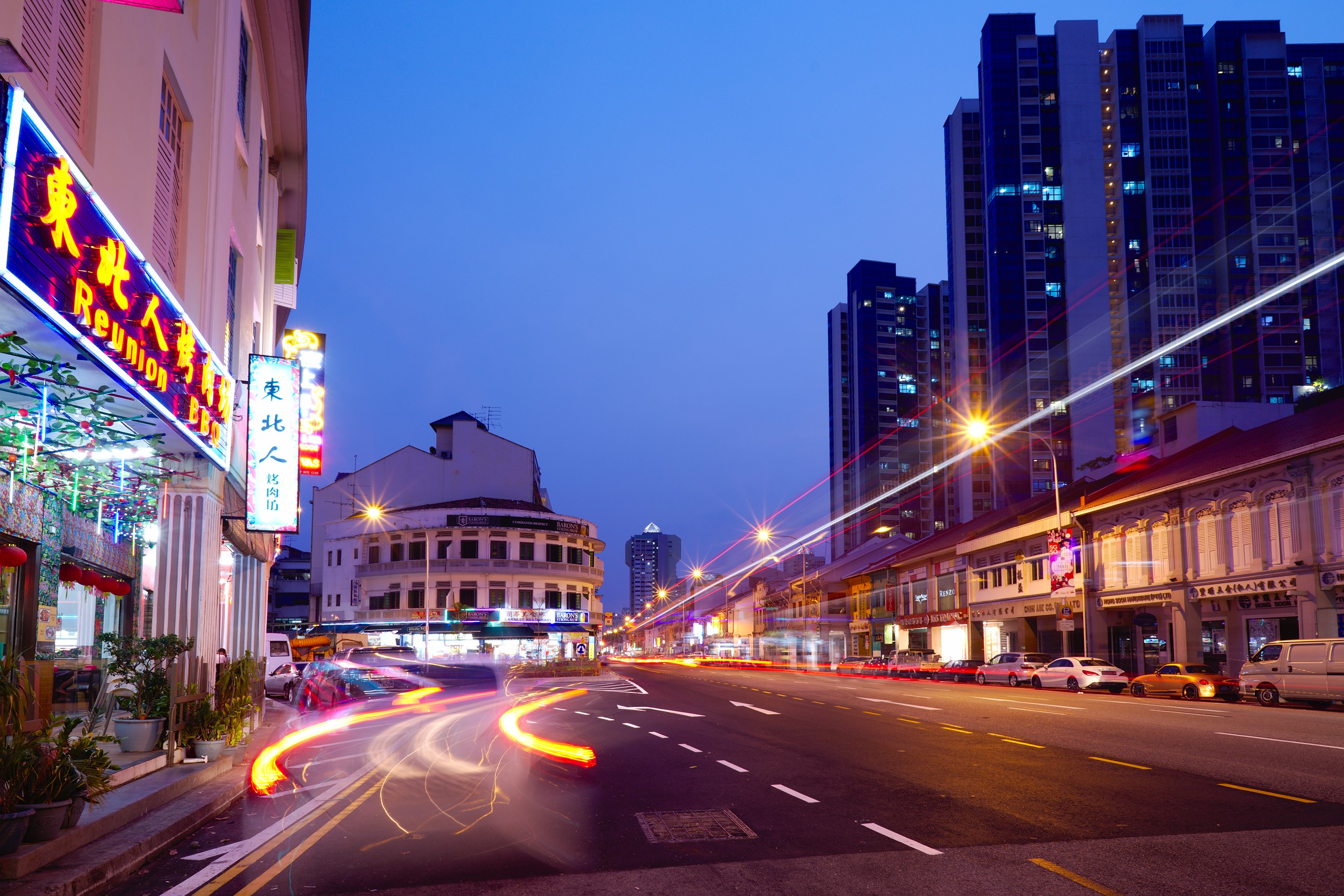
傍晚的惹蘭勿剎與愛倫比路的交界處。

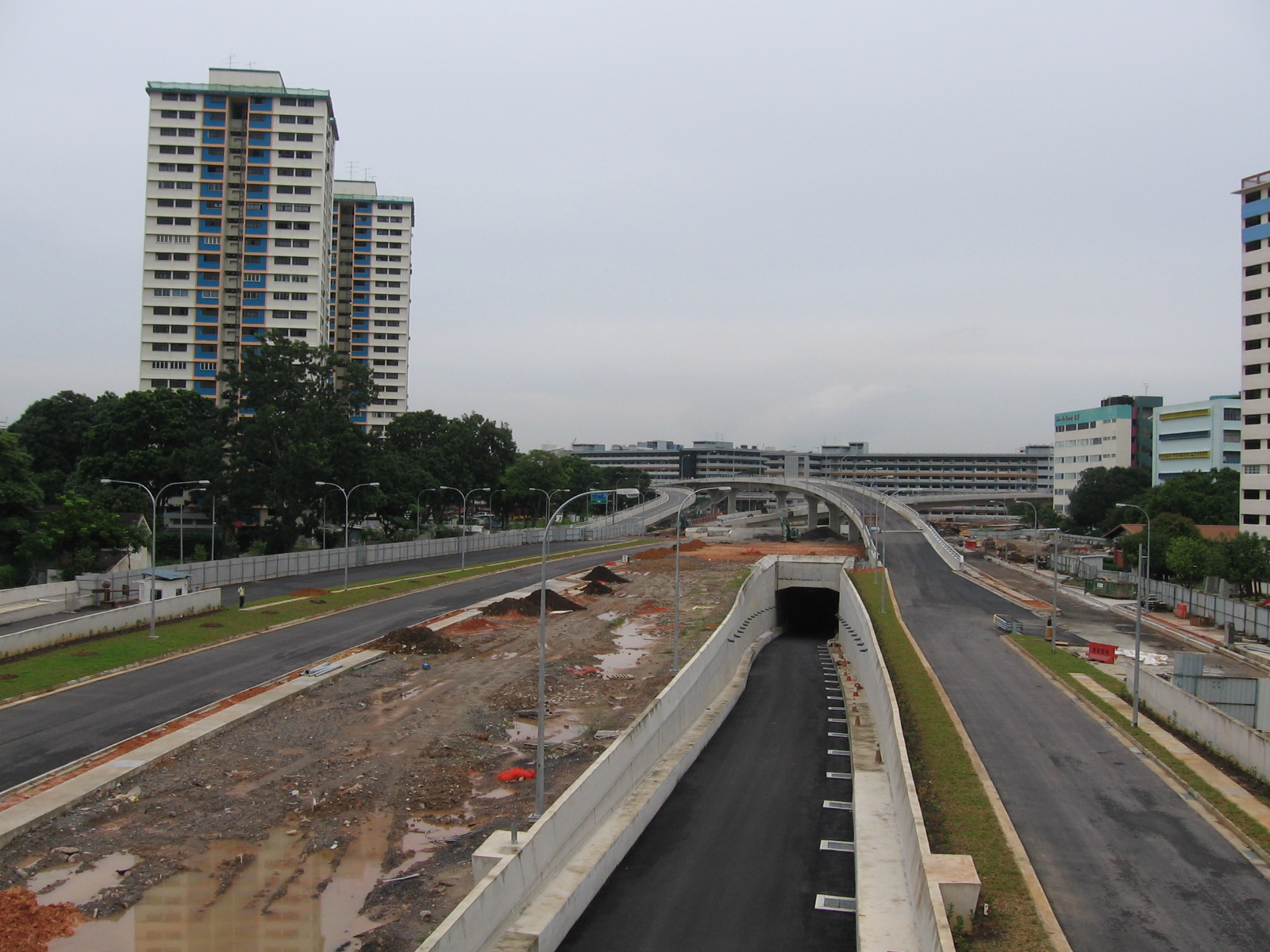
建造中的加冷–巴耶利峇高速公路隧道、沈氏大道、加冷峇魯立交橋、加冷大道立交橋、阿裕尼西立交橋，攝於2005年12月。

兀士維交界處（Woodsville Interchange）位於加冷、芽籠及大巴窯三規劃區之交匯點，是結合地面道路交界處、兀士維立交橋與兀士維隧道的大型交流道。共七條道路匯集於此：明地迷亞路、實龍崗路、實龍崗路上段、麥波申路、惹蘭哥南亞逸、惹蘭大巴窯，以及泛島高速公路（簡稱“PIE”）。該路口最後一次大規模翻新工程於2012年1月竣工。
2014年至2017年間，新加坡陸路交通管理局在加冷一帶進行一系列道路提升工程，其中包括擴大數個重要交界處和建造銜接沈氏大道、尼誥大道與體育場通道的尼誥地下車道。這些工程主要支持加冷河畔、新加坡體育城和加冷工業園的發展。
新加坡地下道路系統（Singapore Underground Road System）是一個廢棄的地下環路發展計劃，原將圍繞新加坡中區。它的路線包括加冷，靠近尼誥大道、勞明達街和馬里士他路的地區。該計劃於1980年代首次成型，於2017年8月被新加坡政府廢棄。

#### 主要街道
下列道路銜接加冷與新加坡各地：
- 馬里士他路（Balestier Road）連接加冷與諾維娜；
- 實龍崗路（Serangoon Road）銜接小印度與加冷；
- 實龍崗路上段（Upper Serangoon Road）是實龍崗路的北部延長段，銜接加冷、波東巴西、比達達利及新加坡東北部市鎮；
- 武吉知馬路（Bukit Timah Road）銜接加冷、東陵、武吉知馬和新加坡西部地區；
- 惹蘭勿剎（Jalan Besar）連接加冷和梧槽；
- 維多利亞街（Victoria Street）連接加冷與新加坡中區；
- 橋北路（North Bridge Road）銜接加冷與新加坡中區；
- 美芝路（Beach Road）連接加冷與新加坡中區；
- 尼誥大道（Nicoll Highway）是一條副高速，銜接加冷與新加坡中區；
- 共和國林蔭道（Republic Boulevard）銜接加冷與濱海中心；
- 沈氏道（Sims Avenue）銜接加冷與芽籠；
- 芽籠路（Geylang Road）連接芽籠與加冷；
- 基里瑪路（Guillemard Road）連接加冷與芽籠；
- 德明路（Dunman Road）連接加冷與加東；
- 蒙巴登路（Mountbatten Road）銜接加冷、馬林百列和新加坡東海岸；
- 麥雅路（Meyer Road）連接加冷與馬林百列；
- 炮台路（Fort Road）銜接加冷與東海岸公園；
- 東海岸公園副路（East Coast Park Service Road）銜接加冷與東海岸公園；
- 濱海東通道（Marina East Drive）連接加冷與濱海東；
- 麥波申路（MacPherson Road）連接加冷與麥波申。

其它貫穿於加冷內部的主要道路有加冷路、加冷峇魯、芽籠峇魯、文慶路、文慶路上段、勞明達街、哥羅福街、共和國道、吉真那路、明地迷亞路，以及丹戎禺路。

#### 高速公路
下列高速公路服務加冷：

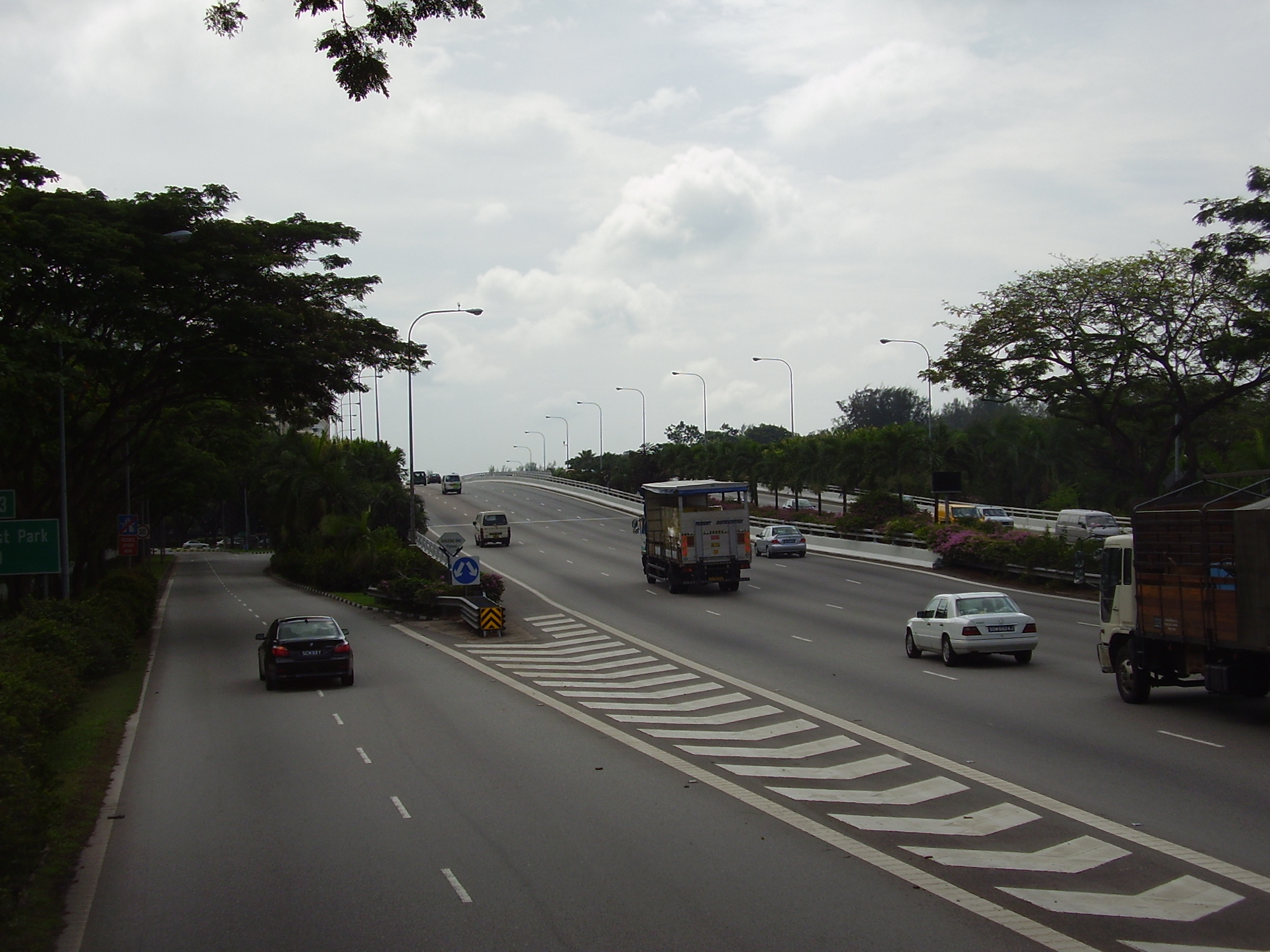
丹戎禺立交橋、炮台路出口處的東海岸公園大道。

- 中央高速公路（Central Expressway；簡稱“CTE”）連接加冷、新加坡中區、紅山、宏茂橋及實里達；
- 東海岸公園大道（East Coast Parkway；簡稱“ECP”）連接加冷、馬林百列、勿洛及新加坡樟宜機場；
- 加冷–巴耶利峇高速公路（Kallang–Paya Lebar Expressway；簡稱“KPE”）連接加冷、後港、盛港及榜鵝；
- 濱海高速公路（Marina Coastal Expressway；簡稱“MCE”）銜接加冷、濱海南及濱海灣新市區；
- 泛島高速公路（Pan Island Expressway；簡稱“PIE”）銜接加冷、樟宜機場、淡濱尼、勿洛、芽籠、大巴窯、金文泰、裕廊東、裕廊西及大士。

加冷–巴耶利峇高速公路地底路段總長約9公里，為全東南亞最長的汽車隧道。建造期間，該隧道是全球第六長的地下公路工程。加冷–巴耶利峇高速公路由總長2.8公里的加冷高速公路（Kallang Expressway；簡稱“KLE”）與9.2公里長的巴耶利峇高速公路（Paya Lebar Expressway；簡稱“PLE”）於1991年合併而成。興建加冷高速公路的計劃早在1981年就已成型，倘若沒被併入加冷–巴耶利峇高速公路，它將會是新加坡最短的高速公路。
興建中的南北交通廊道（North–South Corridor）將把加冷銜接至新加坡中區及北部。南北交通廊道的加冷路段將設在地底。

### 公共交通

#### 鐵道

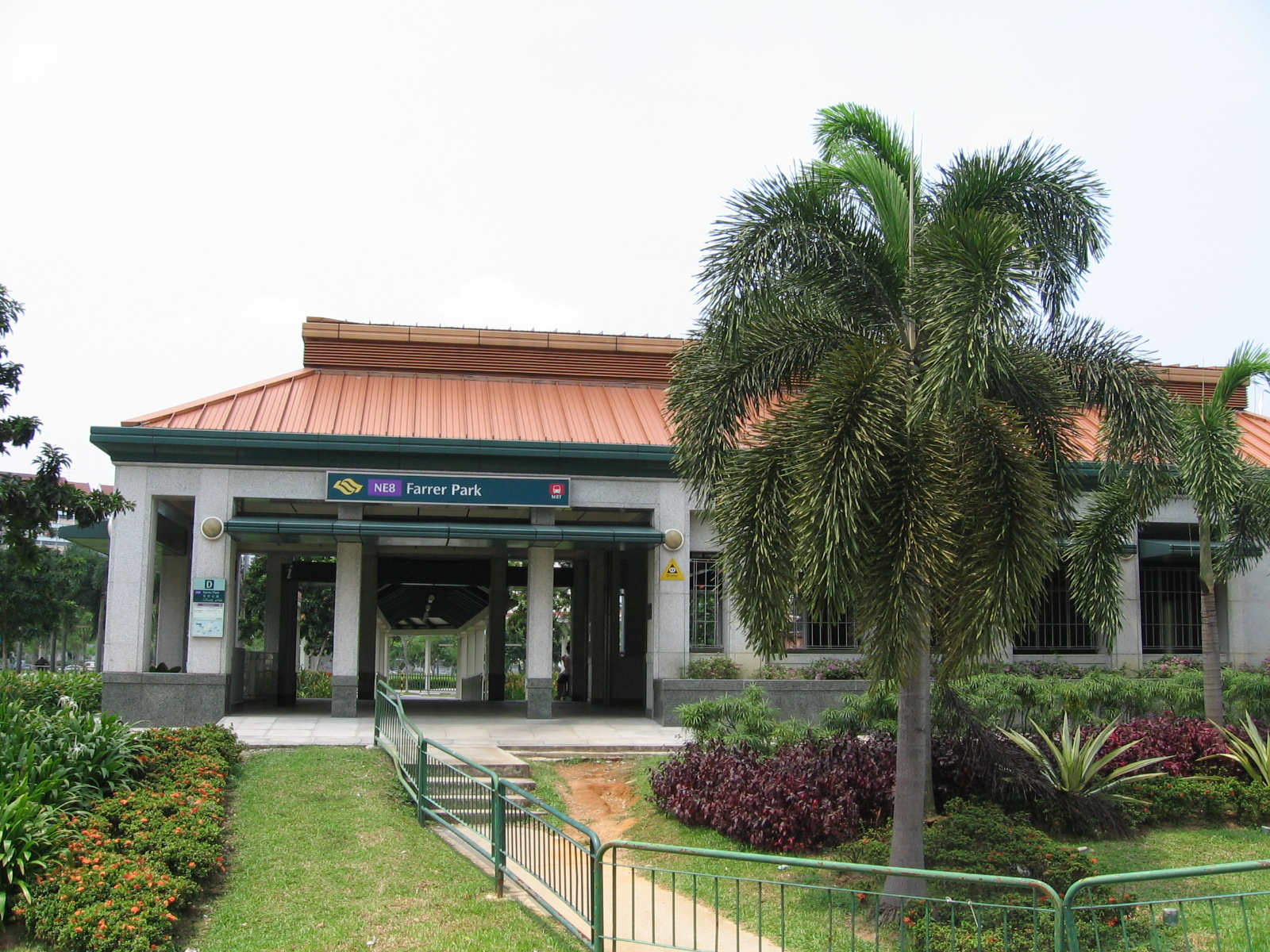
格羅士特路的花拉公園地鐵站D出口。

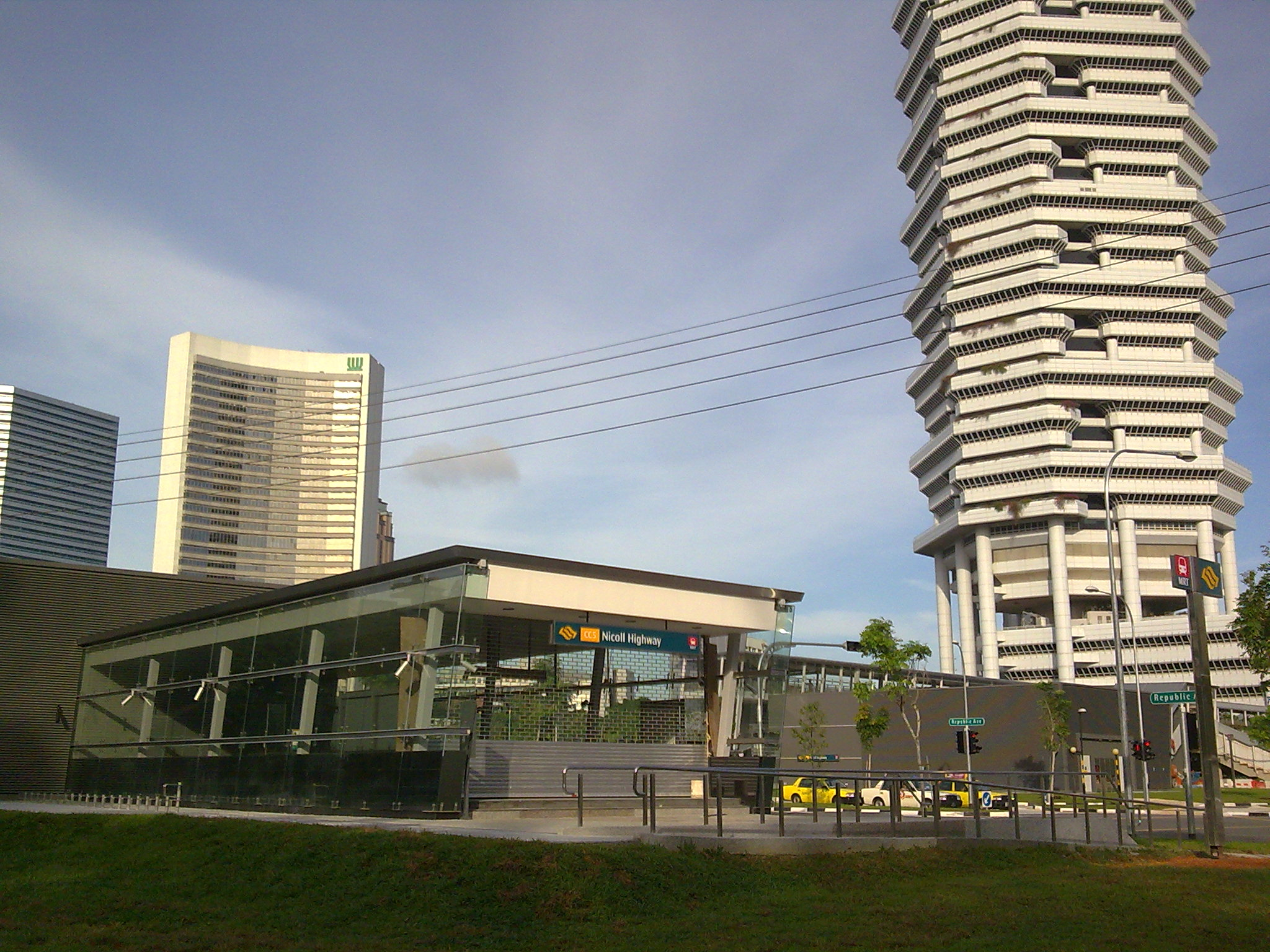
共和國道的尼誥大道地鐵站B出口。The Plaza為背景，鴻福中心位於圖右側。

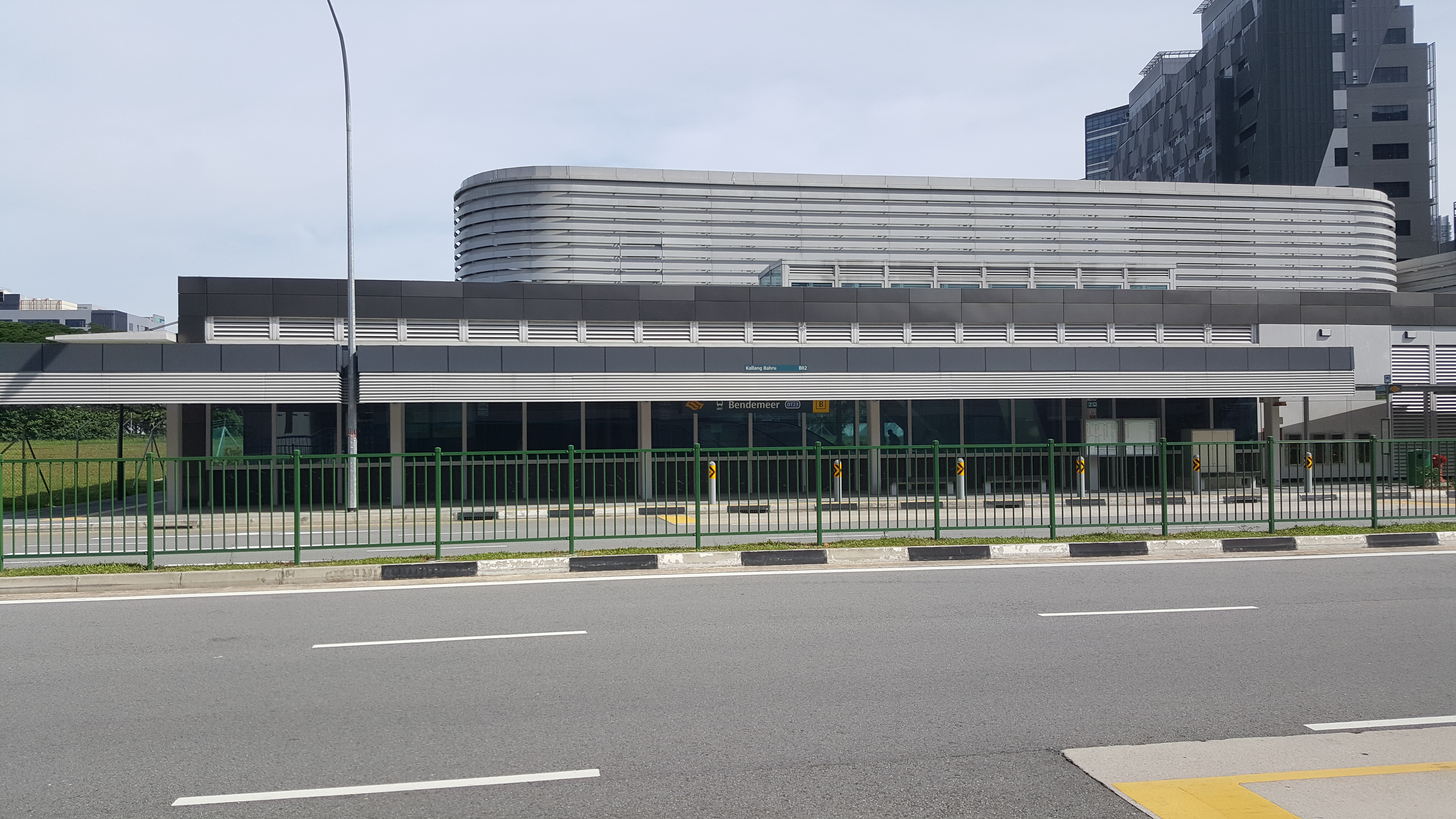
加冷峇魯的明地迷亞地鐵站B出口。

加冷的軌道交通為地鐵。加冷共設有14個地鐵站，僅次於市中心為全國第二之多。五條地鐵線路服務加冷：東西線、東北線、環線、濱海市區線和湯申–東海岸線。
下列車站已投入運作：
- EW10  加冷（Kallang）
- EW11  勞明達（Lavender）
- NE7  DT12  小印度（Little India）
- NE8  花拉公園（Farrer Park）
- NE9  文慶（Boon Keng）
- CC5  尼誥大道（Nicoll Highway）
- CC6  體育場（Stadium）
- CC7  蒙巴登（Mountbatten）
- DT23  明地迷亞（Bendemeer）
- DT24  芽籠峇魯（Geylang Bahru）
- TE23  丹戎禺（Tanjong Rhu）
- TE24  加東公園（Katong Park）

1996年發布的陸路交通管理局白皮書內曾提到一條總長16公里的“加冷線”（Kallang Line）地鐵線。計劃裡，該線將沿著加冷河，銜接宏茂橋地鐵站與勞明達地鐵站。建造加冷線的計劃已被遺棄。
2004年4月20日，環線部分隧道在施工時塌陷。意外發生在加冷盆地西側，毗鄰尼誥大道地鐵站。

#### 巴士
加冷的巴士網絡發達。不像其它新鎮，加冷並沒有銜接各住宅區的巴士支線服務。這或許因為相比專門為住宅用途興建的新鎮，加冷的住宅區較少，因此沒有增設支線的必要。
芽籠1巷巴士終站（Lorong 1 Geylang Bus Terminal）是加冷唯一一個巴士終站，坐落於加冷地鐵站對面，於芽籠1巷旁。加冷沒有巴士轉換站或綜合公共交通樞紐。
舊的哥羅福街巴士總站（Crawford Street Bus Terminal）曾設於哥羅福街與橋北路交界處。1998年停運後，所有巴士線路改為使用芽籠1巷巴士總站。

### 航天

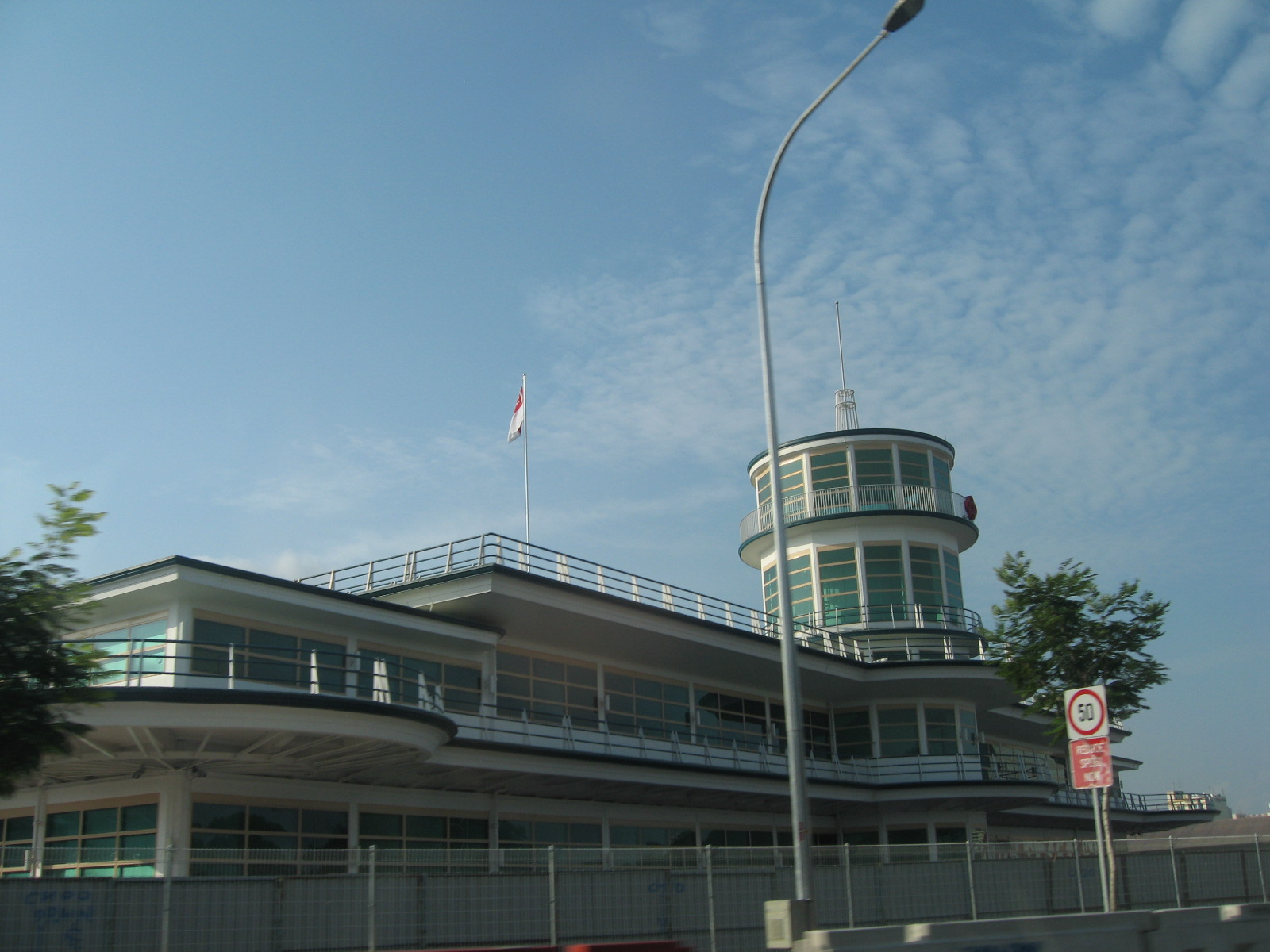
舊加冷機場獲保留的航站樓，從尼誥大道拍攝。

加冷在新加坡航天史上扮演舉足輕重之角色。該區是新加坡史上首個飛機降落點，亦是新加坡第一個專門建造的民用國際機場加冷機場（Kallang Airport）的所在地。
加冷機場於1937年6月12日正式啟用，由時任海峽殖民地總督珊頓·托馬斯主持開幕。它擁有民航客機及水上飛機所需的設施，被譽為“大英帝國最佳機場”。
加冷機場運作的18年裡曾接待過數位名人，如：新加坡總督列誥、前中國國務院總理周恩來和著名華人企業家兼慈善家陳嘉庚。
因達客量增加，位於巴耶利峇的新加坡國際機場（今巴耶利峇空軍基地）隨之取代了於1955年停用的加冷機場。今天，機場的航站樓、機庫、大門、路燈及其它相關建築獲得保留。 1960年7月1日，航站樓成為人民協會的總部，直到2009年4月6日遷至喬治王道現址。其它曾設在舊加冷機場的團體包括新加坡青年體育理事會、Public Works Department（今CPG Corporation的前身）和中央人力局。加冷機場的保留建築目前空置著並不對外開放。

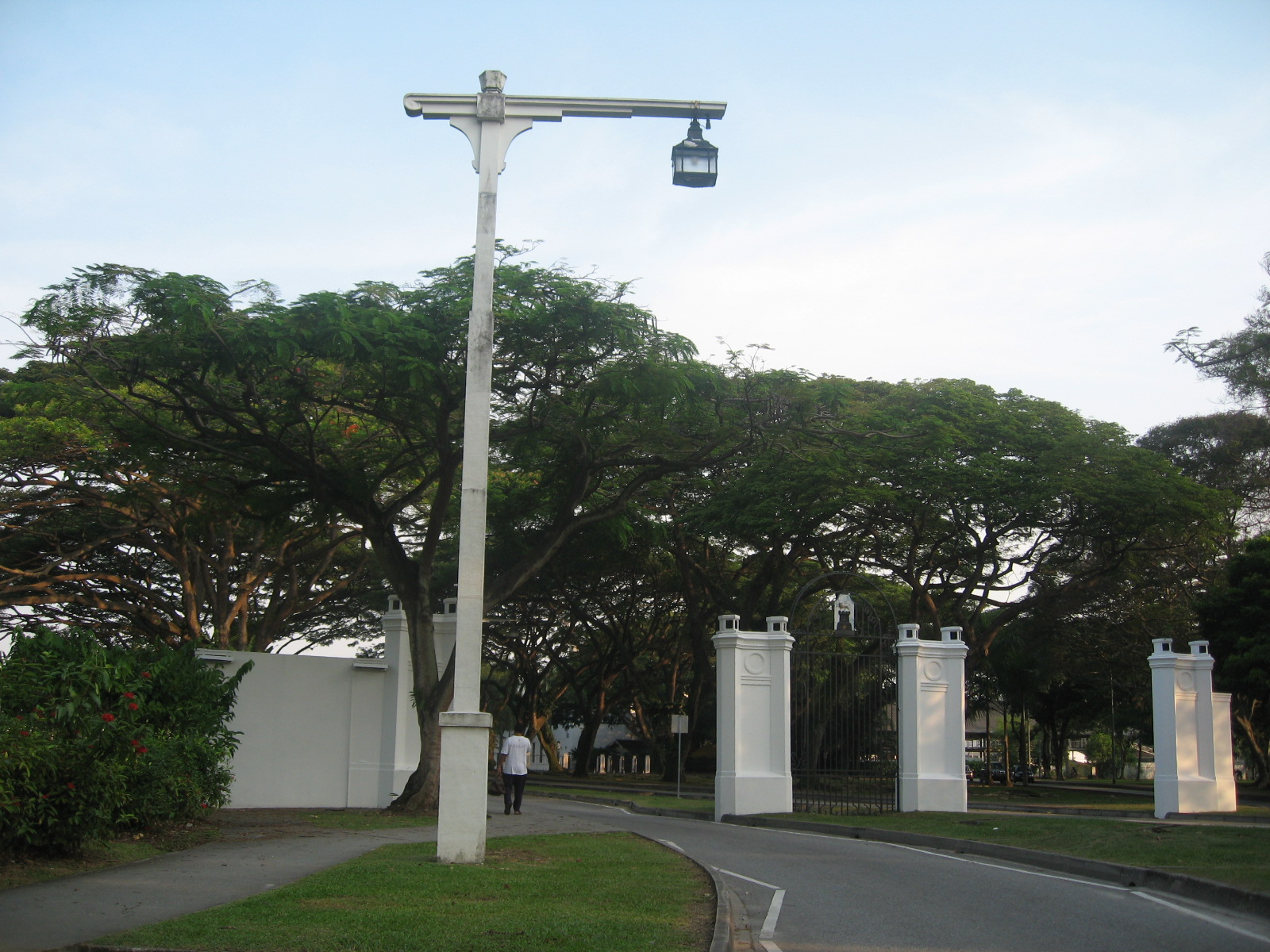
現已拆除的體育場連路通往加冷機場航站樓。路燈與大門仍佇立於現址。

今天，加冷一帶仍可見舊加冷機場的痕跡。舊機場路、加冷機場通道、加冷機場大道與舊航站巷名稱都源自於該機場。一個寫有“Kallang Airport”字樣的告示牌佇立於舊機場路95號組屋前，毗鄰舊機場路和加西雅連路交界處。達哥打彎、達哥打弄及達科達地鐵站均以常在加冷機場降落的道格拉斯DC-3代號“Dakota”的飛機命名，並紀念一起1946年的墜機事故。舊機場路兩旁的住宅區統稱為“舊加冷機場區”（Old Kallang Airport Estate）。
受保留的加冷機場大廈是2011年新加坡雙年展的展覽會場之一。在加冷機場舉辦此藝術節引起熱議，其設施的通風和所在地點都被批評。
現存在將舊加冷機場區域打造成商業樞紐的計劃；該計劃將結合舊加冷機場與臨近的加冷河畔一同發展。據新加坡市區重建局2008年版的發展總藍圖，此計劃稱為“舊機場廣場”（Old Airport Square）。
1919年12月4日，新加坡首架飛機降落於花拉公園草場。機組人員包括飛行員羅斯·史密斯和其它三名工作人員。

## 體育

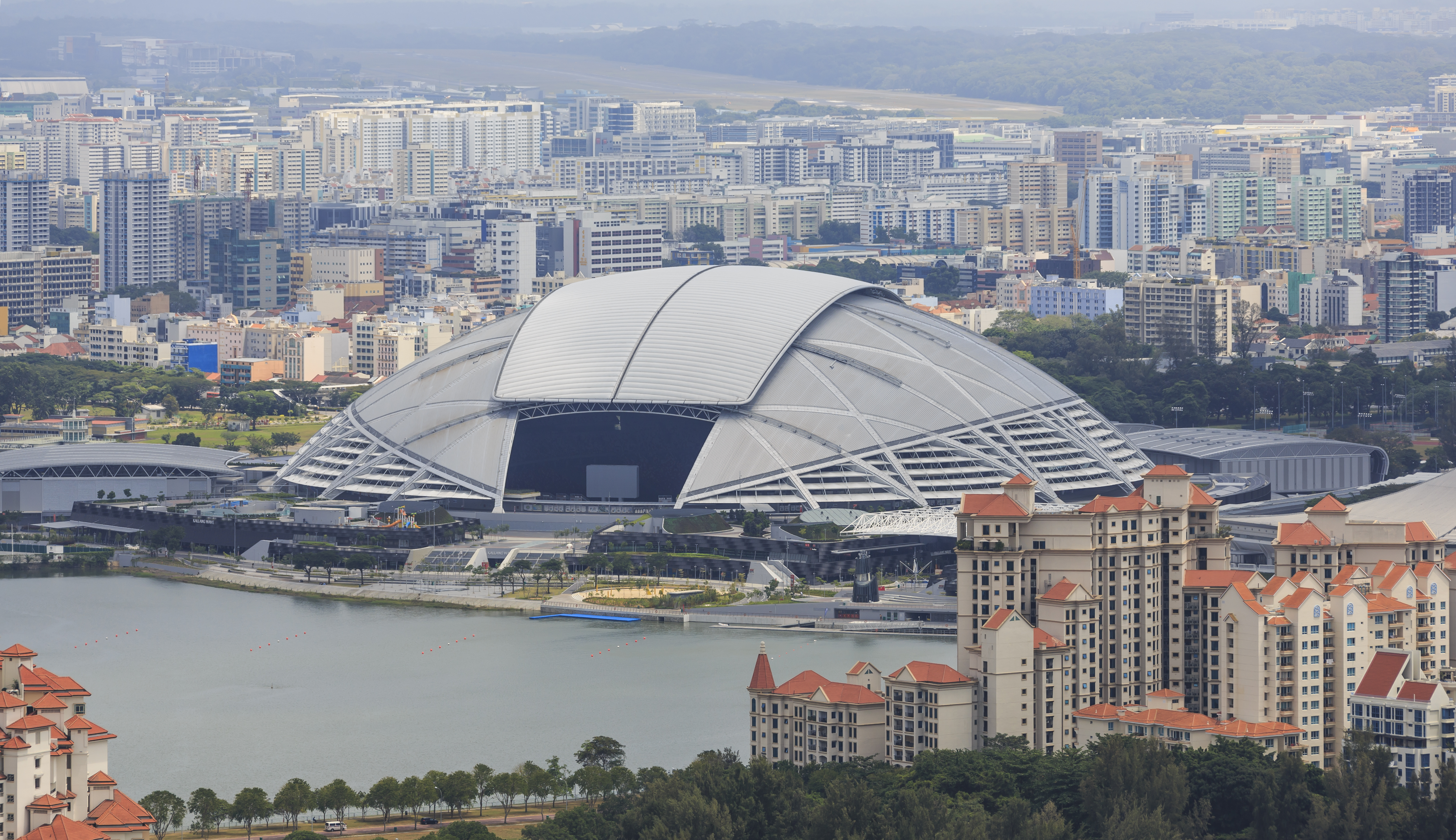
新加坡新國家體育場是新加坡體育城的構成部分。丹戎禺和加冷盆地位於圖下方，芽籠和馬林百列的建築物在圖上方。

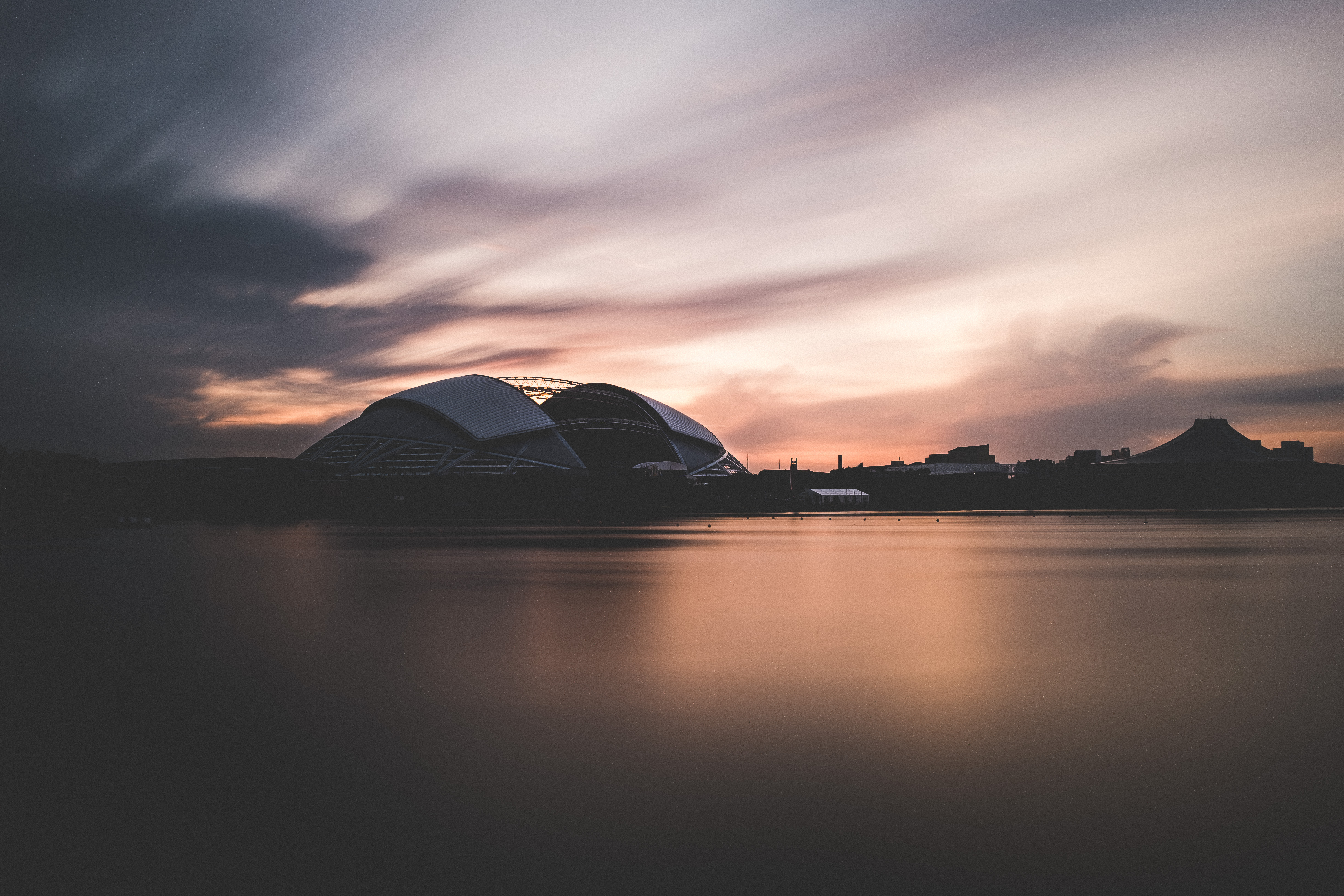
加冷盆地對岸的新加坡新國家體育場。

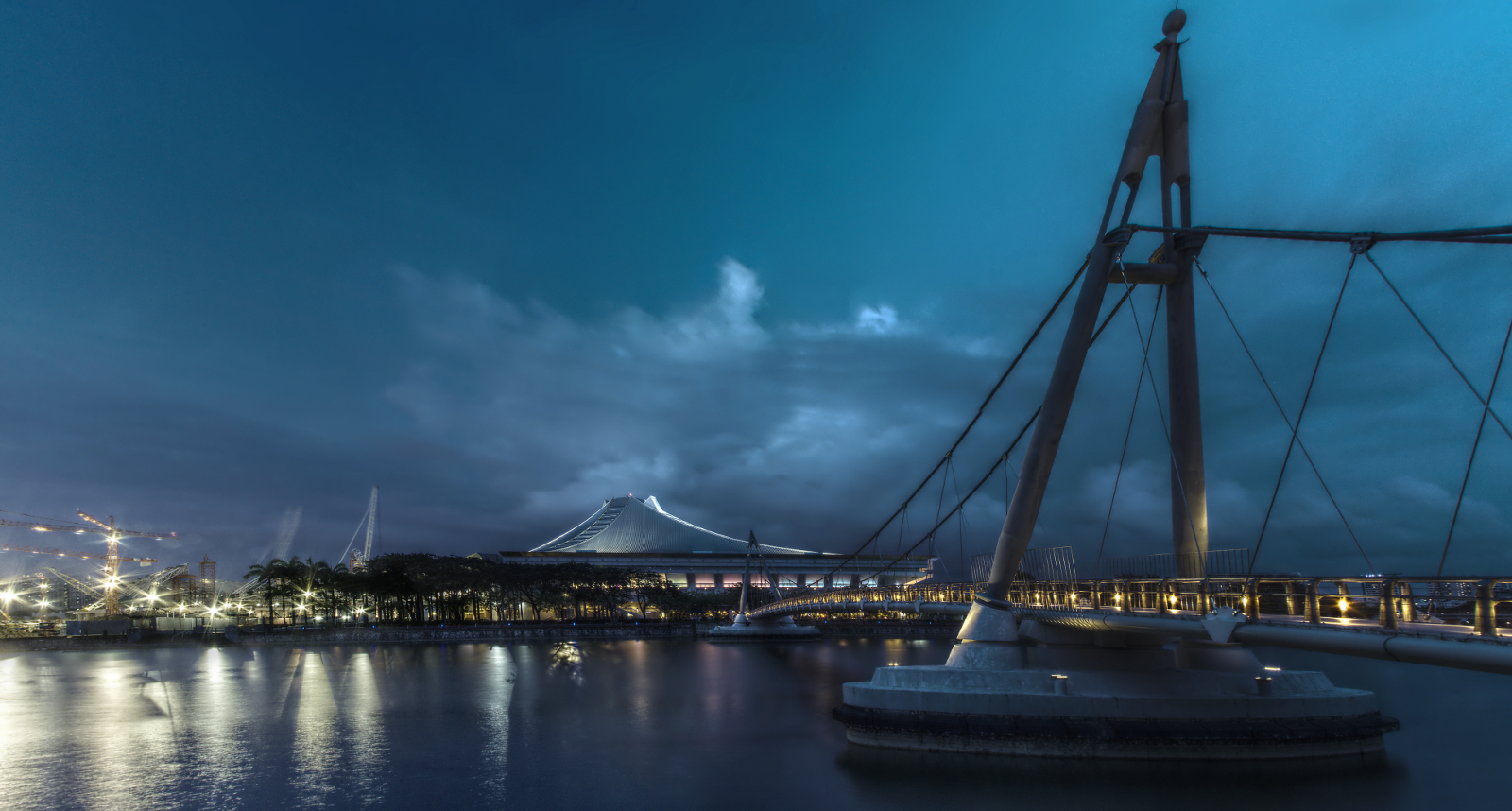
新加坡室內體育館與興建中的新加坡新國家體育場。丹戎禺人行橋在圖右側。

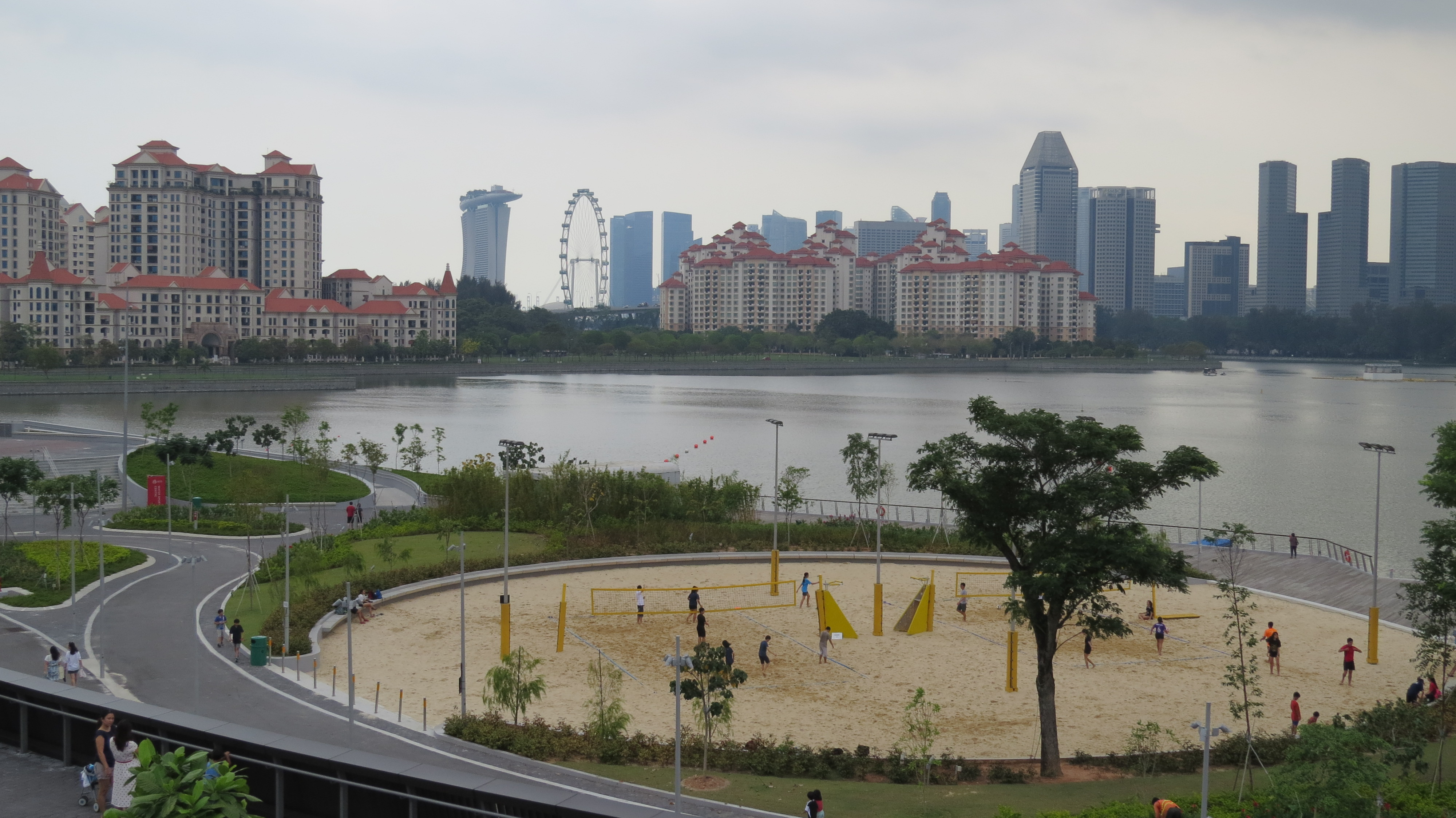
新加坡體育城的沙灘排球場，眺望加冷盆地、丹戎禺私人住宅區和新加坡中區。

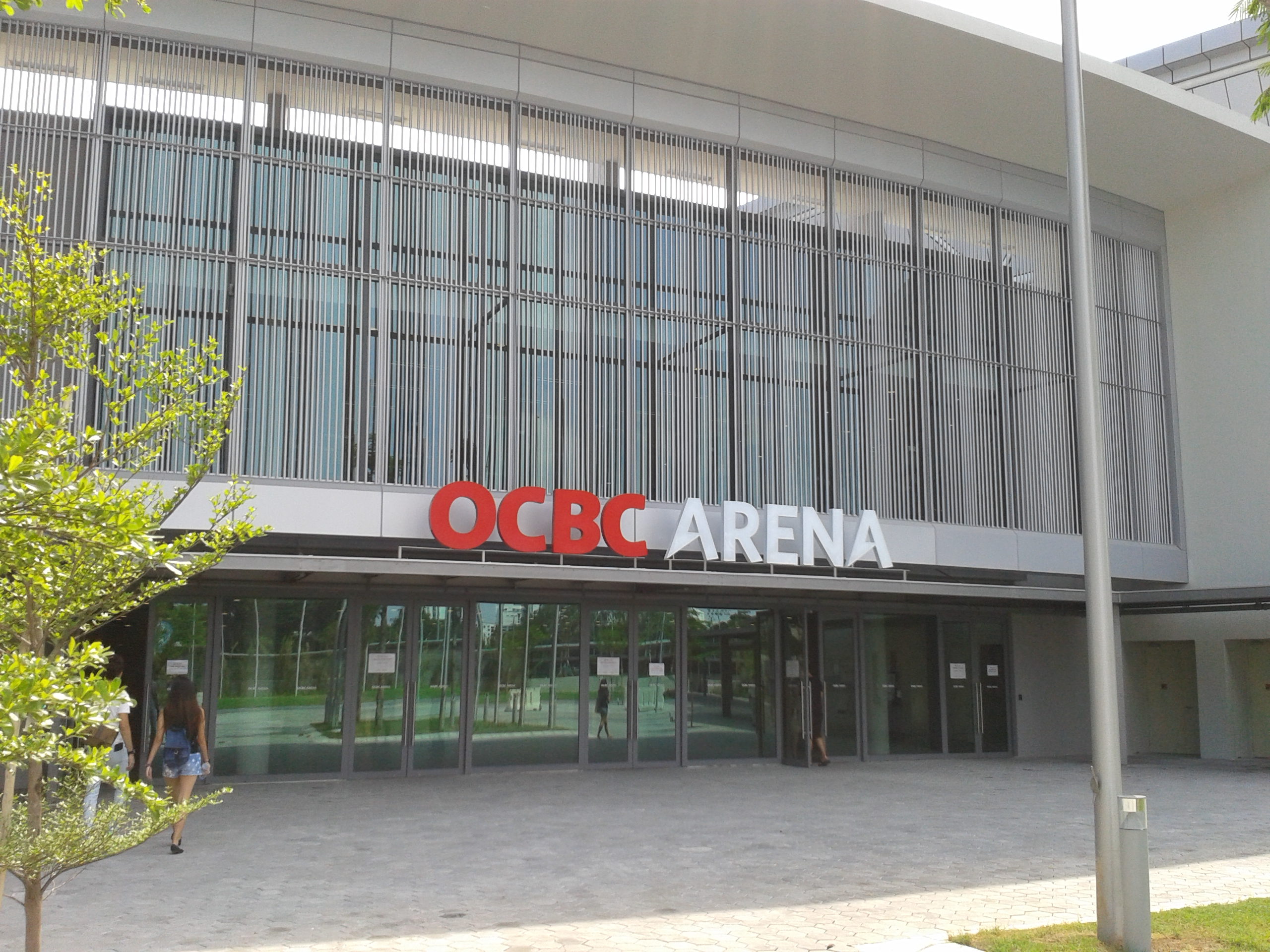
新加坡體育城華僑銀行室內體育館入口。

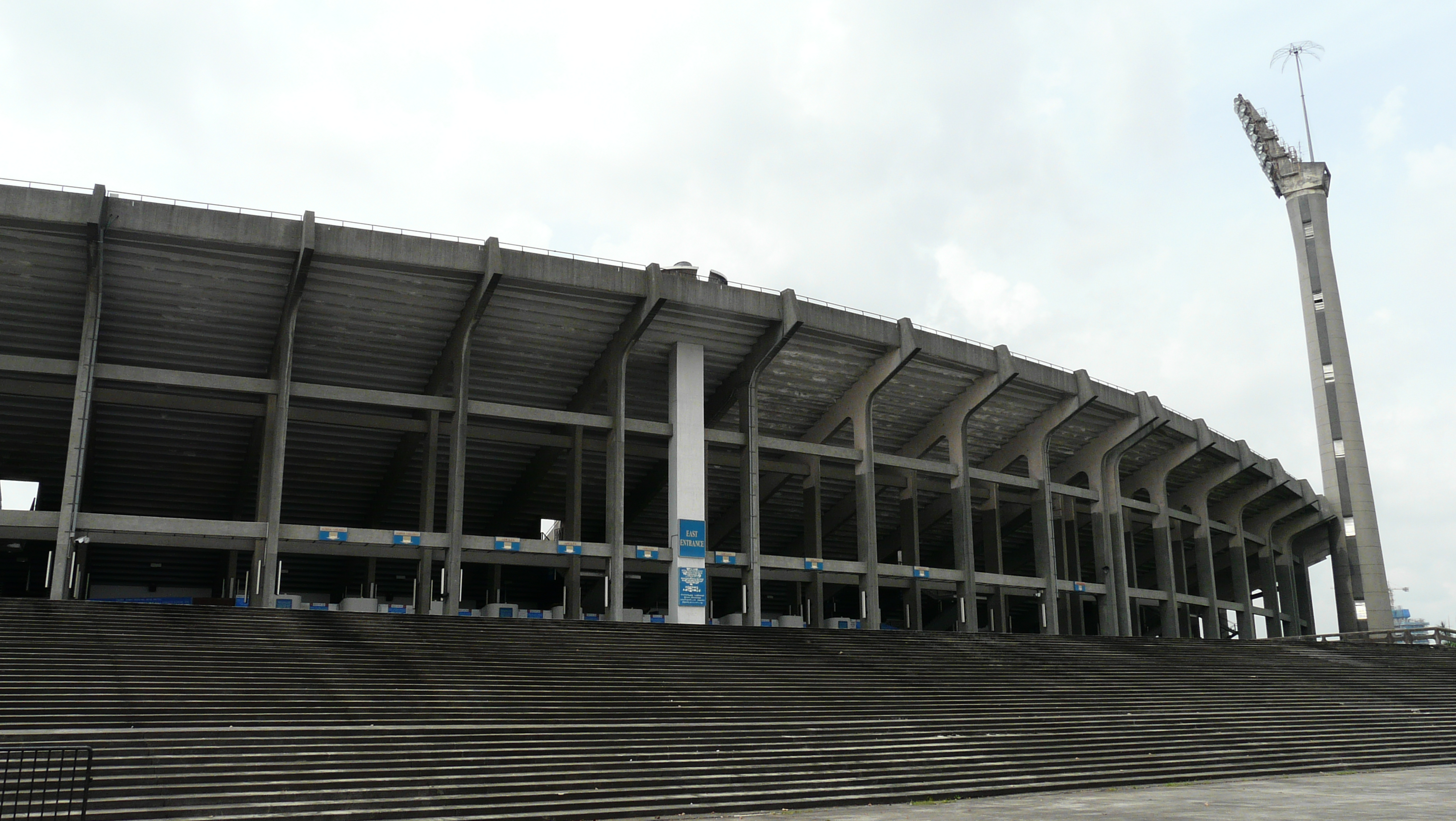
新加坡前國家體育場曾矗立於新加坡體育城現在的所在位置。

加冷在新加坡體壇中佔有重要的地位，以設於此地的數個標誌性的體育設施及在此舉辦的多項備受矚目的體育盛事而著稱。著名的新加坡前國家體育場（Former National Stadium）、惹蘭勿剎體育場（Jalan Besar Stadium）、花拉公園草場（Farrer Park Field）和新加坡體育城（Singapore Sports Hub）都坐落於此。
新加坡前國家體育場曾矗立於加冷盆地東岸，今新加坡體育城之所在地。後者於2014年建成以取代前者，是加冷區的大型旗艦發展項目。新加坡體育城結合新加坡新國家體育場（National Stadium）、新加坡室內體育館（Singapore Indoor Stadium）、嘉龍威購物廣場、新加坡體育博物館、體育城圖書館以及多個其它體育設施。它是新加坡體育設施發展總藍圖中唯一的“一級”設施。新國家體育場是新加坡國家足球隊的主場。
除了舉辦18次新加坡國慶慶典外，前國家體育場亦舉辦過眾多文化與體育活動，包括孕育了象徵新加坡人民團結的“加冷獅吼”（Kallang Roar）和“加冷人浪” （Kallang Wave）的馬來西亞盃賽事。 1973年、1983年和1993年的東南亞運動會曾以前國家體育場為賽事的開幕及閉幕會場。
未來的加冷足球中心（Kallang Football Hub）將取代現有的加冷草場，預計2019年第3季完工。它將擁有3個全尺寸的足球場、4個室內的5人制足球場、跑道和健身房。除了作為新加坡國家足球隊的另一個訓練場地外，加冷足球中心也將對外開放。
位於體育場林蔭道的加冷草場（Kallang Field）於2010年夏季青年奧林匹克運動會中舉辦射箭賽事。臨近的加冷網球中心（Kallang Tennis Centre）是新加坡國家網球隊的訓練場所之一，並在2010年夏季青年奧林匹克運動會中舉辦網球賽事。
加冷板球場（Kallang Ground）是加冷的另一個運動設施，曾舉辦多次板球單日國際賽。近幾年，它常用於舉辦多項國內賽事及一些小型國際賽事，如新加坡對壘馬來西亞的比賽。加冷板球場曾作為新加坡國家板球隊的主場長達21年。
其它坐落在體育場林蔭道的體育設施包括加冷跑道（Kallang Practice Track）、加冷草地滾球場（Kallang Lawn Bowl）、加冷壁球中心（Kallang Squash Centre）、加冷投球中心（Kallang Netball Court）。它們是加冷體育中心（Kallang Sports Centre）的組成部分。
惹蘭勿剎體育場是加冷著名的體育場之一，因靠近惹蘭勿剎而得名。惹蘭勿剎體育場是新加坡足球的“誕生地”，亦是新加坡足球協會所在地。該場地在2010年夏季青年奧林匹克運動會中舉辦足球賽事。
設在加冷的新加坡體育理事會屬下的公共泳池有加冷盆地公共泳池（Kallang Basin Swimming Complex）和惹蘭勿剎公共泳池（Jalan Besar Swimming Complex），分別坐落於芽籠峇魯巷與德威路。丹戎禺路的新加坡游泳俱樂部於1894年由一群歐洲人創立。
同樣由新加坡體育理事會管理並位於加冷，羅德蘭路的花拉公園草場（Farrer Park Field；前稱“花拉公園”）擁有一個足球場和橄欖球場。它曾是新加坡運動俱樂部和新加坡首個賽馬場實龍崗路賽馬場的所在地；毗鄰的跑馬埔路和跑馬埔巷見證了花拉公園草場的賽馬史。花拉公園草場亦是新加坡足球、航天和政治史上的重要地點。2020年年中，花拉公園草場將重新發展為新住宅區。
加冷盆地（Kallang Basin）是水上運動的熱門地點，如：龍舟、滑水和獨木舟。位於體育場巷，加冷水上運動中心（Kallang Water Sports Centre）提供器材出租服務。除此之外，臨近的新加坡體育城也設有水上運動中心，提供類似服務。
由人民協會經營，設於禺十字路的百盛浪激濱海灣（PAssion WaVe @ Marina Bay）提供水上活動服務，是新加坡第八個水上探險組織，取代原有的加冷水上探險組織（Water Venture (Kallang)）。加冷水上探險組織位於美芝路4876號的設施現已成為水域監督協會的加冷基地。
濱海灣市街賽道的東北段（轉彎1、轉彎2、轉彎3）位於加冷。濱海灣市街賽道是一年一度的一級方程式賽車新加坡大獎賽的舉辦場地。數個一級方程式賽車相關建築，如：觀眾席、醫療站，亦設在加冷。
新加坡體育理事會的舊總部位於體育場路15號；現今的總部坐落在體育場通道3號，新加坡體育城內。
眾多2015年東南亞運動會的賽事在加冷的各個體育地點舉辦。新國家體育場是開幕式及閉幕式會場，並舉辦田徑和足球賽事。華僑銀行室內體育館舉辦了投球、籃球、擊劍、室內排球，以及台球和斯諾克比賽。新加坡室內體育館舉辦羽毛球與乒乓球賽事。華僑銀行水上運動中心是潛水、游泳、花樣游泳和水球比賽的舉辦地點。加冷壁球中心、加冷網球中心、加冷板球場、加冷草場、加冷跑道分別舉辦壁球、網球、射箭、壘球、馬拉松項目。除新國家體育場外，惹蘭勿剎體育場也聯辦足球賽事。

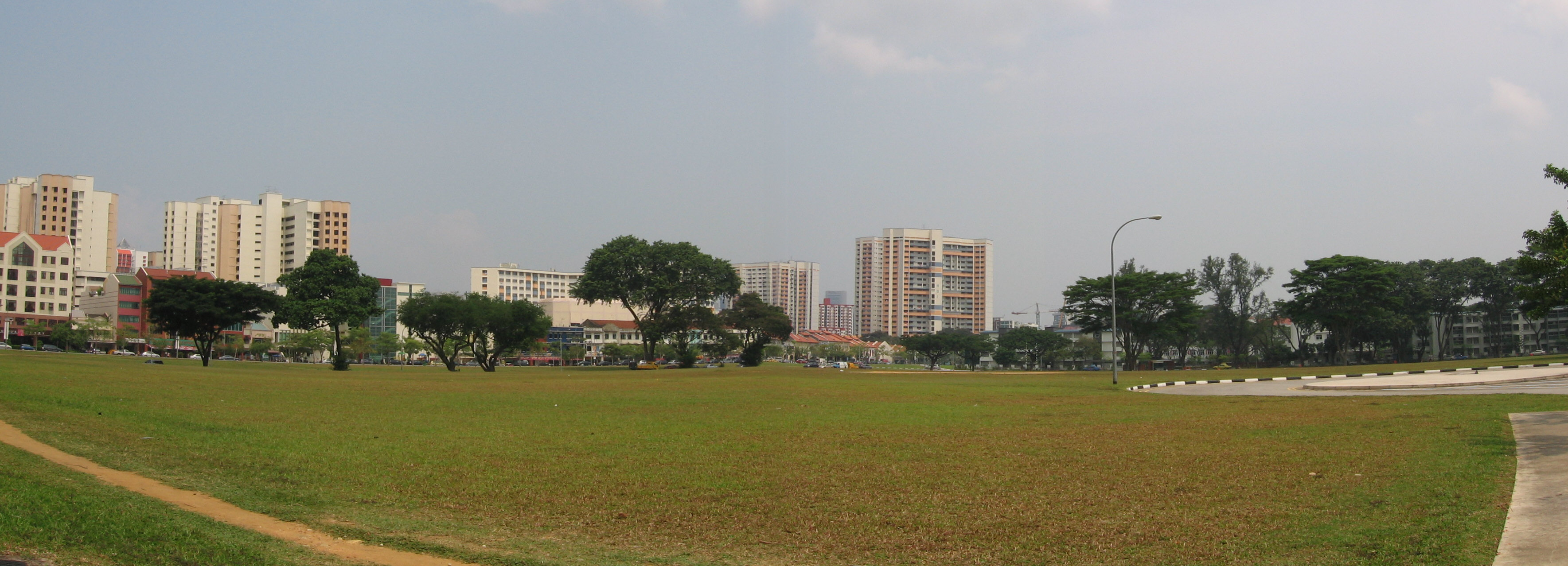
1842至1933年間，花拉公園草場是實龍崗路賽馬場的所在地。它亦是新加坡史上首架飛機降落的地點。

## 未來發展
新加坡市區重建局計劃將加冷打造成結合休閒與商業發展的樞紐。加冷河及新加坡體育城將會是加冷未來發展的核心。

### 住房

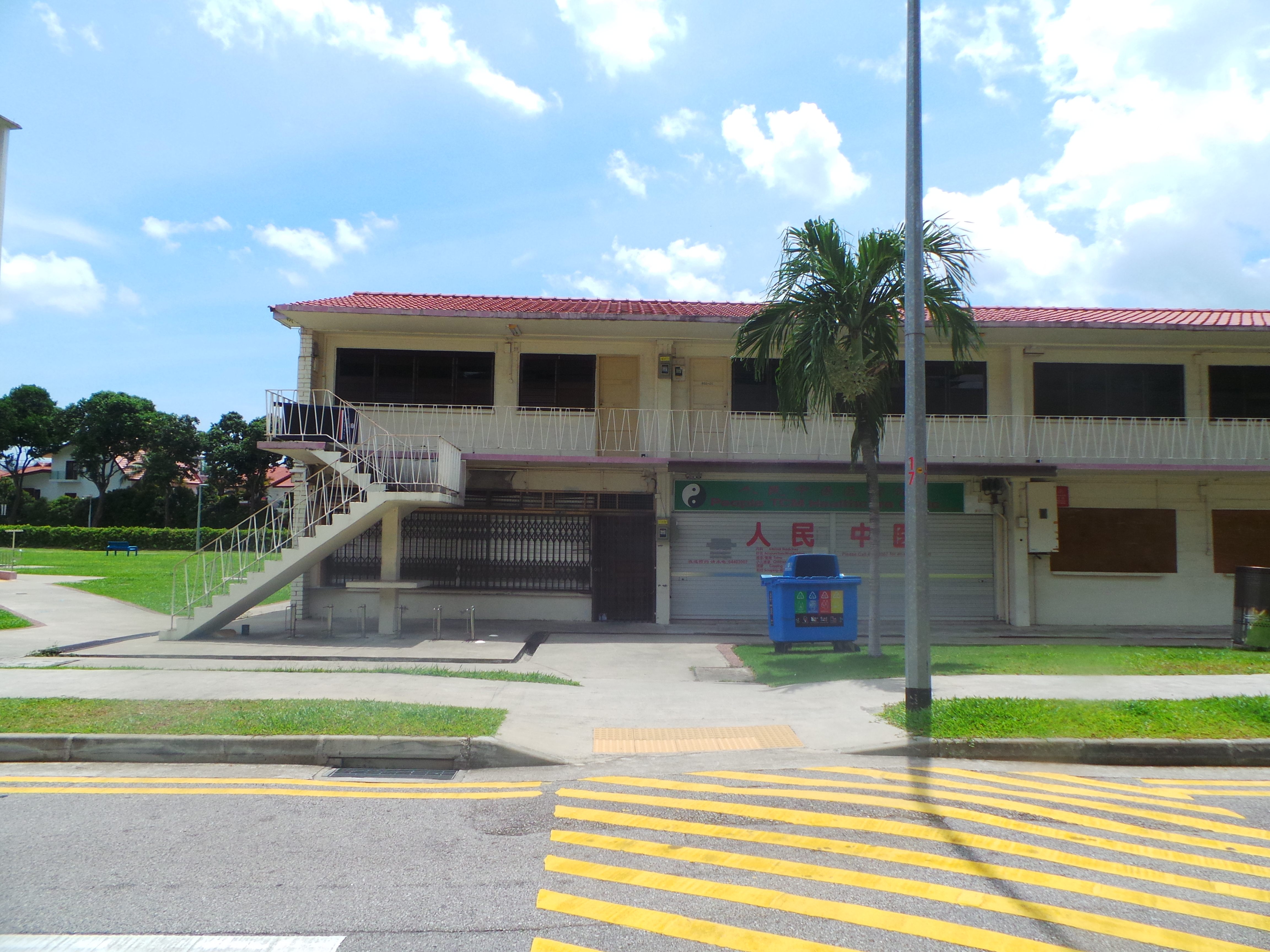
舊機場路的達哥打彎住宅區將被重建。這些住房單位目前空置著。

未來20年，加冷將增建約10萬戶新住宅單位。甘榜武吉士將發展為減少用車的濱水社區。達哥打彎、芽籠3巷、花拉公園草場亦將發展新住宅項目。

### 休閒
新加坡政府將興建位於加冷河畔的新走道，以更好地把加冷河上游地段與市中心銜接起來。走道與馬路交界處將建造地下通道和橋樑。

### 交通

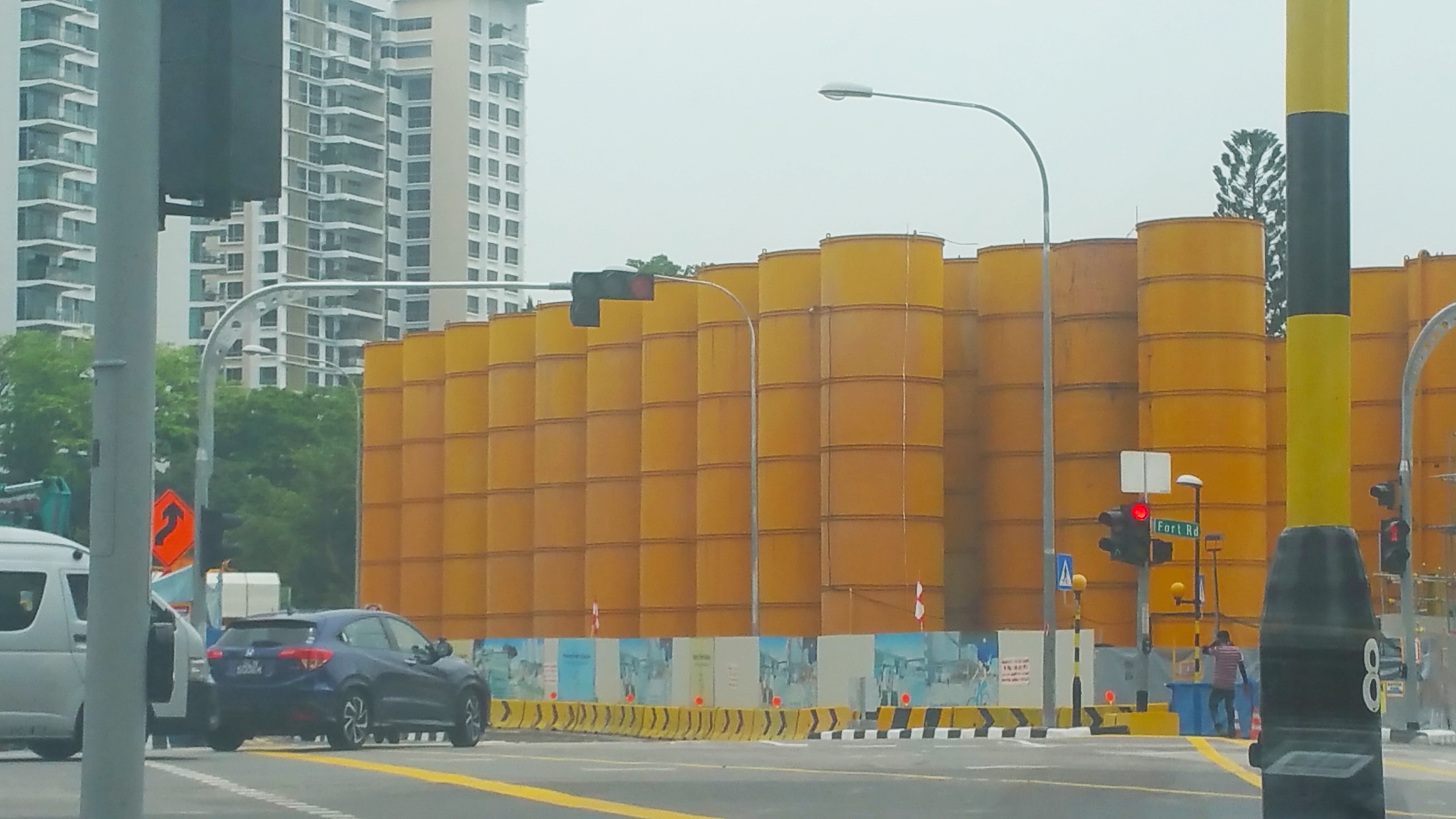
加東公園地鐵站的施工現場。

湯申–東海岸線上的兩個車站，丹戎禺地鐵站及加東公園地鐵站，在2023年投入運作後將為加冷南部的丹戎禺路社區提供地鐵服務。
建造中的南北交通廊道預計2026年竣工。它將提升加冷、大巴窯、碧山、宏茂橋、義順與兀蘭的銜接性。

### 設施
位於基里瑪路和基里瑪弄交界處的加冷消防局將是隸屬新加坡民防部隊的第22個消防局，將於2019年完成建造。除了消防部門，加冷消防局也將設有內政團隊聯合設施，以便在大型活動期間作為內政團隊的重點指揮處。
樓高十層的新綜合診療所將坐落在實龍崗路與馬里士他路交匯處，廣惠肇留醫院旁，將在2020年完工。

### 2014年發展總藍圖
根據新加坡市區重建局2014年公佈的發展總藍圖，以下位於加冷的地段將被重新發展：
- 位於芽籠峇魯台的芽籠峇魯工業園及加隆貨倉總匯將重新發展為住宅區；
- 位於加冷河東岸，舊航站巷、體育場路地段被標示為旅館用地；
- 加冷機場保留建築周邊地區被標為“白色”地段，允許更靈活的發展規劃（白色用地在新加坡中區以外極為罕見）；
- 尼誥大道、共和國道、共和國林蔭道旁的地段為受保留地段，加冷河與加冷坊之間的土地、惹蘭百納安克巴和體育場彎附近地段亦是如此。

## 流行文化
2008年問世的電影《加冷獅吼》講述新加坡贏得1977年馬來西亞盃的歷程，攝於曾舉辦些許馬來西亞盃賽事的新加坡前國家體育場。
新傳媒私人有限公司2016年播映的電視連續劇《大英雄》故事背景為舊加冷機場區內的達哥打彎住宅區。